# Liste der Kulturdenkmale in Wilsdruff

Wappen von Wilsdruff

Die Liste der Kulturdenkmale in Wilsdruff enthält die Kulturdenkmale in Wilsdruff.
Die Anmerkungen sind zu beachten.
Diese Liste ist eine Teilliste der Liste der Kulturdenkmale im Landkreis Sächsische Schweiz-Osterzgebirge. 

Diese Liste ist eine Teilliste der Liste der Kulturdenkmale in Sachsen.
Die Bodendenkmale finden sich in Liste der Bodendenkmale in Wilsdruff.

## Legende
- Bild: Bild des Kulturdenkmals, ggf. zusätzlich mit einem Link zu weiteren Fotos des Kulturdenkmals im Medienarchiv Wikimedia Commons. Wenn man auf das Kamerasymbol klickt, können Fotos zu Kulturdenkmalen aus dieser Liste hochgeladen werden:
- Bezeichnung: Denkmalgeschützte Objekte und ggf. Bauwerksname des Kulturdenkmals
- Lage: Straßenname und Hausnummer oder Flurstücknummer des Kulturdenkmals. Die Grundsortierung der Liste erfolgt nach dieser Adresse. Der Link (Karte) führt zu verschiedenen Kartendiensten mit der Position des Kulturdenkmals. Fehlt dieser Link, wurden die Koordinaten noch nicht eingetragen. Sind diese bekannt, können sie über ein Tool mit einer Kartenansicht einfach nachgetragen werden. In dieser Kartenansicht sind Kulturdenkmale ohne Koordinaten mit einem roten bzw. orangen Marker dargestellt und können durch Verschieben auf die richtige Position in der Karte mit Koordinaten versehen werden. Kulturdenkmale ohne Bild sind an einem blauen bzw. roten Marker erkennbar.
- Datierung: Baubeginn, Fertigstellung, Datum der Erstnennung oder grobe zeitliche Einordnung entsprechend des Eintrags in der sächsischen Denkmaldatenbank
- Beschreibung: Kurzcharakteristik des Kulturdenkmals entsprechend des Eintrags in der sächsischen Denkmaldatenbank, ggf. ergänzt durch die dort nur selten veröffentlichten Erfassungstexte oder zusätzliche Informationen
- ID: Vom Landesamt für Denkmalpflege Sachsen vergebene, das Kulturdenkmal eindeutig identifizierende Objekt-Nummer. Der Link führt zum PDF-Denkmaldokument des Landesamtes für Denkmalpflege Sachsen. Bei ehemaligen Kulturdenkmalen können die Objektnummern unbekannt sein und deshalb fehlen bzw. die Links von aus der Datenbank entfernten Objektnummern ins Leere führen. Ein ggf. vorhandenes Icon  führt zu den Angaben des Kulturdenkmals bei Wikidata.

## Wilsdruff
| Bild                                    | Bezeichnung | Lage                                       | Datierung                                  | Beschreibung | ID       |
| --------------------------------------- | --- | ------------------------------------------ | ------------------------------------------ | --- | -------- |
|                                         | Denkmalschutzgebiet Altstadt Wilsdruff | (Karte)                                    |                                            | Vorschlag eines Denkmalschutzgebietes | 09301947 |
| Weitere Bilder                          | Sachgesamtheit Jakobikirche und Kirchhof Wilsdruff, mit Einzeldenkmalen sowie Kirchhof (Sachgesamtheitsteil) mit Ehrenfriedhof (Gartendenkmal)                                | Am Ehrenfriedhof (Karte)                   | 1140–1591 (Kirche)                         | Sachgesamtheit Jakobikirche und Kirchhof Wilsdruff, mit folgenden Einzeldenkmalen: Kirche, Kriegerdenkmal für die Gefallenen des Ersten Weltkrieges, Leichenhalle, zwei Epitaphien innen (Chorbereich) und Einfriedung (Einzeldenkmale ID-Nr. 08964198), der Kirchhof (Sachgesamtheitsteil) mit Ehrenfriedhof (Gartendenkmal) – Sakralbau romanischen Ursprungs, erbaut als Dorfkirche, später Begräbniskirche der Herren von Schönberg, 1919 Umgestaltung zu einer Gedenkstätte für die Gefallenen des Ersten Weltkrieges, ortshistorisch und baugeschichtlich von Bedeutung. | 08964316 |
| Weitere Bilder                          | Jacobikirche Wilsdruff, Leichenhalle, Kriegerdenkmal und Einfriedung (Einzeldenkmale zu ID-Nr. 08964316)                                                                      | Am Ehrenfriedhof (Karte)                   | um 1150, später überformt                  | Einzeldenkmale der Sachgesamtheit Jakobikirche und Kirchhof Wilsdruff: Kirche, Leichenhalle, Kriegerdenkmal für die Gefallenen des Ersten Weltkrieges, zwei Epitaphien innen (Chorbereich) und Einfriedung – Sakralbau romanischen Ursprungs, 1919, Umgestaltung zu einer Gedenkstätte für die Gefallenen des Ersten Weltkrieges, baugeschichtlich und ortsgeschichtlich von Bedeutung. | 08964198 |
|                                         | Schmiede | Am Ehrenfriedhof 2 (bei) (Karte)           | 2. Hälfte 19. Jh.                          | Obergeschoss Sichtfachwerk, ursprüngliches Aussehen weitgehend erhalten, straßenbildprägend von Bedeutung. Obergeschoss-Fenster zum Teil mit originaler Sprossung, Krüppelwalmdach. | 08964995 |
|                                         | Wohnhaus in halboffener Bebauung | Am Ehrenfriedhof 4 (Karte)                 | 19. Jh.                                    | Obergeschoss Fachwerk, baugeschichtlich von Bedeutung. Erdgeschoss massiv, Eingang anscheinend verlegt, Fachwerk im Obergeschoss aufgeblattet, die Schwelle zurückgesetzt, Satteldach mit Schleppdach, Biberschwanzdeckung, Giebel verbrettert. | 08964201 |
|                                         | Wohnhaus in offener Bebauung | Am Oberen Bach 1 (Karte)                   | 1. Hälfte 19. Jh.                          | mit erhaltenem Fachwerkobergeschoss (nur verputzt) und Krüppelwalmdach, sehr schlichtes, aber charakteristisches Vorstadthaus, baugeschichtlich und städtebaulich von Bedeutung. | 08964321 |
|                                         | Villa mit Einfriedung | Am Oberen Bach 3 (Karte)                   | um 1900                                    | dekorativer Villenbau des ausgehenden 19. Jahrhunderts zwischen Historismus (sog. altdeutscher Stil) und Jugendstil, baugeschichtlich von Bedeutung. Veranda mit Schnitzwerk, seitlicher Turmanbau, Fenster mit Ätzglas, ornamentaler Schmuck: Bogenfeld mit bewegtem Blattwerk (Jugendstil) und Schmetterling, original erhaltene Historismus-Fenster, wuchtiges Souterrain, Giebel mit geschnitztem Balkenwerk. | 08964320 |
|                                         | Wohnhaus in offener Bebauung | Am Unteren Bach 5 (Karte)                  | 18. Jh.                                    | Obergeschoss Fachwerk verputzt, alter Baukörper, baugeschichtlich von Bedeutung. Erdgeschoss massiv, Giebelseite anscheinend ausgemauert, Obergeschoss Fenster in originaler Größe, Satteldach mit Aufschieblingen. | 08964210 |
|                                         | Wohnhaus in offener Bebauung | Berggasse 2 (Karte)                        | 2. Hälfte 19. Jh.                          | Obergeschoss Fachwerk, verputzt, ursprüngliche Konstruktion erhalten, baugeschichtlich und städtebaulich von Bedeutung. Erdgeschoss massiv, Obergeschoss in ursprünglicher Gliederung, Winterfenster, Satteldach. | 08964194 |
|                                         | Wohnhaus in halboffener Bebauung | Berggasse 8 (Karte)                        | 2. Hälfte 19. Jh.                          | Obergeschoss Traufseite Fachwerk, verputzt, im ursprünglichen Aussehen erhalten, baugeschichtlich und städtebaulich von Bedeutung. Erdgeschoss und Giebelseite massiv, zum Teil Doppelfenster, Holztraufe, Giebel mit zwei Rundbogenfenstern, originale Sprossung, Satteldach. | 08964195 |
|                                         | Sachgesamtheit Funkamt (ehem.), Sender Wilsdruff mit zahlreichen Einzeldenkmalen, der umgebenden Parkanlage (Gartendenkmal) und mehreren Sachgesamtheitsteilen                | Birkenhainer Höhe 1; 2; 3; 4 (Karte)       | 1953/54 (gesamte Anlage)                   | Sachgesamtheit Funkamt (ehem.), Sender Wilsdruff mit folgenden Einzeldenkmalen: drei Wohnhäuser mit Werkswohnungen (1953), Einfriedung, Torhaus (Haus U), Verwaltungsgebäude mit Speise- und Veranstaltungssaal (Haus B, bez. 1954) sowie Interieur, männliche Plastik, Stützmauern, Garagengebäude, weiteres Nebengebäude, Pförtnerhaus, Sendergebäude (Haus A) mit Interieur und rückwärtigem Anbau über Eck, Maschinenhaus (Haus C) mit rückwärtigem Anbau und Kühlturm, Lüftungsbauwerk mit älterem Kern, drei Antennenhäuser, Reusenantenne, Werkstatt- und Bürogebäude, Sendemast (154 m hoch) mit Fußgebäude, drei Wachtürme und Schutzzone für das Technikgelände, die original erhaltene Sendetechnik mit Versorgungsanlagen, originales Interieur in Haus A und Haus B: Wandbild (im Speisesaal), Innentüren, Wand- und Deckenleuchten, Wanduhren, Parkettböden, Treppengeländer (Einzeldenkmale ID-Nr. 08964292, gleiche Anschrift), mit umgebender Parkanlage (Gartendenkmal) und Sachgesamtheitsteilen der Parkanlage – technikgeschichtlich und auch gartengestalterisch bedeutsame Anlage. | 09300471 |
|                                         | Sendergebäude (Haus A), Verwaltungsgebäude (Haus B), Maschinenhaus (Haus C), Torhaus (Haus U), drei Wohnhäuser und Sendemast (154 m hoch) (Einzeldenkmale zu ID-Nr. 09300471) | Birkenhainer Höhe 1; 2; 3; 4 (Karte)       | 1953–1954 (komplette Anlage mit Sendemast) | Einzeldenkmale der Sachgesamtheit Sender Wilsdruff: drei Wohnhäuser mit Werkswohnungen (1953), Einfriedung, Torhaus (Haus U), Verwaltungsgebäude mit Speise- und Veranstaltungssaal (Haus B, bez. 1954) sowie Interieur, männliche Plastik, Stützmauern, Garagengebäude, weiteres Nebengebäude, Pförtnerhaus, Sendergebäude (Haus A) mit Interieur und rückwärtigem Anbau über Eck, Maschinenhaus (Haus C) mit rückwärtigem Anbau und Kühlturm, Lüftungsbauwerk mit älterem Kern, drei Antennenhäuser, Reusenantenne, Werkstatt- und Bürogebäude, Sendemast (154 m hoch) mit Fußgebäude, drei Wachtürme und Schutzzone für das Technikgelände, die original erhaltene Sendetechnik mit Versorgungsanlagen, originales Interieur in Haus A und Haus B: Wandbild (im Speisesaal), Innentüren, Wand- und Deckenleuchten, Wanduhren, Parkettböden, Treppengeländer – technikgeschichtlich und auch gartengestalterisch bedeutsames Objekt. | 08964292 |
|                                         | Bogenbrücke über die Wilde Sau | Dresdner Straße (Karte)                    | 2. H. 19. Jh.                              | verkehrsgeschichtlich und baugeschichtlich von Bedeutung. Sandsteinquader, profiliertes Gesims an der Auflage. | 08964200 |
|                                         | Wohnhaus in Ecklage | Dresdner Straße 1 (Karte)                  | 2. Hälfte 18. Jh.                          | trotz der Veränderungen im Erdgeschoss Zeugnis der frühen Marktbebauung, baugeschichtlich und städtebaulich von Bedeutung. Putzbau, zweigeschossig, Türen und Fenster im Erdgeschoss teils mit Segmentbogen, Satteldach, drei Schleppgaupen. | 08964277 |
|                                         | Wohnhaus in geschlossener Bebauung | Dresdner Straße 2 (Karte)                  | 18. Jh.                                    | erhaltenes Wilsdruffer Ackerbürgerhaus mit seitlicher segmentbogenförmiger Tordurchfahrt und Fachwerkobergeschoss, baugeschichtlich und städtebaulich von Bedeutung. | 08964308 |
|                                         | Wohnhaus in geschlossener Bebauung | Dresdner Straße 5 (Karte)                  | 2. Hälfte 18. Jh.                          | Obergeschoss Fachwerk, verputzt, baugeschichtlich und städtebaulich von Bedeutung. Zweigeschossiger Putzbau, später eingefügtes Schaufenster, profiliertes Türgewände, Obergeschoss in ursprünglicher Gliederung, Holztraufe, Satteldach mit durchgehender Schleppgaupe. | 08964336 |
|                                         | Ackerbürgerhof in geschlossener Bebauung, bestehend aus Wohnhaus, zwei Seitengebäuden (das östliche mit Oberlaube) und Hintergebäude                                          | Dresdner Straße 7 (Karte)                  | Ende 18. Jh.                               | zwei Seitengebäuden Obergeschoss Fachwerk, Hintergebäude Obergeschoss Fachwerk, weitgehend im ursprünglichen Aussehen erhalten, baugeschichtlich und städtebaulich von Bedeutung. Wohnhaus: zweigeschossiger Putzbau, Korbbogenportal, originale Haustür, heute mit Laden, Dachausbau, Satteldach, Hintergebäude: Erdgeschoss massiv, im Obergeschoss einige Fenster vergrößert, Satteldächer. | 08964282 |
|                                         | Ackerbürgerhof, bestehend aus Wohnhaus und Seitenflügel zur Rosenstraße | Dresdner Straße 8 (Karte)                  | 18. Jh.                                    | große Hofanlage mit repräsentativem Vordergebäude, reichster Ackerbürgerhof von Wilsdruff mit Fachwerkobergeschoss (zum Hof und zur Rosenstraße sichtbar) und Mansarddach, baugeschichtlich und städtebaulich von Bedeutung. | 08964313 |
|                                         | Wohnhaus und Hintergebäude in geschlossener Bebauung | Dresdner Straße 11 (Karte)                 |                                            | Wohnhaus und Hintergebäude in geschlossener Bebauung – spätbarocker Bau mit ursprünglich erhaltenen und sehr charakteristischen Hofflügeln, letztere mit Fachwerkobergeschossen, baugeschichtlich und städtebaulich von Bedeutung. | 08964314 |
|                                         | Wohnhaus in Ecklage | Dresdner Straße 15 (Karte)                 | Schlussstein bez. 1798                     | Obergeschoss Fachwerk, verputzt, Bestandteil der historischen Kernbebauung, baugeschichtlich und städtebaulich von Bedeutung. Erdgeschoss massiv, Eingang mit Korbbogen und Schlussstein, Obergeschoss Fenster in originaler Größe, abgewalmtes Satteldach, vier Gaupen. | 08964283 |
|                                         | Portal des Wohnhauses | Dresdner Straße 21 (Karte)                 | um 1830                                    | handwerklich von Bedeutung, mit flachem Segmentbogen und Schlussstein, Sandstein, Scharrierungen, schmale gerade Verdachung. | 08964193 |
|                                         | Keils Gut –Wohnstallhaus, Seitengebäude und Stallscheune | Dresdner Straße 26 (Karte)                 | bez. 1816                                  | Vierseithof – sehr repräsentativer Bauernhof des frühen 19. Jahrhunderts, besonders erwähnenswert das zweigeschossige Wohnstallhaus mit Krüppelwalmdach, Fachwerkobergeschoss und Segmentbogenportal, baugeschichtlich, sozialgeschichtlich und wirtschaftsgeschichtlich von Bedeutung. | 08964315 |
|                                         | Wohnhaus in halboffener Bebauung | Dresdner Straße 29 (Karte)                 | 1. Hälfte 19. Jh.                          | Obergeschoss Fachwerk, verputzt, in der Konstruktion erhalten, baugeschichtlich von Bedeutung. Erdgeschoss massiv, originale zweiflügelige Haustür, Holztraufe, Satteldach mit markanten Aufschieblingen. | 08964197 |
| Direkt Bild zu diesem Denkmal hochladen | Dampfmaschine der Fa. Jacobiwerk Meißen | Fabrikstraße 1 (Karte)                     | bez. 1901                                  | Dampfmaschine mit liegendem Zylinder der Fa. Jacobiwerk Meißen, Nr. 399 und Generator der Fa. Siemens-Schuckert, Nr. 1095194 (75 RVA) mit offenem Kollektor – bedeutendes maschinenbautechnisches Zeugnis der Region. Dampfkessel entfernt, kleine Transmission zwischen Dampfmaschine und Generator. | 08964337 |
|                                         | Ehem. Möbelfabrik Gebr. Müller, Fabrikgebäude | Fabrikstraße 2 (Karte)                     | um 1870                                    | Fabrikgebäude der früheren Möbelfabrik und Maschinenhaus einschließlich der Dampfmaschine mit liegendem Zylinder (Patent Proell) sowie zugehöriger Maschinenraumausstattung – dreigeschossiger Putzbau mit angebautem Erweiterungsbau, bedeutendes Zeugnis der regionalen Industriegeschichte, bildprägend. Dampfmaschine original und in gutem Zustand erhalten, technikgeschichtlich von Bedeutung. | 08964338 |
|                                         | Ehem. Möbelfabrik Gebr. Müller, Wohnhaus | Fabrikstraße 2 (Karte)                     | Anfang 19. Jh.                             | Wohnhaus in geschlossener Bebauung – baugeschichtlich und städtebaulich von Bedeutung. Zweigeschossig, massiv, Satteldach, zwei liegende Dachfenster, intaktes Wand-Öffnung-Verhältnis. | 08964239 |
|                                         | Wohnhaus in geschlossener Bebauung | Fabrikstraße 4 (Karte)                     | Anfang 19. Jh.                             | baugeschichtlich und städtebaulich von Bedeutung. Zweigeschossig, massiv, Eingang mit flachem Segmentbogen, Satteldach, intaktes Wand-Öffnung-Verhältnis. | 08964240 |
| Direkt Bild zu diesem Denkmal hochladen | Wohnhaus in halboffener Bebauung | Fabrikstraße 6 (Karte)                     | Mitte 19. Jahrhundert                      | Baugeschichtliche Relevanz, prägt die vorstädtische Struktur mit | 09306879 |
|                                         | Wohnhaus in Ecklage | Freiberger Straße 2 (Karte)                | 1743/1744 Dendro                           | mit Laden, Putzbau mit Satteldach und sieben Gaupen, figürliche und florale Keramikgestaltung im Erdgeschoss von 1928, als Bestandteil der Marktplatzbebauung von baugeschichtlicher und städtebaulicher Bedeutung. Zweigeschossig, Erdgeschoss durch Schaufenstereinbrüche 1928 verändert, Tür an der abgefasten Ecke vermauert, Obergeschoss in ursprünglicher Gliederung, Satteldach mit sieben Gaupen. | 08964281 |
|                                         | Barockes Segmentbogenportal mit Inschrift und Relief mit Innungssymbolik | Freiberger Straße 3 (Karte)                | bez. 1744                                  | künstlerisch und handwerklich von Bedeutung. Inschrift: „Die große Feuers Brunst so in der Stadt entstand / Die legte mich auch in Asche, Staub und Sand / Der Krieg war vor der Thür, und ich lag fast fünf Jahr, / Daß mich – Zu meinem Bau kein Stein geleget war, / Biß eines Fremdlings Hand das Werck hat unternommen / Daß durch des Höchsten Hülf ich so zu End bin gekommen. / Dahero sei gepreist, o Herr für deine Güte für Unglück uns behüte. / Ano 1744“ | 08964322 |
|                                         | Ackerbürgerhaus in geschlossener Bebauung | Freiberger Straße 5 (Karte)                | bez. 1819, Kern womöglich älter            | Obergeschoss Fachwerk, mit originalen Eingängen und Tor mit Schlussstein, in der Konstruktion weitgehend erhalten, baugeschichtlich und städtebaulich von Bedeutung. Langgestreckter Putzbau, Erdgeschoss massiv, zwei Eingänge mit profiliertem Segmentbogenportal, Schlussstein und gerader Verdachung, Torbogen mit Kämpfer und Schlussstein, Obergeschoss in ursprünglicher Gliederung, Satteldach, an der Nordseite mit Krüppelwalm. | 08964230 |
|                                         | Wohnhaus in geschlossener Bebauung | Freiberger Straße 6 (Karte)                | 1. Hälfte 19. Jh.                          | Obergeschoss Fachwerk, verputzt, Bestandteil der historischen Bebauung in der Nähe des Marktes, baugeschichtlich von Bedeutung. Erdgeschoss massiv, Sandsteingewände, zentraler Eingang mit Segmentbogen, Obergeschoss in ursprünglicher Gliederung, Satteldach, fünf Gaupen. | 08964238 |
|                                         | Wohnhaus in halboffener Bebauung | Freiberger Straße 7 (Karte)                | 2. Hälfte 18. Jh.                          | Obergeschoss zum Teil verputztes Fachwerk, straßenbildprägend und baugeschichtliche Bedeutung. Kopfbau einer Zeile, Erdgeschoss massiv, Eingangsvorbau aus Sandstein mit Rundbogen sowie hölzernes rundbogiges Vordach, Obergeschoss Fenster mit alter Sprossung, Walmdach, vier Gaupen, Biberschwanzdeckung. | 08964234 |
|                                         | Wohnhaus in geschlossener Bebauung (erhaltenes Wilsdruffer Ackerbürgerhaus) und Scheune                                                                                       | Freiberger Straße 8 (Karte)                | Mitte 18. Jh.                              | baugeschichtlich und städtebaulich von Bedeutung. Langgestreckter, städtebaulich markanter Bau mit Fachwerkobergeschoss (straßenseitig wohl nur verputzt), Portalgestaltung wie beim ehemaligen Diakonat Kirchplatz 5. | 08964323 |
|                                         | Inschrifttafel über Portal | Freiberger Straße 12 (Karte)               | bez. 1744, bez. 1745                       | historische Inschrifttafel, vermutlich alter Schlussstein, Text:» Niemand ist stärker den Gott / darum laßt uns auf Ihm bauen / und in aller unser Noth / Ihm allein vertrauen / J. G. Lehman(n) / abgebrand d's Juny 1744 / erbauet Ano 1745«, ortsgeschichtlich von Bedeutung. | 08964324 |
|                                         | Gedrücktes Segmentbogenportal mit Scheitelstein | Freiberger Straße 17 (Karte)               | bez. 1832                                  | wichtiges gestalterisches Element in diesem Teil der Freiberger Straße, handwerklich von Bedeutung. | 08964329 |
|                                         | Wohnhaus in Ecklage und halboffener Bebauung | Freiberger Straße 18 (Karte)               | bez. 1826 (Portal)                         | weitgehend ursprünglich erhaltenes charakteristisches Vorstadthaus mit gedrücktem Segmentbogenportal mit profilierten Fenstergewänden im Erdgeschoss und Eckturm, möglicherweise Fachwerk im Obergeschoss des Hauses. | 08964326 |
|                                         | Wohnhaus in geschlossener Bebauung | Freiberger Straße 20 (Karte)               | 1. Hälfte 19. Jh.                          | städtebaulich von Bedeutung. Charakteristisches Vorstadthaus mit klarer Achsengliederung, schlichter, fast biedermeierlicher Fassadengestaltung, Klappläden im Erdgeschoss und Satteldach. | 08964327 |
|                                         | Wohnhaus in halboffener Bebauung | Freiberger Straße 26 (Karte)               | 1. Hälfte 19. Jh.                          | ursprünglich erhaltenes Vorstadthaus mit gedrücktem Segmentbogenportal und Krüppelwalmdach, städtebaulich von Bedeutung, seitliche malerische Holzerker später. | 08964328 |
|                                         | Villa mit Pfeilern der Toreinfahrt | Freiberger Straße 27 (Karte)               | um 1900                                    | baugeschichtlich von Bedeutung. Durch Ecktürmchen mit originalen Ziegeln, Veranda, Dachaufbauten und Fassadenschmuck gestalterisch hervorragendes Beispiel der Villenarchitektur des ausgehenden 19. Jh. bzw. um 1900. | 08964334 |
|                                         | Wohnhaus in geschlossener Bebauung | Freiberger Straße 36 (Karte)               | 1. Hälfte 19. Jh.                          | städtebaulich von Bedeutung. Ursprünglich erhaltenes charakteristisches Vorstadthaus, bildet mit den Häusern Nr. 34 und 38 eine städtebauliche Einheit von hoher siedlungsgeschichtlicher Aussagekraft. | 08964332 |
|                                         | Wohnhaus in geschlossener Bebauung | Freiberger Straße 38 (Karte)               | 1. Hälfte 19. Jh.                          | städtebaulich von Bedeutung. Ursprünglich erhaltenes charakteristisches Vorstadthaus, bildet mit den Nr. 34 und 36 eine städtebauliche Einheit von hoher siedlungsgeschichtlicher Aussagekraft. | 08964333 |
|                                         | Mietshaus in offener Bebauung | Freiberger Straße 43 (Karte)               | um 1900                                    | baugeschichtlich und städtebaulich von Bedeutung. Markantes Gründerzeitgebäude mit ausgewogen gestalteter Klinker-Sandstein-Fassade, Mittelrisalit und Eckanbauten. | 08964319 |
|                                         | Fabrikgebäude | Freiberger Straße 45 (Karte)               | Ende 19. Jh.                               | u. a. baugeschichtlich von Bedeutung. Dreigeschossiger Putzbau, Segmentbogenfenster, Lisenen, Gesimse, über den Fenstern Segmentbögen aus Ziegel, Traufzone ebenfalls mit Ziegelgestaltung, durch den polygonalen Treppenturm Anklänge an sakrale Architektur, sehr flaches Satteldach. | 08964215 |
| Weitere Bilder                          | Bahnhof Wilsdruff | Freiberger Straße 48; 48a; 48b; 50 (Karte) | 1886                                       | Bahnhof mit Empfangsgebäude, Güterschuppen, Nebengebäude, Lokschuppen und Laderampe – orts- und verkehrshistorische Bedeutung, ehemals zweitgrößter Schmalspurbahnhof Deutschlands. Baulich Anklänge an Schweizerstil (z. B. Dachüberstand), aber relativiert durch Umbauten 1909, seitdem ist das Empfangsgebäude zweigeschossiger massiver Putzbau. | 09278868 |
|                                         | Ehem. Brauerei Frühauf | Freiberger Straße 51 (Karte)               | bez. 1885                                  | Fabrikgebäude mit zentralem Turm mit Zinnenkranz – bau- und ortsgeschichtlich von Bedeutung. Zweigeschossiger Putzbau, mit Gliederung, Erdgeschoss Segmentbogenfenster mit Zierklinker, Mittelrisalit im Dachgeschoss burgartiger Turm, Blendnischen mit kleinen Fenstern, Satteldach. | 08964233 |
|                                         | Friedhof mit Friedhofskapelle | Friedhofsstraße (Karte)                    | 1930er Jahre                               | Friedhof mit Friedhofskapelle und Gedenktafel für Paul Richter sowie sechs Grabmale – ortsgeschichtlich von Bedeutung. Kapelle: streng gegliederter Baukörper mit kleinem Dachreiter, zeittypische Architekturform, Putzbau mit schmalen hohen Fenstern, Eingang mit sehr flachem Segmentbogen, Dachreiter quadratisch, mit aufgesetzter Kugel, verschiefert, Satteldach. | 08964219 |
|                                         | Mietshaus in Ecklage und offener Bebauung | Friedhofsstraße 1 (Karte)                  | um 1900                                    | baugeschichtlich und städtebaulich von Bedeutung. Repräsentativer und gestalterisch hervorgehobener Bau der Jahrhundertwende, markantes Beispiel des wirtschaftlichen Aufschwungs in Wilsdruff zwischen 1885 und 1905. | 08964325 |
|                                         | Wohnhaus in halboffener Bebauung | Friedhofsstraße 8 (Karte)                  | nach 1744                                  | sehr markanter Bau der Wiederaufbauphase nach 1744, baugeschichtlich von Bedeutung. | 08964335 |
| Direkt Bild zu diesem Denkmal hochladen | Lokomobile | Gezinge 8 (bei) (Karte)                    | 1936                                       | Lokomobile-Heißdampf von Buckau-Wolf Magdeburg – technikgeschichtlich von Bedeutung, Lokomobile 70 PS. | 08964460 |
|                                         | Neue Bürgerschule Wilsdruff | Gezinge 12 (Karte)                         | 1909–1910                                  | Schule mit gestalteter Freifläche aus Stützmauern, Treppenanlage und Allee – repräsentatives Gebäude von bau- und ortsgeschichtlicher Bedeutung. Viergeschossiges Gebäude mit rückwärtigem Anbau (ehemalige Bedürfnisanstalt) und gestalteter Freifläche zum Gezinge, gestalterisch qualitätvoller Schulbau aus dem Anfang des 20. Jh., weitgehend in der ursprünglichen Form erhalten, Straßenseite mit übergiebelten Seitenrisaliten, mittigem Dacherker, Turmaufbau, aufwändigem Portal aus verzierten Pfeilern und Segmentbogenabschluss, Fassadengestaltung stilistisch der geometrischen Phase des Jugendstils verpflichtet. | 08964318 |
|                                         | Doppelwohnhaus in offener Bebauung | Heinrich-Heine-Straße 1 (Karte)            | Ende 19. Jh.                               | mit kleinem Laden, baugeschichtlich und straßenbildprägend von Bedeutung. Putzbau mit unterschiedlich gestalteten Fensterverdachungen, Putzgliederungen und dominanten Dachhäusern, dreigeschossiger Bau, 12 zu 4 Achsen, symmetrisch gestaltet, nur der Laden fällt raus, Erdgeschoss durch Gurtgesims abgesetzt, Erdgeschoss-Fenster mit Segmentbogen, Schlussstein, im 1. Obergeschoss gekoppelte Fenster mit Blend-Segmentbogen aus Ziegel, Schlussstein oder Giebelverdachung, im 2. Obergeschoss gerade Verdachungen, in beiden Dachhäusern Segmentbögen mit Schlussstein, vier stehende Gaupen, Krüppelwalmdach. | 08964208 |
|                                         | Villa über unregelmäßigem Grundriss mit schönen Sandsteinelementen und bildprägendem Eckturm                                                                                  | Heinrich-Heine-Straße 8 (Karte)            | um 1905                                    | baugeschichtlich und städtebaulich von Bedeutung. Putzbau, an den beiden Hauptfassaden die Mittelachsen durch Fensterensemble und aufwändige Gliederung mit Konsolen, Gesimsen, Spiegel, Initialen und floralen sowie geometrischen Motiven betont, abschließender Rundbogen mit Schlussstein, Fensterrahmungen im Obergeschoss mit Segmentbogen und Diamant-Ohren, quergestellter Eckturm mit hohem Zeltdach, alte zweiflügelige Tür. | 08964225 |
| Weitere Bilder                          | Ev. Stadtkirche St. Nicolai; Nicolaikirche Wilsdruff | Kirchplatz (Karte)                         | 1896–1898                                  | im neugotischen Stil, baugeschichtlich und ortsgeschichtlich von Bedeutung. Architektonisch aufwändiger Kirchenbau des ausgehenden 19. Jh., entsprechend dem Eisenacher Regulativ, das bis 1898 für das evangelische Deutschland verbindlich blieb, errichtet, sehr aufwändiges Westportal mit Figuren, repräsentative, dreischiffige Halle des ausgehenden 19. Jh. mit Westturm, angedeutetem Querhaus, eingezogenem Chor, Taufkapelle, Sakristei, reicher neugotischer Fassade, charakteristisches Zyklopenmauerwerk und Porphyr. | 08964300 |
|                                         | Kath. Pfarrei St. Pius X. | Kirchplatz 1 (Karte)                       | 16./17. Jh.                                | Wohnhaus, mit Haus Nr. 2 städtebaulich wichtiges Ensemble (heute kath. Pfarrhaus) – baugeschichtlich und ortsgeschichtlich von Bedeutung. Platzprägender, zweigeschossiger Bau mit hohem abgewalmten Dach, Segmentbogenportal und verputztem Fachwerkobergeschoss, weitgehend original erhalten, innen Wandbögen, kleines Kreuzgratgewölbe und Teile des alten Treppenhauses, früher soll sich hier ein Fuhrgeschäft befunden haben. | 08964301 |
|                                         | Wohnhaus in halboffener Bebauung | Kirchplatz 2 (Karte)                       | 2. Hälfte 18. Jh.                          | und zusammen mit Kirchplatz 1 baugeschichtlich und platzbildprägend von Bedeutung. Wohlproportionierter und weitgehend erhaltener Barockbau mit Segmentbogenportal, Sandsteingewänden im Erdgeschoss und verputztem Fachwerkobergeschoss (vermutlich), drei Kreuzstockfenster, ansonsten Sprossenfenster, hölzerne Rahmen im Obergeschoss deuten auf Fachwerk. | 08964302 |
|                                         | Kath. Pfarrkirche St. Pius X. Wilsdruff | Kirchplatz 2a (Karte)                      | 1955–1956                                  | Kath. Pfarrkirche mit Ausstattung sowie zwei Skulpturen – schlichter Kirchenbau der Nachkriegszeit, Architekt: Andreas Marquart, Leipzig, baugeschichtlich, kunstgeschichtlich, künstlerisch und ortsgeschichtlich von Bedeutung. Putzbau mit Satteldach, vereinigt frühchristliche und romanische Architekturelemente, Eingangstympanon: Christus mit seiner Herde, Rundbogenfenster, innen Christusstatue von Hildegard Hendrichs (Erfurt) und Marienstatue von Friedrich Press (Dresden, nach 1960 erworben), Farbglasfenster von Rudolf Teufel, Orgel von Jehmlich, Saalkirche mit leichtem T-Grundriss, Ausstattung etwas verändert. | 09299921 |
|                                         | Pfarrhaus mit Stützmauer und Einfriedungsmauer | Kirchplatz 3 (Karte)                       | 1896–1898                                  | bildet mit Nicolaikirche funktionelle und gestalterische Einheit, bau- und ortsgeschichtliche Bedeutung. Zweigeschossiger Bau mit Krüppelwalmdach und seitlichen Dreiecksgiebeln, wie die Nicolaikirche im neugotischen Stil errichtet, historisierendes Kirchengebäude des ausgehenden 19. Jh. | 08964303 |
|                                         | Diakonat | Kirchplatz 5 (Karte)                       | bez. 1800                                  | Diakonat – letztes erhaltenes Wilsdruffer Schulgebäude aus dem Barock, baugeschichtlich und ortsgeschichtlich von Bedeutung. Zweigeschossiger Bau (heute als Wohnhaus genutzt), ursprünglich mit Walmdach, bemerkenswert die Portalgestaltung, bei welcher der Schlussstein tief herabgezogen ist, so dass neben ihm das Gewände in zwei Rundbögen abschließt. | 08964304 |
|                                         | Wohnhaus in Ecklage | Landbergweg 2 (Karte)                      | um 1800                                    | Obergeschoss Fachwerk verputzt, in der Konstruktion erhalten, baugeschichtlich und städtebaulich von Bedeutung. Erdgeschoss massiv, Obergeschoss Fenster in originaler Größe, Krüppelwalmdach, vier Gaupen. | 08964237 |
|                                         | Fabrikgebäude (Verwaltungstrakt) in halboffener Bebauung | Löbtauer Straße 6 (Karte)                  | bez. 1899                                  | ortsgeschichtlich von Bedeutung. Klinkerbau mit Fassadengliederung und Mittelrisalit mit steilem Giebel, zweigeschossig, 8 zu 2 Achsen, Hausteinsockel, Segmentbogenfenster, gelber Klinker, Zierformen in rotem Klinker, Segmentgiebel mit Schlussstein, Deutsches Band, getreppte Konsolen in der Traufzone, Walmdach. | 08964216 |
|                                         | Brunnen | Markt (Karte)                              | Fassung 2. Hälfte 20. Jh.                  | historischer, runder Brunnen, platzbildprägend von Bedeutung | 09300552 |
| Weitere Bilder                          | Postmeilensäule | Markt (Karte)                              | 1730                                       | Kopie einer Distanzsäule, regionalgeschichtlich und verkehrsgeschichtlich von Bedeutung. Distanzsäule auf Postament, Wappenstück und Spitze, Sandstein, verschiedene Inschriften mit Stundenangaben und vergoldetem Posthornzeichen. | 08964288 |
| Weitere Bilder                          | Rathaus | Markt 1 (Karte)                            | 1755–1756                                  | barocker Rathausbau mit Überformungen des ausgehenden 19. Jahrhunderts, platzbildprägendes Gebäude am Markt, als altes Wilsdruffer Rathaus stadtgeschichtlich bedeutsam mit Turm, Zwerchhaus und Fassadenschmuck | 08964291 |
|                                         | Wohnhaus in geschlossener Bebauung | Markt 2 (Karte)                            | um 1850, Kern womöglich älter              | Putzbau mit schlichter Lochfassade, Ladeneinbau, Bestandteil des Marktbildes, Schriftzug „Foto-Wugk“ aus 1930er Jahren, baugeschichtlich von Bedeutung. Zweigeschossig, Satteldach mit breiter Schleppgaupe, Biberschwanzdeckung. | 08964278 |
|                                         | Wohnhaus in geschlossener Bebauung | Markt 3 (Karte)                            | Ende 19. Jh.                               | mit Laden, u. a. baugeschichtlich von Bedeutung. Erdgeschoss verputzt, originale zweiflügelige Haustür, Fenster im 1. Obergeschoss mit Konsolen unter den Sohlbänken, gerade Verdachungen, darüber zweifarbige Klinkersegmentbögen, im 2. Obergeschoss die Sandsteingewände mit roten Klinkerbändern verbunden, darüber kleine Rosetten, Mansarddach mit drei stehenden Gaupen mit seitlichen Anschwüngen. | 08964279 |
|                                         | Wohnhaus in geschlossener Bebauung | Markt 5 (Karte)                            | um 1800                                    | Bestandteil des Marktbildes, mit Laden, alter Schriftzug „Bäckerei Emil Schubert Konditorei“, baugeschichtlich von Bedeutung. Schlichter Putzbau, zweigeschossig, Korbbogenportal mit Inschrift, Hauszeichen, Satteldach, drei Gaupen. | 08964280 |
|                                         | Wohnhaus in halboffener Bebauung mit Portal | Markt 9 (Karte)                            | bez. 1745 (Schlussstein)                   | Wohnhaus in halboffener Bebauung, mit geohrtem Portal und Schlussstein sowie reicher Tür aus der Entstehungszeit – wie Nr. 10 nach dem Stadtbrand von 1744 entstandenes Barockhaus, baugeschichtlich und städtebaulich von Bedeutung. Die offenbar böhmischen Renaissancebauten nachempfundene Fassade stammt wohl aus dem 19. Jh. | 08964295 |
|                                         | Wohnhaus in geschlossener Bebauung mit Segmentbogenportal und Schlussstein | Markt 10 (Karte)                           | bez. 1745 (Schlussstein)                   | wie Nr. 9 nach dem Stadtbrand von 1744 entstandenes Barockhaus, baugeschichtlich und städtebaulich von Bedeutung. Die markante Schleppluke und die gestalterisch angepassten Veränderungen der Schauseite stammen wohl aus der 1. Hälfte des 19. Jh. | 08964294 |
|                                         | Wohnhaus in geschlossener Bebauung | Markt 12 (Karte)                           | 18. Jh.                                    | baugeschichtlich und städtebaulich von Bedeutung. Erdgeschoss massiv, Eingang und Tür verändert, Satteldach, Putzbau, Obergeschoss Fachwerk, prägt mit seiner einfachen Fassade und dem hohen Dachstuhl das Marktbild. | 08964232 |
|                                         | Wohnhaus mit Läden in geschlossener Bebauung | Markt 14 (Karte)                           | 1. Hälfte 19. Jh.                          | städtebaulich von Bedeutung. Zweigeschossig, profilierte Türgewände, im linken Teil noch originale Gestaltung des Ladens mit Fenster- und Türenanordnung, Gesims, Obergeschoss intakt, Satteldach, vier Gaupen, Putzbau mit Sandsteingewänden, Bestandteil der Marktbebauung. | 08964276 |
|                                         | historische Apotheke des Ortes | Markt 15 (Karte)                           | um 1900                                    | bau- und ortsgeschichtliche sowie städtebauliche Bedeutung. Zweigeschossiger Bau mit Mansarddach und vielgestaltigen Dachaufbauten, repräsentativer Gründerzeitbau mit aufwändiger Klinker-Sandstein-Putzfassade und reichem Fassadenschmuck, Erdgeschoss mit Putznutung, aufwändige historisierende Füllungstür mit vielen Zierelementen, größeres Eingangsportal mit bedachtem Sturz, das Obergeschoss durch Fenstereinfassungen mit Dreiecksgiebeln, Faschen, Sohlbänken und Konsolen betont, im Dachbereich Aufbauten mit Türmchen und Ziergiebeln. | 08964293 |
|                                         | Wohnhaus über Eck (ursprünglich zwei Häuser) mit Läden in geschlossener Bebauung                                                                                              | Markt 16 (Karte)                           | 1. Hälfte 19. Jh.                          | städtebaulich und baugeschichtlich von Bedeutung. Marktseite: zweigeschossiger massiver Putzbau, Sandsteingewände, Gebäude Meißner Straße: zweigeschossiger massiver Putzbau mit Satteldach, große Durchfahrtsöffnung (Ackerbürgerhaus), Satteldach mit Biberschwanzdeckung. | 08964235 |
|                                         | Wohnhaus in geschlossener Bebauung mit Korbbogenportal und Schlussstein | Marktgasse 3 (Karte)                       | bez. 1501                                  | Obergeschoss Fachwerk, baugeschichtlich und städtebaulich von Bedeutung. Erdgeschoss massiv, Korbbogenportal mit Schlussstein (bezeichnet „Per aspera ad astra, G. Wolf, Anno 1501“, mit Hobelzeichen), Satteldach. | 08964229 |
|                                         | Wohnhaus in halboffener Bebauung | Marktgasse 5 (Karte)                       | um 1800                                    | Obergeschoss Fachwerk verputzt, Bestandteil der Kernbebauung, baugeschichtlich und städtebaulich von Bedeutung. Erdgeschoss massiv, Eingänge und ein Fenster mit Segmentbogen, Holztraufe, Walmdach. | 08964184 |
|                                         | Gedenkstein | Meißner Straße (Karte)                     | bez. 1923                                  | Sandsteinmonolith mit Inschrift, zum Gedenken an Dr. h. c. Georg Andrä, ortsgeschichtlich von Bedeutung. Gestiftet vom landwirtschaftlichen Verein Wilsdruff u. a. landwirtschaftlichen Körperschaften. | 08964227 |
|                                         | Ackerbürgerhaus in geschlossener Bebauung | Meißner Straße 1 (Karte)                   | Kern vermutlich 18. Jh.                    | wichtiger Bestandteil der Ortskernbebauung. Zweigeschossiger massiver Putzbau, Satteldach mit Doppelmuldenfalzziegeln, ohne Ausbauten, Erdgeschoss leicht verändert, ansonsten intaktes Wand-Öffnungs-Verhältnis. | 09303885 |
|                                         | Rittergut Wilsdruff | Meißner Straße 4 (Karte)                   | 18. Jh.                                    | Wirtschaftsgebäude des ehemaligen Rittergutes – lang gestreckter Bau, reichstes Fachwerkhaus von Wilsdruff, baugeschichtlich und ortshistorisch von Bedeutung. In seiner heutigen Form wohl aus dem 18. Jh. mit Satteldach und Fachwerkobergeschoss. | 08964305 |
|                                         | Wohnhaus in halboffener Bebauung | Meißner Straße 7 (Karte)                   | Mitte 19. Jh.                              | Obergeschoss Fachwerk verputzt, in der Konstruktion weitgehend erhalten, baugeschichtlich und städtebaulich von Bedeutung. Erdgeschoss massiv, Eingang mit flachem Korbbogen, Satteldach. | 08964207 |
|                                         | Wohnhaus in offener Bebauung, mit Hofgebäude | Meißner Straße 17 (Karte)                  | um 1800                                    | Obergeschoss Fachwerk verputzt, weitgehend in der Konstruktion erhalten, baugeschichtlich und straßenbildprägend von Bedeutung. Zweigeschossig, Obergeschoss Südseite zwei Fenster zugesetzt, Krüppelwalmdach, drei Dachgaupen. | 08964209 |
|                                         | Turnhalle mit späthistoristischem Dekor | Neumarkt 3 (Karte)                         | 1900                                       | bau- und sozialgeschichtlich von Bedeutung. Rundbogenstil mit Lisenengliederung, einachsiger Mittelrisalit durch Spitzdach überhöht. Denkmaltext: Turnhalle mit späthistoristischem Dekor, Baujahr 1900, Rundbogenstil mit Lisenengliederung, einachsiger Mittelrisalit durch markantes Spitzdach überhöht, die für den Zweck aufwändige Architektur lässt dem Gebäude baugeschichtliche Bedeutung zukommen, im Vordergrund steht aber dessen sozialgeschichtliche Relevanz. Um 1900 entstanden durch das Aufkommen der Turnerbünde allerorts Turnhallen, die die Ortsbilder fortan mitprägten, da hier die bauliche Hülle nur wenig verändert, die ornamentalen Elemente sogar aufwändig restauriert wurden, ist der Dokumentationswert des Gebäudes hoch. Das unterscheidet es von vielen Vergleichsbeispielen (LfD/2012). | 09299738 |
|                                         | Fabrikantenvilla der ehemaligen Ratsmühle | Neumarkt 26 (Karte)                        | 1895                                       | von ortshistorischer und baugeschichtlicher Bedeutung. Fabrikantenvilla: weitgehend denkmalgerecht sanierter Neorenaissancebau, dreigeschossiger Ziegelbau mit Putzgliederungen (zum Teil Anfang des 20. Jh. angefügt), Eckquaderungen, flache Gesimsbänder, Fensterverdachungen mit angerauhtem Schlussstein oder Dreipass im Blendbogen, originales zweiflügeliges Türblatt, rückwärtig gusseiserne Veranden, im Innern Fußbodenfliesen, Deckenstuck, im Foyer Deckenbild mit Putten, originale Türen, Treppengeländer, Flurfenster und Windfangtür mit Ätzglas. | 08964204 |
|                                         | Ackerbürgerhaus | Nossener Straße 4 (Karte)                  | um 1800                                    | bildet mit Nr. 6 ein eindrucksvolles Ensemble, baugeschichtlich und städtebaulich von Bedeutung. Mit großer korbbogiger Tordurchfahrt, hier Bruchsteinmauerwerk erkennbar, ursprünglich zwei Häuser, mit Satteldach, verputztem Fachwerkobergeschoss und einer erhaltenen Tordurchfahrt. | 08964299 |
|                                         | Ackerbürgerhaus mit Supraporte mit Medaillon | Nossener Straße 6 (Karte)                  | 19. Jh.                                    | bildet mit Nr. 4 ein eindrucksvolles Ensemble, baugeschichtlich und städtebaulich von Bedeutung. Im 19. Jh. und kurz nach 1900 umgebaut und überformt, Reste der Putznutung im Erdgeschoss, historisierende Füllungstür, Galgenfenster bzw. Sprossenfenster (z. T. mit den alten Winterfenstern, über der Tür Jugendstilornament, Kartusche), im Obergeschoss Zierstreifen mit Jugendstilputz. | 08964679 |
|                                         | Ackerbürgerhaus | Nossener Straße 15 (Karte)                 | 2. Hälfte 19. Jh.                          | baugeschichtlich und städtebaulich von Bedeutung. Zweigeschossiger Bau mit Mansarddach und Segmentbogenportal, sechs Achsen, im Erdgeschoss neuer Ladeneinbau, Fassade im 19. Jh. leicht überformt, erhaltenes Wilsdruffer Ackerbürgerhaus, besonders hervorgehoben durch die mittige Tordurchfahrt und eine wohlproportionierte Fassade. | 08964287 |
|                                         | Gasthof Zum Amtshof | Nossener Straße 16 (Karte)                 | um 1800                                    | als ehemalige Posthalterei (von 1818 bis 1855) historisches Post- und Gaststättengebäude, ortsgeschichtlich von Bedeutung. Zweigeschossiger, langgestreckter Bau mit Satteldach, Türstock aus Sandstein, innen historisierende, heimatstilige Ausstattung mit Balkendecke in Flur und Gastraum. | 08964286 |
|                                         | Wohnstallhaus und Seitengebäude mit Kumthalle eines ehemaligen Dreiseithofes                                                                                                  | Nossener Straße 18 (Karte)                 | bez. 1857                                  | Wohnstallhaus – u. a. baugeschichtliche Bedeutung. Kumthalle am Seitengebäude mit drei Segmentbogen über zwei Säulen und zwei Halbsäulen, bekrönt von einem profilierten Dreiecksgiebel, der mittlere Bogen der Kumthalle mit datiertem Scheitelstein von 1905 (wohl Umbau), das langgestreckte Wohnstallhaus mit Sandsteingewänden, z. T. profiliert. | 08964285 |
|                                         | Amtsgericht (heute Stadtverwaltung) und ehemaliges Gefängnis | Nossener Straße 20 (Karte)                 | nach 1858                                  | ortshistorisch von Bedeutung. Amtsgericht: dreigeschossiger Putzbau mit profilierten Gurtgesimsen, Sandsteingewände, im Erdgeschoss mit Segmentbogen und Schlussstein, Portal mit Segmentbogen, die gerade Verdachung von Konsolen getragen, lange Freitreppe, Walmdach, Gefängnis: dreigeschossig, im Erdgeschoss und an den Giebelseiten Segmentbogenfenster, Sandsteingewände, alle mit Schlussstein, Satteldach, Schleppgaupe. | 08964274 |
|                                         | Massives Wohnstallhaus und Stallgebäude mit dreibogiger Kumthalle | Nossener Straße 21 (Karte)                 | bez. 1871                                  | sozialgeschichtlich und wirtschaftsgeschichtlich von Bedeutung. Wohnstallhaus: zweigeschossiger Putzbau, Eingangstür mit gerader Verdachung und Inschrift, an den Giebelseiten Fenster im Obergeschoss mit geraden Verdachungen, im Giebel zwei Rundbogenfenster, Satteldach, Stallgebäude: zweigeschossiger Putzbau, Satteldach. | 08964275 |
| Weitere Bilder                          | Saubachtalbrücke der ehem. Schmalspurbahn Freital-Potschappel–Nossen und Schmalspurbahn Wilsdruff–Gärtitz; sog. Rübenbahn                                                     | Parkstraße (Karte)                         | bez. 1954                                  | Eisenbahnbrücke – ortsbildprägende Bogenbrücke mit vier Bögen, als Zeugnis der Schmalspurbahn Freital-Potschappel–Nossen (Streckenkürzel PNo) und der Schmalspurbahn Wilsdruff–Gärtitz (Streckenkürzel WG, km 0,139), letztere für die jährliche Zuckerrübenkampagne in der Lommatzscher Pflege bedeutende Rübenbahn, verkehrsgeschichtlich von Bedeutung. | 08964213 |
|                                         | Schloss Wilsdruff eines ehemaligen Rittergutes | Pfarrer-Paul-Richter-Weg 6 (Karte)         | 17. Jh., Portal bez. 1700                  | Zeugnis der sächsischen Schlossarchitektur des 17./18. Jh., baugeschichtlich und ortsgeschichtlich von Bedeutung. Stehende Fenster mit gesprosstem Kreuzstockfenster, Portal mit Sturz, Segmentbogenabschluss, Scheitelstein, profilierten Gewänden und Freitreppe, winkelförmige, zweigeschossige Anlage mit Walmdächern, Sandsteingewänden und etwas aufwendiger gestaltetem Portal (bezeichnet MDCC). | 08964306 |
|                                         | Wohnhaus in Ecklage und in geschlossener Bebauung | Rosenstraße 1 (Karte)                      | um 1800                                    | mit Laden, Obergeschoss Fachwerk, baugeschichtlich und städtebaulich von Bedeutung. Erdgeschoss massiv, in der Wirkung beeinträchtigt durch Schaufenster, breite, zweiflügelige Eingangstür, Obergeschoss in ursprünglicher Gliederung, Holztraufe, Walmdach, Biberschwanz-Kronendeckung, vier Gaupen. | 08964231 |
|                                         | Wohnhaus in offener Bebauung | Rosenstraße 7 (Karte)                      | um 1800                                    | Bau mit original erhaltenem Fachwerkobergeschoss und barockem Türstock, baugeschichtlich von Bedeutung. Portal mit Segmentbogenabschluss, Laibung und Basen, zudem sehr gut erhaltene historisierende Tür. | 08964312 |
|                                         | Ackerbürgerhaus in halboffener Bebauung | Rosenstraße 13 (Karte)                     | 18. Jh., bez. 1501                         | baugeschichtliche und städtebauliche Bedeutung. Erhaltenes Wilsdruffer Ackerbürgerhaus mit breiter segmentbogenförmiger Tordurchfahrt (leider zugesetzt), zudem als markanter Eckbau straßenbildprägend von Bedeutung. | 08964310 |
|                                         | Wohnhaus mit Hofflügel, in halboffener Bebauung | Rosenstraße 15 (Karte)                     | bez. 1800                                  | baugeschichtliche Bedeutung. Weitgehend original erhaltenes spätbarockes Gebäude mit verziertem Portal, historischer Bausubstanz, z. B. Wandbögen im Flur und einer Oberlaube am Hintergebäude. | 08964309 |
|                                         | Wohnhaus in Ecklage und halboffener Bebauung sowie Hintergebäude mit Werkstatt                                                                                                | Rosenstraße 17 (Karte)                     | nach 1800                                  | Obergeschoss Fachwerk verputzt, schlichtes Bürgerhaus der Kernbebauung, baugeschichtlich und städtebaulich von Bedeutung. Wohnhaus: Erdgeschoss massiv, Eingang mit Segmentbogen, Konstruktion des Obergeschosses weitgehend erhalten, Holztraufe, Walmdach, Dachhecht (später hinzugefügt), Hintergebäude: zweigeschossiger massiver Putzbau, Segmentbogenfenster im Erdgeschoss mit alter Sprossung, Gesims mit Zahnschnitt, flaches Satteldach. | 08964185 |
|                                         | Ehemalige Scheune (Feldstein) | Rosenstraße 21 (hinter) (Karte)            | vermutlich 1. H. 19. Jh.                   | wichtiges Relikt der alten Ortsstruktur und wirtschaftsgeschichtlich relevant, steiles Satteldach | 09303886 |
|                                         | Wohnhaus in halboffener Bebauung | Rosenstraße 25 (Karte)                     | 1. Hälfte 19. Jh.                          | Obergeschoss zum Teil Fachwerk verputzt, baugeschichtlich und städtebaulich von Bedeutung. Erdgeschoss massiv, einfaches zweiflügeliges Türblatt, im Obergeschoss zur Straßenseite Doppelfenster, außen mit originaler Sprossung, Satteldach, drei Gaupen, Eingang mit Korbbogen und Schlussstein. | 08964187 |
|                                         | Mietvilla | Sachsdorfer Weg 2 (Karte)                  | um 1890                                    | baugeschichtliche Bedeutung. Zweigeschossig, Erdgeschoss Segmentbogen, über den Einzelfenstern Diamantquader-Schlussstein, Obergeschoss mit geraden Verdachungen, unter den Sohlbänken große Konsolen, an den Seitenrisaliten zusammenfassender Dreiecksgiebel, die Seitenrisalite turmartig und verklinkert, Mansarddach, Traufe der Risalite mit Konsolen, durchgehende Eckquaderungen, Gurtgesimse, Fenster zum Teil original. | 08964212 |
|                                         | Zwei Stadtscheunen | Scheunenstraße (Karte)                     | 19. Jh.                                    | sozialgeschichtlich und wirtschaftsgeschichtlich von Bedeutung, Bruchstein, neue Tore, Satteldach. | 08964221 |
|                                         | Zeile mit sechs Scheunen | Scheunenstraße (Karte)                     | 19. Jh.                                    | sozialgeschichtlich und wirtschaftsgeschichtlich von Bedeutung. Kein historischer Putz, neue Tore, größtenteils alte Belüftungs- und Fensteröffnungen erhalten, Satteldach. | 08964220 |
|                                         | Sachgesamtheit Stadtbefestigung Wilsdruff: Reste der historischen Stadtmauer von Wilsdruff                                                                                    | Stadtgraben (Karte)                        | ab 13. Jh.                                 | Sachgesamtheit Stadtbefestigung Wilsdruff: Reste der historischen Stadtmauer von Wilsdruff im Bereich Töpfergasse (Rekonstruktion frühes 20. Jh.), Gezinge und Stadtgraben (Einzeldenkmale ID-Nr. 08964307) – ortsgeschichtlich und stadtentwicklungsgeschichtlich von Bedeutung. | 09305130 |
|                                         | Reste der historischen Stadtmauer von Wilsdruff im Bereich Töpfergasse, Gezinge und Stadtgraben (Einzeldenkmal zu ID-Nr. 09305130)                                            | Stadtgraben (Karte)                        | ab 13. Jh.                                 | Einzeldenkmal der Sachgesamtheit Stadtbefestigung Wilsdruff: Reste der historischen Stadtmauer von Wilsdruff im Bereich Töpfergasse (Rekonstruktion frühes 20. Jh.), Gezinge und Stadtgraben (Sachgesamtheit ID-Nr. 09305130) – ortsgeschichtlich und stadtentwicklungsgeschichtlich von Bedeutung. | 08964307 |
|                                         | Wohnhaus in halboffener Bebauung | Stadtgraben 1 (Karte)                      | bez. 1804                                  | baugeschichtlich und straßenbildprägend von Bedeutung. Markanter Bau des frühen 19. Jh. mit spätbarocker Kubatur, u. a. einem hohen Krüppelwalmdach. | 08964289 |
|                                         | Wohnhaus in halboffener Bebauung | Stadtgraben 2 (Karte)                      | bez. 1839 (Schlussstein)                   | kleines zweigeschossiges Wohnhaus, straßenbildprägend und baugeschichtliche Bedeutung. Segmentbogenportal mit Scheitelstein (bezeichnet „B / 1839“) und geradem Sturz, straßenbildprägender Bau mit gestalterisch hervorgehobenem Erdgeschoss. | 08964290 |
|                                         | Wohnhaus in geschlossener Bebauung | Töpfergasse 7 (Karte)                      | um 1800                                    | Obergeschoss Fachwerk verputzt, altes Sandsteinportal mit Schlussstein, baugeschichtlich und städtebaulich von Bedeutung. Zweigeschossig, Erdgeschoss massiv, Sandsteinportal mit Korbbogen, Obergeschoss Fenster in originaler Größe, Holztraufe, an einer Seite Krüppelwalmdach, an der Südseite anderthalb gemauerte Blendbögen. | 08964211 |
|                                         | Villa mit aufwändigem Fassadenschmuck | Wielandstraße 17 (Karte)                   | bez. 1902                                  | baugeschichtlich von Bedeutung. Sockel mit Haustein und Eckquaderung, über den Fenstern Segmentbogen mit Ziegel, in den Geschossen profilierte Fenstergewände und Sohlbänke mit Konsolen, Segmentbogen aus Ziegel mit Schlussstein, im Erdgeschoss floraler Stuck, im Erdgeschoss gemauerte Loggia, im Obergeschoss aus reichem Schnitzwerk, Giebel mit Zierfachwerk, schöne Eingangstür, darüber Stuckschmuck. | 08964206 |
|                                         | Wohnhaus in halboffener Bebauung | Zedtlerstraße 20 (Karte)                   | 1. Hälfte 19. Jh.                          | Obergeschoss Fachwerk verputzt, baugeschichtliche Bedeutung. Erdgeschoss massiv, Obergeschoss in ursprünglicher Gliederung, hohes Walmdach. | 08964228 |
|                                         | Wohnhaus in geschlossener Bebauung | Zedtlerstraße 26 (Karte)                   | 1. Hälfte 19. Jh.                          | zeittypische schlichte Fassadengestaltung, städtebaulich und baugeschichtlich von Bedeutung. Zweigeschossig, Eingang mit flachem Segmentbogen, Satteldach, Biberschwanz-Kronendeckung. | 08964191 |

## Birkenhain
| Bild                                    | Bezeichnung                                                             | Lage                                  | Datierung                     | Beschreibung | ID       |
| --------------------------------------- | ----------------------------------------------------------------------- | ------------------------------------- | ----------------------------- | --- | -------- |
| Weitere Bilder                          | Wegestein                                                               | Schmiedewalder Straße 1 (bei) (Karte) | 19. Jh.                       | verkehrshistorische Relevanz, Sandstein, ca. 1 m hoch | 08964997 |
| Direkt Bild zu diesem Denkmal hochladen | Birkenhainer Mühle; Hohlfeldmühle                                       | Schmiedewalder Straße 14 (Karte)      | um 1850, Kern womöglich älter | Wohnmühlengebäude – baugeschichtlich und ortshistorisch von Interesse. Massiver Putzbau, Wand-Öffnung-Verhältnis intakt, Sandsteingewände, Fenster zum Teil mit alter Sprossung, zweiflügeliges Türblatt, Satteldach verschiefert. | 08964467 |
| Direkt Bild zu diesem Denkmal hochladen | Dreiseithof mit Wohnstallhaus und zwei Seitengebäuden                   | Zum Weidetrieb 9 (Karte)              | 18. Jh.                       | Wohnstallhaus Obergeschoss Fachwerk verputzt, beide Seitengebäude ebenfalls Obergeschoss Fachwerk, u. a. baugeschichtlich von Bedeutung. Wohnstallhaus: Erdgeschoss massiv, verputzt, Fenster zum Teil etwas vergrößert, Satteldach, beide Seitengebäude: Fenster in originaler Größe, Satteldach, Fachwerk mit verschiedenen Streben. | 08964730 |
| Direkt Bild zu diesem Denkmal hochladen | Wohnstallhaus, Seitengebäude und Scheune eines ehemaligen Vierseithofes | Zum Weidetrieb 12 (Karte)             | bez. 1894                     | Seitengebäude Obergeschoss Sichtfachwerk, bildprägend, u. a. baugeschichtliche Bedeutung. Wohnstallhaus: zweigeschossig, massiv, Sandsteingewände, profilierte Türgewände mit gerader Verdachung, im Wohnteil über den Fenstern giebelartige Putzquaderung, Putzspiegel im Erdgeschoss, Gurtgesimse, Drempel mit runden Öffnungen und Ziergitter, Satteldach. Feldsteinscheune: verputzt, zum Teil Sandsteingewände, Satteldach. Stall: Obergeschoss in ursprünglicher Gliederung, zum Teil alte Sprossenfenster, Satteldach.                       | 08964731 |
| Direkt Bild zu diesem Denkmal hochladen | Vierseithof mit Wohnstallhaus, Stall mit Kumthalle und zwei Scheunen    | Zum Weidetrieb 13; 15 (Karte)         | um 1850                       | ortsbildprägend und baugeschichtliche Bedeutung. Wohnstallhaus: zweigeschossig, massiv, Putzbau, Sandsteingewände, Türen mit gerader Verdachung, Giebel mit Palladiofenster, Satteldach, Stall: zweigeschossig, mit Putzgliederung, Mittelrisalit mit Kumthalle, Bogen mit Schlusssteinen, profilierte Fenstergewände, gerade Verdachungen, im Giebel Zwillingsbogenfenster, mit Bogen und Schlussstein überspannt, Krüppelwalmdach. 1. Feldsteinscheune: Drempel mit Lünetten, Satteldach. 2. Feldsteinscheune: Sandsteingewände, Krüppelwalmdach. | 08964685 |
| Direkt Bild zu diesem Denkmal hochladen | Stallgebäude eines Dreiseithofes                                        | Zum Weidetrieb 19 (Karte)             | bez. 1870                     | mit dreibogiger Kumthalle und Dachreiter, u. a. baugeschichtliche Relevanz. Zweigeschossiger Putzbau, Mittelrisalit mit Kumthalle und Dreiecksgiebel, Uhr und Dachfenster, quadratischer Dachreiter, zwei Segmentbogentore, Satteldach. | 08964684 |
| Direkt Bild zu diesem Denkmal hochladen | Wohnstallhaus                                                           | Zum Weidetrieb 30 (Karte)             | wahrscheinlich 18. Jh.        | Obergeschoss Fachwerk, baugeschichtlich von Bedeutung. Erdgeschoss und Westseite massiv, Obergeschoss Fachwerk mit Fußstreben, Satteldach. | 08964682 |

## Blankenstein
| Bild                                    | Bezeichnung | Lage                             | Datierung                                    | Beschreibung | ID       |
| --------------------------------------- | --- | -------------------------------- | -------------------------------------------- | --- | -------- |
| Direkt Bild zu diesem Denkmal hochladen | Nebengebäude der Brauerei                                                                                                 | Dorfstraße 2 (gegenüber) (Karte) | um 1900                                      | ursprüngliches Aussehen weitgehend erhalten, ortsgeschichtlich von Bedeutung. Backsteinbau mit alten Holztüren, Tonnendach. | 08964553 |
| Direkt Bild zu diesem Denkmal hochladen | Wohnstallhaus, Scheune, Stallgebäude (mit Kumthalle) und Ausgedingehaus eines in seiner Struktur erhaltenen Vierseithofes | Dorfstraße 3 (Karte)             | bez. 1870                                    | sozialgeschichtlich und wirtschaftsgeschichtlich von Bedeutung. Wohnstallhaus: Erdgeschoss massiv, Sandsteingewände, profilierte Türgewände, im Wohnteil mit gerader Verdachung, Obergeschoss nördliche Hofseite Fachwerk verputzt, Fenster in originaler Größe, im Giebel zwei Rundbogenfenster, Satteldach, Scheune: im oberen Teil Fachwerk, insgesamt verputzt, Giebel verbrettert, Satteldach, zwei Fledermausgaupen. Stall: Obergeschoss Fachwerk, insgesamt verputzt, Satteldach, zwei Gaupen. Ausgedinge: Erdgeschoss massiv, verändert, Obergeschoss Fachwerk verputzt, Fenster in originaler Größe, Satteldach. | 08964743 |
| Direkt Bild zu diesem Denkmal hochladen | Wohnstallhaus | Dorfstraße 11 (Karte)            | Schriftband auf der Schwelle bez. 1709       | zum Teil im Erdgeschoss und Obergeschoss Sichtfachwerk mit K-Streben und balusterförmigen Ständern, baugeschichtlich und straßenbildprägend von Bedeutung. Erdgeschoss: südlicher Teil Sichtfachwerk, nördlicher Teil massiv, Eingang verändert, Sandsteingewände, Schwelle profiliert bzw. mit Zierformen, Obergeschoss leichter Überstand, Fenster im Obergeschoss in originaler Größe, alle Fenster mit Pseudosprossung, Satteldach. | 08964741 |
| Direkt Bild zu diesem Denkmal hochladen | Wohnstallhaus | Dorfstraße 13 (Karte)            | wahrscheinlich 1. Hälfte 19. Jh.             | Obergeschoss Fachwerk, Konstruktion weitgehend erhalten, baugeschichtlich und sozialgeschichtlich von Bedeutung. Erdgeschoss massiv, Sandsteingewände, Türgewände profiliert, Feldstein, verputzt, Obergeschoss Fenster in originaler Größe, Ostseite Sichtfachwerk, alle Fenster mit originaler Sprossung, Satteldach. | 08964742 |
| Direkt Bild zu diesem Denkmal hochladen | Wohnstallhaus und Stall mit Durchfahrt eines ehemaligen Dreiseithofes                                                     | Dorfstraße 17 (Karte)            | bez. 1837, Kern älter                        | beide im Obergeschoss Sichtfachwerk, zum Teil Kreuzstreben, baugeschichtlich und straßenbildprägend von Bedeutung, dritte Seite abgerissen. Wohnstallhaus: Erdgeschoss massiv, Sandsteingewände, Türen mit Segmentbogen und Schlussstein, Obergeschoss Sichtfachwerk, Ständerengstand, Kopfbänder, westliche Giebelseite ausgemauert, Satteldach, denkmalwürdig trotz liegender Fenster im Obergeschoss. Stall: hölzerner Türstock, Sandsteinbogen mit Schlussstein zur Straße, Obergeschoss Sichtfachwerk, Satteldach, Biberschwanzdeckung. | 08964740 |
| Direkt Bild zu diesem Denkmal hochladen | Wohnstallhaus, Stallgebäude und zwei Scheunen mit Durchfahrt eines Vierseithofes                                          | Dorfstraße 25 (Karte)            | Torbogen bez. 1725                           | alle Gebäude mit Fachwerk, in seiner Struktur erhaltener Bauernhof mit baugeschichtlicher und straßenbildprägender Bedeutung, besterhaltener Hof im Dorf. Wohnstallhaus: Erdgeschoss massiv, Stallfenster verändert, an der Tür profilierte Sandsteingewände, Obergeschoss mit Sichtfachwerk, Kreuzstreben, Doppelfenster, Giebelseite verbrettert, Satteldach, westliche Scheune: im Erdgeschoss zum Teil Fachwerk, Tore mit hölzernem Türstock, Fachwerk mit Diagonalen, Satteldach, östlicher Stall: Erdgeschoss massiv, Obergeschoss Sichtfachwerk, Fenster mit originaler Sprossung, nördlich massiver Anbau, Satteldach, südliche Scheune: Sichtfachwerk, zum Teil auch im Erdgeschoss, Durchfahrt mit Sandsteinbogen und Schlussstein, Fenster in originaler Größe, Satteldach. | 08964745 |
| Direkt Bild zu diesem Denkmal hochladen | Wohnstallhaus, zwei Stallgebäude und Scheune eines Vierseithofes                                                          | Dorfstraße 27 (Karte)            | 1. H. 19. Jh.                                | alle mit Gebäude mit Fachwerk, in seiner Struktur erhaltener Bauernhof, baugeschichtlich und wirtschaftsgeschichtlich von Bedeutung. Wohnstallhaus: Erdgeschoss massiv, Obergeschoss Fachwerk, verputzt, Fenster in originaler Größe, Satteldach, beide Stallgebäude: Erdgeschoss massiv, Obergeschoss Fachwerk, verputzt, Satteldach, Scheune: zum Teil Fachwerk, verputzt, Satteldach verschiefert. | 08964746 |
| Direkt Bild zu diesem Denkmal hochladen | Wohnstallhaus, Stallgebäude und Scheune eines Vierseithofes                                                               | Dorfstraße 43 (Karte)            | 1. Hälfte 19. Jh.                            | alle Gebäude Obergeschoss Fachwerk, baugeschichtlich und ortsbildprägend von Bedeutung. Wohnstallhaus: Erdgeschoss massiv, Sandsteingewände, Obergeschoss Fenster in originaler Größe, Giebel massiv, Straßenseite mit Sichtfachwerk, Satteldach, Stall: Erdgeschoss massiv, Obergeschoss Fachwerk, Ostseite Sichtfachwerk, Satteldach, Scheune: Erdgeschoss massiv, Feldstein verputzt, Sandsteingewände, Obergeschoss Fachwerk, Längsseiten verbrettert, Satteldach. | 08964747 |
| Direkt Bild zu diesem Denkmal hochladen | Wohnstallhaus eines Dreiseithofes                                                                                         | Dorfstraße 51 (Karte)            | um 1870                                      | baugeschichtlich von Bedeutung.Wohnstallhaus: Erdgeschoss massiv, Sandsteingewände, überm Eingang gerade Verdachung, Obergeschoss Fachwerk, Ostseite Sichtfachwerk mit seitlichen Fußstreben, Giebelseiten massiv, südliche Giebelseite mit gequaderten Ecklisenen und Palladiomotiv, Satteldach, Stall: Feldsteinmauerwerk, verputzt, Sandsteingewände, im westlichen Teil Erdgeschoss auch Fachwerk, hölzerner Türstock, Satteldach, Scheune: verputzt, zum Teil Fachwerk, Satteldach, Biberschwanzdeckung. | 08964749 |
| Direkt Bild zu diesem Denkmal hochladen | Wohnstallhaus, Stallgebäude mit dreibogiger Kumthalle, Stall und Scheune eines Vierseithofes                              | Dorfstraße 55 (Karte)            | bez. 1860                                    | alle Gebäude Obergeschoss Fachwerk, in seiner Struktur erhaltener Bauernhof, baugeschichtlich und wirtschaftsgeschichtlich von Bedeutung. Wohnstallhaus: Erdgeschoss massiv, profiliertes Sandsteinportal mit gerader Verdachung, Obergeschoss Fachwerk verputzt, Giebelseite massiv, Palladiomotiv, Satteldach, Stall nördlich: Kumthalle, zwei Sandsteinsäulen, Sandsteingewände, Obergeschoss Fachwerk verputzt, Fenster mit Sprossung, Satteldach, Scheune: verputzt, Satteldach, Stall südlich: Erdgeschoss massiv, Sandsteingewände, zentrales Tor, Obergeschoss Fachwerk verputzt, Fenster mit Sprossung, Satteldach. | 08964750 |
| Direkt Bild zu diesem Denkmal hochladen | Dorfkirche und Kirchhof Blankenstein                                                                                      | Kirchweg (Karte)                 | 1737/1738                                    | Kirche, Kirchhof, acht Grabmale, Einfriedung mit Torbogen und Luthereiche (Gartendenkmal) vor der Kirchhofsmauer – barocke Chorturmkirche, baugeschichtlich und ortsgeschichtlich von Bedeutung. | 08964734 |
| Direkt Bild zu diesem Denkmal hochladen | Pfarrhaus und Einfriedungsmauer                                                                                           | Kirchweg 2 (Karte)               | um 1800, Kern älter                          | Obergeschoss Fachwerk, baugeschichtlich und ortsgeschichtlich von Bedeutung. Erdgeschoss massiv, Sandsteingewände, Portal mit Korbbogen und Schlussstein, altes zweiflügeliges Türblatt, Obergeschoss zum Teil verputzt, Süd- und Ostseite verbrettert, Krüppelwalmdach. | 08964735 |
| Direkt Bild zu diesem Denkmal hochladen | Wohnstallhaus | Kirchweg 5 (Karte)               | eingemauerter Stein an Giebelseite bez. 1735 | Obergeschoss Fachwerk verputzt, Süd- und Westseite verbrettert, Konstruktion erhalten, baugeschichtlich von Bedeutung. Erdgeschoss massiv, Winterfenster, Obergeschoss Fenster in ursprünglicher Größe, Satteldach, verschiefert. | 08964736 |
| Direkt Bild zu diesem Denkmal hochladen | Ehemalige Schule | Kirchweg 6 (Karte)               | 2. Hälfte 19. Jh.                            | ortshistorisch von Bedeutung, zweigeschossig, massiv, Sandsteingewände, an der Tür profiliert, Walmdach. | 08964421 |
| Direkt Bild zu diesem Denkmal hochladen | Villa mit Einfriedung | Lehmanns Berg 1 (Karte)          | lt. Auskunft 1889                            | als Auszugshaus gebaut, u. a. baugeschichtlich relevant. Gelber Klinkerbau mit roten Zierstreifen und Sandsteingewänden, zweigeschossig, massiv über unregelmäßigem Grundriss, Bruchsteinsockel, Sandsteingewände mit Konsolen an der Sohlbank, im Erdgeschoss mit roten Segmentgiebeln, im Obergeschoss gerade Verdachungen, zweiflügelige alte Holztür, südöstlicher Giebel mit Holzzierwerk, Satteldach. | 08964757 |
| Direkt Bild zu diesem Denkmal hochladen | Wohnstallhaus eines Vierseithofes, mit Torpfeiler                                                                         | Leipziger Straße 1 (Karte)       | bez. 1849                                    | Obergeschoss Fachwerk, baugeschichtlich von Bedeutung. Süd-Giebelseite massiv, mit variiertem Palladio-Motiv, Torpfeiler mit Zippus, Erdgeschoss massiv, zum Teil verändert, gerade Verdachung über dem Eingang (entstellendes modernes Vordach), Sandsteingewände, Giebelansätze verkröpft, Mittelachse des Giebels im Putz zurückversetzt, im Palladioensemble Tür mit Hebevorrichtung, gerade Verdachung, Lünette, Satteldach. | 08964737 |
| Direkt Bild zu diesem Denkmal hochladen | Seitengebäude eines ehem. Dreiseithofes                                                                                   | Leipziger Straße 5 (Karte)       | vermutlich 17. Jh.                           | Obergeschoss Fachwerk, baugeschichtlich und sozialgeschichtlich von Bedeutung. Erdgeschoss massiv, Sandsteingewände, Obergeschoss Fachwerk, Süd- und Westseite verbrettert, Nordseite massiv, Ostseite Sichtfachwerk mit Ständerengstand, auch K-Streben, Kopfband, Satteldach, zwei alte Blitzableiter, nördliches Seitengebäude: im Erdgeschoss zum Teil Fachwerk, zwei hölzerne Türstöcke mit Segmentbogen, Obergeschoss Südseite Sichtfachwerk, Fußstreben, Fenster in originaler Größe, Satteldach, Abbruch, südliches Seitengebäude: hölzerner Türstock, Obergeschoss Fachwerk mit Eckstreben, hölzerner Treppenaufgang, Westseite massiv, Satteldach, Abbruch. | 08964739 |
| Direkt Bild zu diesem Denkmal hochladen | Bogenbrücke über die Triebisch bei der Niedermühle                                                                        | Mühlenweg (Karte)                | 1905                                         | baugeschichtlich von Bedeutung. Rötliche, unregelmäßige Quader, in der Mitte Stahlträgerkonstruktion mit Balkenauflage. | 08964732 |
| Direkt Bild zu diesem Denkmal hochladen | Kalkofen | Mühlenweg 6 (Karte)              | älterer Kern Ende 18. Jh.                    | technikgeschichtlich bedeutsam, letzter von vier Kalkbrennöfen, in Betrieb 1798–1901. Kalkofen: geschichteter Bruchstein, Eingang mit Rundbogen, Kubus von 15 × 10 m Seitenlänge, innen Tonnengewölbe, Umgänge und zentraler Abzug. | 08964733 |
| Direkt Bild zu diesem Denkmal hochladen | Stallgebäude eines Vierseithofes                                                                                          | Mühlenweg 8 (Karte)              | 1714/1715 Dendro (Stall)                     | Sichtfachwerk, umgesetzt vom Alfred-Ranft-Weg 29, sozialgeschichtlich und wirtschaftsgeschichtlich von Bedeutung, von besonderer baugeschichtlicher Relevanz. Stall: Erdgeschoss massiv, Obergeschoss mit gekreuzten Streben, Oberlaube mit Treppenaufgang, Satteldach mit Ladegaupe, Biberschwanzdeckung, westliche Giebelseite massiv, verputzt. | 09304931 |

## Braunsdorf
| Bild                                    | Bezeichnung                                            | Lage                             | Datierung         | Beschreibung | ID       |
| --------------------------------------- | ------------------------------------------------------ | -------------------------------- | ----------------- | --- | -------- |
| Direkt Bild zu diesem Denkmal hochladen | Jagdsäule                                              | Ernst-Thälmann-Straße            |                   | Jagdsäule; heimatgeschichtliche Relevanz | 09304187 |
| Direkt Bild zu diesem Denkmal hochladen | Wohnstallhaus                                          | Ernst-Thälmann-Straße 24 (Karte) | 2. Hälfte 19. Jh. | Obergeschoss Fachwerk, spätes Beispiel regionaltypischer Holzbauweise, bildprägend, baugeschichtlich von Bedeutung. Erdgeschoss massiv, Fenster Obergeschoss in originaler Größe, Sprossung, Satteldach. | 09277793 |
|                                         | Gedenktafel an den Deutsch-Französischen Krieg 1870/71 | Maxim-Gorki-Straße 5 (Karte)     | nach 1871         | ortsgeschichtlich von Bedeutung | 09279034 |
|                                         | Kriegerdenkmal Erster Weltkrieg                        | Platz der Jugend (Karte)         | nach 1918         | ortsgeschichtliche Relevanz, Obelisk mit Relief (Schwert, Eisernes Kreuz) und Inschrift. | 09277794 |
| Direkt Bild zu diesem Denkmal hochladen | Wegestein                                              | Tharandter Straße                |                   | | 09304188 |

## Grumbach
| Bild                                    | Bezeichnung | Lage                                  | Datierung                   | Beschreibung | ID       |
| --------------------------------------- | --- | ------------------------------------- | --------------------------- | --- | -------- |
| Weitere Bilder                          | Dorfkirche und Kirchhof Grumbach                                                                                       | Am Oberen Bach (Karte)                | 1609/1610 (Kirche)          | Sachgesamtheit Dorfkirche und Kirchhof Grumbach mit folgenden Einzeldenkmalen (Einzeldenkmale ID-Nr. 08964365): Kirche, Einfriedung, Kriegerdenkmal des Zweiten Weltkrieges, Epitaph an der Kirchenwand sowie Familiengrab Sparmann, der Kirchhof ist Gartendenkmal – bau- und ortsgeschichtliche Bedeutung. | 09303984 |
| Weitere Bilder                          | Kirche Grumbach, Kriegerdenkmal, Epitaph (Einzeldenkmale zu ID-Nr. 09303984)                                           | Am Oberen Bach (Karte)                | 1609/1610, romanischer Kern | Einzeldenkmale der Sachgesamtheit Dorfkirche und Kirchhof Grumbach: Evangelische Pfarrkirche mit Einfriedung, Kriegerdenkmal des Zweiten Weltkrieges, Epitaph an der Kirchenwand sowie Familiengrab Sparmann – bau- und ortsgeschichtliche Bedeutung. | 08964365 |
|                                         | Pfarrhof | Am Oberen Bach 5; 6 (Karte)           | 1707                        | Pfarrhaus (Nr. 5), Wohnstallhaus (Nr. 6, Pächterhaus) und Allee sowie Pfarrgarten mit Einfriedung (Gartendenkmal) des Pfarrhofs – ortshistorische Bedeutung, Pfarrhaus trotz einiger Veränderungen denkmalwürdig, mit Nr. 6 und der Allee bildprägend. | 08964363 |
|                                         | Alte Schule | Am Oberen Bach 8 (Karte)              | bez. 1730                   | Ehem. Schule, heute Wohnhaus – Traufseiten Obergeschoss Fachwerk, baugeschichtliche und ortsgeschichtliche Bedeutung. Erdgeschoss und Giebelseiten massiv, Sandsteingewände, Eingang mit Segmentbogen und großem Schlussstein, Obergeschoss Fenster in originaler Größe, Krüppelwalmdach, acht Schleppgaupen. | 08964368 |
|                                         | Straßenbrücke | Am Oberen Bach 8 (gegenüber) (Karte)  | 19. Jh.                     | ortsgeschichtlich von Bedeutung. Sandsteinquader, mit Rundbogen und niedriger Begrenzung. | 08964369 |
|                                         | Wohnstallhaus und zwei Seitengebäude eines Dreiseithofes                                                               | Am Oberen Bach 13 (Karte)             | bez. 1841                   | Wohnstallhaus Obergeschoss Fachwerk, u. a. baugeschichtliche Bedeutung. Wohnstallhaus mit massivem Erdgeschoss, Sandsteintürstock, Biberschwanzdeckung. | 09303878 |
| Direkt Bild zu diesem Denkmal hochladen | Straßenbrücke | Am Oberen Bach 14 (gegenüber) (Karte) |                             | Straßenbrücke; ortsgeschichtlich von Bedeutung | 08964370 |
|                                         | Dreiseithof mit Stallscheune, Wohnhaus und weiterem Seitengebäude                                                      | Am Oberen Bach 20 (Karte)             | 18. Jh.                     | kleiner, sehr alter Dreiseithof, Stallscheune Erdgeschoss und Obergeschoss Fachwerk, Wohnhaus mit Andreaskreuzen, baugeschichtlich wertvoll trotz der Veränderungen des Wohnhauses. Kleine Stallscheune: Erdgeschoss Fachwerk zum Teil ausgemauert, Obergeschoss überkragend, eine Giebelseite verbrettert, Satteldach, Wohnhaus: Andreaskreuze waren ursprünglich im südöstlichen Giebel vorhanden, diese wurden ca. 1936 beseitigt und neue in die Fassade zum oberen Bach eingefügt, Krüppelwalmdach, Wirtschaftsgebäude: zweigeschossig, Obergeschoss verbrettert, Krüppelwalmdach.                                                                                  | 08964379 |
|                                         | Wohnhaus in offener Bebauung                                                                                           | Am Unteren Bach 1 (Karte)             | um 1700                     | Obergeschoss Fachwerk verschiefert, darunter seltenes Rautenfachwerk, baugeschichtliche Bedeutung. Erdgeschoss massiv, Obergeschoss Fenster in originaler Gliederung, originale Sprossung, Winterfenster, Fachwerk mit Rauten und Fußstreben, auch im Giebel Rautenfachwerk (von Verschieferung verdeckt), Satteldach, Biberschwanzdeckung. | 08964346 |
|                                         | Scheune und Stallgebäude                                                                                               | Am Unteren Bach 4 (Karte)             | um 1900                     | baugeschichtliche Bedeutung. Große Scheune, Giebelseite mit runden Lüftungsöffnungen und Ziergittern, Holztore, Satteldach, verschiefert, zentraler, hausähnlicher Dachaufbau, Scheune mit schönem Fachwerk zur Hofseite, Stallgebäude mit alten Fachwerkformen. | 08964345 |
|                                         | Bogenbrücke | Am Unteren Bach 6 (bei) (Karte)       | 19. Jh.                     | ortsgeschichtlich von Bedeutung, Sandsteinquader | 08964344 |
| Direkt Bild zu diesem Denkmal hochladen | Seitengebäude | Am Wehr 4 (Karte)                     | um 1800                     | Sichtfachwerk, baugeschichtlich und sozialgeschichtlich von Bedeutung. Satteldach, Mittelflügelfenster. | 08964364 |
| Weitere Bilder                          | Sparmannmühle | An der Mühle 1 (Karte)                | Kern 1902                   | Wohnmühlengebäude mit Mühlentechnik und Backofen, Mühlgraben, Relief mit Mühlstein und Seitengebäude – Seitengebäude Obergeschoss Sichtfachwerk, bildprägendes Mühlenanwesen, baugeschichtlich, ortsgeschichtlich und technikgeschichtlich von Bedeutung. Mühlengebäude: langgestreckter Putzbau mit sparsamer Gliederung, zweigeschossig, zwei kurze Seitenflügel, im Erdgeschoss im Wirtschaftsteil Segmentbogentore, schlichte Gurtgesimse im Traufbereich profiliert, Walmdach mit sechs Dachhäusern, Eingangsvorbau Fachwerk, kleines Seitengebäude südlich der Sparmannmühle: Erdgeschoss massiv, Satteldach, Biberschwanz-Kronendeckung, Konstruktion erhalten.   | 08964352 |
| Direkt Bild zu diesem Denkmal hochladen | Wohnstallhaus und Scheune eines Dreiseithofes                                                                          | Arthur-Kühne-Straße 11 (Karte)        | 18. Jh. (womöglich 17. Jh.) | beide Gebäude Fachwerk, u. a. baugeschichtliche Bedeutung. Wohnstallhaus: Erdgeschoss massiv, südliche Giebelseite insgesamt massiv, im Erdgeschoss Rollladenkästen, im Giebel Rundbogenfenster, Obergeschoss in der Konstruktion erhalten, steiles Satteldach, Scheune: mit zentralem Segmentbogentor, Satteldach, mit etwas Putzgliederung. | 08964349 |
| Weitere Bilder                          | Postmeilensäule | Herzogswalder Straße (Karte)          | bez. 1723, Kopie            | Kopie einer Halbmeilensäule, verkehrsgeschichtlich von Bedeutung. Sandsteinstele mit Inschriften, Jahreszahl 1723, Kopie. Denkmaltext: Kopie einer Kursächsischen Halbmeilensäule aus Sandstein mit Inschriften: „AR-Monogramm“, Jahreszahl 1723 und Posthorn. | 09304961 |
|                                         | Straßenwärterstein | Herzogswalder Straße (Karte)          | 1. Hälfte 19. Jh.           | verkehrsgeschichtlich von Bedeutung. Straßenwärterstein, Sandsteinquader mit halbrundem Abschluss, auf den Stein sind die Ziffern „1“ und „2“ und beidseitig die kursächsische Krone aufgebracht, Stein markiert den Zuständigkeitsbereich des Straßenwärters an der Postkursen Dresden–Nürnberg und Wilsdruff–Tharandt, ab 1859 als königlich-sächsischer Halbmeilenstein genutzt. | 09304975 |
| Direkt Bild zu diesem Denkmal hochladen | Wohnstallhaus und ehemaliges Seitengebäude eines Dreiseithofes                                                         | Herzogswalder Straße 6; 6a (Karte)    | Ende 18. Jh.                | beide Gebäude im Obergeschoss Sichtfachwerk, exponierte Lage, u. a. baugeschichtliche Bedeutung. Erdgeschoss massiv, Obergeschoss Fenster in originaler Größe, Satteldach. | 08964384 |
|                                         | Ehemaliges Wohnstallhaus und drei Seitengebäude sowie Bauerngarten eines Vierseithofes                                 | Kesselsdorfer Straße 4 (Karte)        | bez. 1846 (Wohnstallhaus)   | weitgehend im Aussehen und vollkommen in der Struktur erhalten, ortsbildprägend, baugeschichtliche Bedeutung. Wohnstallhaus: zweigeschossiger massiver Putzbau mit steilem Satteldach (Muldenfalz), liegender Dachstuhl sowie Dachneigung deuten auf ursprünglich Obergeschoss-Fachwerk hin, zwei Tonnengewölbe Bruchstein, intaktes Wand-Öffnungs-Verhältnis, profilierter Eingang, Scheune: 1920er Jahre, Kumthalle: 3-bogig, Erdgeschoss und Giebelseite massiv, Fachwerkkonstruktion erhalten, Satteldach, hohe stehende Ladegaupe, Bauerngarten: westlich des Hofes, Stützmauer, Lattenzaun.                                                                        | 08964383 |
|                                         | Wohnstallhaus, Stallgebäude mit Kumthalle und Scheune eines in seiner Struktur erhaltenen Dreiseithofes                | Kirchblick 4 (Karte)                  | bez. 1901 (Wohnstallhaus)   | u. a. baugeschichtliche Bedeutung. Wohnstallhaus: zweigeschossig, Tür mit gerader Verdachung, Fenster, zum Teil mit Winterfenstern, im Giebel zwei Rundbogenfenster, Klinkerzierwerk an der Traufe, Satteldach, Stall: massiv, von drei Arkaden eine zugesetzt, Segmentbogentore, Zierwerk an der Traufe, Satteldach, Scheune: massiv, zwei große Segmentbogentore mit Schlussstein. | 08964358 |
| Direkt Bild zu diesem Denkmal hochladen | Scheune eines Dreiseithofes                                                                                            | Landbergweg 2 (Karte)                 | um 1900 (vielleicht älter)  | Fachwerk, Konstruktion weitgehend intakt, u. a. baugeschichtliche Bedeutung. Erdgeschoss größtenteils massiv, flaches Satteldach. | 08964366 |
| Direkt Bild zu diesem Denkmal hochladen | Seitengebäude und Scheune eines Vierseithofes                                                                          | Landbergweg 4 (Karte)                 | Ende 19. Jh.                | baugeschichtlich und wirtschaftsgeschichtlich von Bedeutung. Stall: zweigeschossig, massiv, Sandsteingewände, Mittelrisalit mit Kumthalle im Obergeschoss mit geraden Verdachungen, Zierstein auf der Giebelspitze, Fenster mit originaler Sprossung, Satteldach, Scheune: Hofseite Fachwerk weitgehend intakt, Rückseite zum Teil ausgemauert, Satteldach. | 08964367 |
|                                         | Stallgebäude mit Kumthalle und Scheune eines Dreiseithofes                                                             | Limbacher Straße 11 (Karte)           | 2. Hälfte 19. Jh.           | bildprägend und baugeschichtliche Bedeutung. Stall: zweigeschossig, verputzt, Sandsteingewände, Fenster mit originaler Sprossung, kleine runde Lüftungsfenster mit Ziergitter, im Giebel Rundbogenfenster, Satteldach, Scheune mit massivem Sockel, große Holztore, Satteldach. Stall: zentraler Mittelrisalit mit Dreiecksgiebel und drei Arkaden, Scheune: Fachwerk, beide Gebäude in ursprünglicher Konstruktion erhalten. | 08964339 |
|                                         | Wohnstallhaus und Seitengebäude eines Vierseithofes                                                                    | Limbacher Straße 20 (Karte)           | bez. 1804                   | Wohnstallhaus Obergeschoss zum Teil Fachwerk, u. a. baugeschichtliche Bedeutung. Wohnstallhaus: Erdgeschoss massiv, Obergeschoss zum Teil Fachwerk, zum Teil massiv ersetzt, Giebelseite unverputzt, Eingang mit Korbbogen und Schlussstein, Satteldach, Stall mit dreijochiger Kumthalle und zentralem Risalit, massiv, zweigeschossig, Sandsteingewände, bandartige Putzgliederung, zwei Segmentbogenfenster im Giebel des Mittelrisalits, Satteldach. | 08964241 |
|                                         | Wohnstallhaus (heute Gaststätte), Stall und Scheune sowie Torpfeiler eines in seiner Struktur erhaltenen Dreiseithofes | Limbacher Straße 26 (Karte)           | bez. 1925                   | baugeschichtliche Bedeutung. Wohnstallhaus: Putzbau mit horizontaler Putzgliederung, zweigeschossig, massiv, Sandsteingewände, im ehemaligen Stallbereich neue Segmentbogenfenster (Gaststätte), Satteldach, an einer Seite mit Krüppelwalm. Torpfosten: rustizierte Sandsteinquader. Stall: zweigeschossiger Putzbau, im Erdgeschoss verändert, Satteldach. Scheune: überwiegend massiv, rückwärtig Sichtfachwerk, Satteldach. | 08964340 |
|                                         | Straßenbrücke | Mühlweg (Karte)                       | 19. Jh.                     | mit Bogen, Unterführung des Grabens der Sparmannmühle, ortsgeschichtlich von Bedeutung, Sandstein. | 08964350 |
|                                         | Straßenbrücke | Niedergrumbacher Weg (Karte)          | 19. Jh.                     | mit einem Bogen, ortsgeschichtlich von Bedeutung, Sandstein. | 08964347 |
| Weitere Bilder                          | Farmerrotor: Windturbine zur Wasserhebung                                                                              | Tharandter Straße (Karte)             | um 1915                     | landschaftsprägend, technisches Denkmal im ursprünglichen Aussehen wieder hergestellt. Einzige Anlage dieser Art im Gebiet, in der Stahlkonstruktion ein kleines Funktionsgebäude, Backstein, flaches Satteldach. | 08964380 |
| Weitere Bilder                          | Rathaus | Tharandter Straße 1 (Karte)           | 1926                        | mit Schmuckformen, ortshistorische und baugeschichtliche Bedeutung. Repräsentativer zweigeschossiger Putzbau mit rustizierten Lisenen an den seitlichen Fenstergruppen und am zentralen rundbogigen Eingang, hohes Mansarddach, Dachreiter mit Uhr, Freitreppe mit seitlichen Stützmauern, über dem Eingang Kartusche mit floralem Schmuck und Stadtwappen, Mansarddach, Biberschwanzdeckung, Dachreiter verschiefert. | 08964359 |
| Direkt Bild zu diesem Denkmal hochladen | Seitengebäude und Wohnhaus-Türstock eines Vierseithofes                                                                | Tharandter Straße 6; 6a (Karte)       | bez. 1809                   | Seitengebäude Obergeschoss Fachwerk, u. a. baugeschichtliche Relevanz. Stall (Nr. 6a): Erdgeschoss massiv, etwas verändert, Eingang mit flachem Korbbogen und Schlussstein, nördliche Obergeschoss-Seite ebenfalls massiv, sonst Fachwerkkonstruktion, Krüppelwalmdach, Portal des Wohnhauses (Nr. 6): Sandstein mit Korbbogen und großem Schlussstein. | 08964360 |
| Direkt Bild zu diesem Denkmal hochladen | Schulgebäude | Tharandter Straße 8 (Karte)           | bez. 1882                   | von bauhistorischer und ortshistorischer Bedeutung. Repräsentatives historistisches Gebäude, übergiebelter Mittelrisalit, südlicher Seitentrakt mit Mansarddach in den 1920er Jahren ergänzt, denkmalgerechte Sprossenfenster, Deckung z. T. mit neuem echtem Schiefer. | 09303879 |
| Direkt Bild zu diesem Denkmal hochladen | Wohnstallhaus eines ehemaligen Vierseithofes                                                                           | Tharandter Straße 12 (Karte)          | bez. 1809                   | Obergeschoss großteils Fachwerk, u. a. baugeschichtliche Bedeutung. Erdgeschoss massiv, zwei Sandsteintürgewände mit flachem Korbbogen und Schlussstein, zur Hofseite ein liegendes Fenster, Obergeschoss zur Hofseite teils verschalt, teils ausgemauert, sonst Fenster in originaler Größe, Doppelfenster zum Teil, Krüppelwalmdach. | 08964361 |
| Weitere Bilder                          | Denkmal für die Gefallenen des Ersten Weltkrieges                                                                      | Tharandter Straße 21 (vor) (Karte)    | nach 1918 (Kriegerdenkmal)  | Denkmal mit Löwe auf zentralem Sockel, daneben zwei Steintafeln mit Namenslisten, ortsgeschichtlich von Bedeutung. Roter Granit, errichtet als Denkmal des Militärvereins Grumbach. | 08964372 |
| Direkt Bild zu diesem Denkmal hochladen | Seitengebäude und Toreinfahrt eines Dreiseithofes                                                                      | Tharandter Straße 24 (Karte)          | Anfang 19. Jh.              | Obergeschoss Fachwerk, u.u. a. a. baugeschichtliche Bedeutung. Erdgeschoss massiv, seitlich große, bis ins Obergeschoss hochgezogene Durchfahrt, Obergeschoss in ursprünglicher Gliederung, Fenster mit alter Sprossung, Satteldach. | 08964362 |
|                                         | Wohnstallhaus eines Vierseithofes                                                                                      | Tharandter Straße 25 (Karte)          | bez. 1825                   | Obergeschoss Fachwerk, baugeschichtliche Bedeutung. Erdgeschoss massiv, Segmentbogenportal mit Schlussstein, Sandsteingewände, Obergeschoss in ursprünglicher Gliederung, Fenstersprossung im ursprünglichen Sinne, Krüppelwalmdach, stehende Gaupe mit Hebevorrichtung. | 08964373 |
|                                         | Wohnstallhaus und Wohnhaus, Kumthalle und Scheune eines Vierseithofes                                                  | Tharandter Straße 27 (Karte)          | bez. 1863                   | bild- und strukturprägend sowie baugeschichtliche Bedeutung. Wohnstallhaus: zweigeschossig, massiv, profilierte Türgewände, Giebelseite zur Straße mit aufwändigen Fensterrahmungen und geraden Verdachungen, Zwillingsfenster mit Rundbögen, flaches Satteldach, Wohnhaus: zweigeschossig, massiv, profilierte Türgewände, Dachhaus zur Hofseite, Giebelseite ähnlich aufwendig gestaltet wie bei Wohnstallhaus, zum Teil Gurtgesims, flaches Satteldach, vier liegende Dachfenster. | 08964374 |
|                                         | Wohnhaus mit Produktions-Anbau                                                                                         | Tharandter Straße 32; 30a (Karte)     | E. 19. Jh.                  | baugeschichtliche Bedeutung | 09303877 |
|                                         | Felsenkeller mit Türgewände                                                                                            | Tharandter Straße 39 (Karte)          | bez. 1843                   | Sandstein-Türgewände bezeichnet 1843, heimatgeschichtliche Bedeutung | 09275339 |
|                                         | Wohnstallhaus, Scheune, Seitengebäude mit dreijochiger Kumthalle und weiteres Wohnstallhaus eines Vierseithofes        | Tharandter Straße 45 (Karte)          | frühes 18. Jh.              | Wohnstallhaus Obergeschoss Fachwerk, zweites Wohnstallhaus Obergeschoss zum Teil Sichtfachwerk, bild- und strukturprägend, baugeschichtliche Bedeutung. Wohnstallhaus: Erdgeschoss massiv, Korbbogeneingänge, Wohnteileingang mit Sandsteingewände, Obergeschoss Fenster in originaler Größe, Satteldach, Feldsteinscheune mit zwei großen Segmentbogentoren, Satteldach, Stall: zweigeschossig, massiv, zentrale Kumthalle, daneben noch je ein Segmentbogentor, Lüftungslöcher mit runder Zierform, flaches Satteldach, zweites Wohnstallhaus: Erdgeschoss massiv, Obergeschoss Fachwerk in ursprünglicher Gliederung, Giebelseite massiv, altes Türblatt, Satteldach. | 08964376 |
| Direkt Bild zu diesem Denkmal hochladen | Wohnhaus in offener Bebauung                                                                                           | Tharandter Straße 56 (Karte)          | um 1900                     | Schweizerstil, baugeschichtlich relevant. Eingeschossiger Putzbau mit Risaliten und Erkern, Eckquaderung, Fenster mit Konsolen, geraden Verdachungen und Putzspiegeln, Walmdach, Quirl, die Giebel der Risalite mit Holzzierwerk, im ursprünglichen Aussehen wiederhergestellt. | 08964381 |
| Weitere Bilder                          | Ehemaliges Erbgericht; Grumbacher Hof                                                                                  | Wilsdruffer Straße 1a (Karte)         | 2. Hälfte 19. Jh.           | bau- und ortshistorisch von Interesse. Zweieinhalbgeschossig, 17 Achsen, Sandsteingewände, Drempel mit Rundfenstern, an der Rückseite zentrales Dachhaus über zwei Blendbögen, ursprünglich mit Uhr, Satteldach, Biberschwanzdeckung, vier alte Blitzableiter. Turm (Taubenhaus): Sandstein, im oberen Bereich Ziegel, schönes Sandsteinportal mit Korbbogen und Schlussstein, Reste von Putzgliederung, kleine verblendete Rundfenster, Fenster mit Sandsteingewänden, über dem Eingang Rest einer Sohlbank mit Konsolen (Austritt?), Reste der Dachkonstruktion, Zeltdach.                                                                                             | 08964354 |

## Grund
| Bild           | Bezeichnung                                         | Lage                                      | Datierung         | Beschreibung | ID       |
| -------------- | --------------------------------------------------- | ----------------------------------------- | ----------------- | --- | -------- |
|                | Häuslerhaus                                         | Am Silberblick 8 (Karte)                  |                   | Gemarkung Mohorn. Häuslerhaus – Obergeschoss Fachwerk verbrettert, baugeschichtlich und sozialgeschichtlich von Bedeutung. | 09278537 |
| Weitere Bilder | Ehemalige Schule                                    | Am Silberblick 9a (Karte)                 | um 1830           | Gemarkung Mohorn. Obergeschoss Sichtfachwerk, baugeschichtliche und ortsgeschichtliche Bedeutung, ortsbildprägend. Erdgeschoss massiv, Sandsteingewände, Eingang mit Segmentbogen und Schlussstein, im Obergeschoss nordöstliche Giebelseite und südöstliche Langseite verbrettert, Krüppelwalmdach, Biberschwanzdeckung, drei Schleppgaupen, landschaftstypische Holzbauweise. | 09278535 |
|                | Villa                                               | Am Tharandter Wald 1 (Karte)              | um 1900           | Gemarkung Mohorn. Baugeschichtliche Bedeutung. Natursteinsockel, profilierte Fenstergewände mit Segmentbogenverdachung und Schlussstein, Eckquaderung, Gurtgesimse, in der Drempelzone mit Diamantquadern, ein gekoppeltes Fenster mit Dreiecksverdachung und Büstenmedaillon am flachen Risalit, im Giebel Rundbogenfenster, Veranda z. T. mit originalen Farb- und Ätzglasfenstern, alte zweiflügelige Haustür, Satteldach. | 09278532 |
|                | Wohnstallhaus                                       | Am Tharandter Wald 3 (Karte)              | bez. 1831         | Gemarkung Mohorn. Obergeschoss Sichtfachwerk, baugeschichtliche Bedeutung. Erdgeschoss massiv, Eingänge mit Sandsteingewänden, flache Korbbogen, Giebelseite verbrettert, Satteldach, Schieferdeckung. | 09278550 |
| Weitere Bilder | Niedermühle Grund                                   | Am Tharandter Wald 8; 10 (Karte)          | um 1870           | Gemarkung Mohorn. Wohnstallhaus, Seitengebäude und Scheune eines Dreiseithofes (ehemals Mühle) – in seiner Struktur erhalten, bau- und ortsgeschichtlich relevant. Wohnstallhaus: zweigeschossig, massiv, größtenteils Sandsteingewände, Türgewände profiliert, profiliertes Traufgesims, Fenster mit erneuerter falscher Sprossung, Fassaden geglättet, Satteldach, Biberschwanzdeckung, zwei Fledermausgaupen, drei Gaupen mit Walmdach, Nebengebäude: Erdgeschoss massiv, Sandsteingewände, Obergeschoss Sichtfachwerk, Giebelseiten massiv, Satteldach, Scheune: massiv, drei Schiebetore, Ecklisenen, profiliertes Traufgesims, Satteldach, Biberschwanzdeckung, drei Fledermausgaupen, Schneidemühle 1972 abgebrannt. | 09278546 |
|                | Häuslerhaus und Nebengebäude                        | Am Tharandter Wald 11 (Karte)             | 1. Hälfte 19. Jh. | Gemarkung Mohorn. Regionaltypische Holzbauweise, bau- und sozialgeschichtliche Bedeutung. Häuslerei: Erdgeschoss massiv, Obergeschoss verbrettert, Fenster in originaler Größe, Satteldach, ein liegendes Fenster, Nebengebäude: mit hölzernem Scheunenteil, Erdgeschoss massiv, Obergeschoss Sichtfachwerk, Fenster mit alter Sprossung, Satteldach. | 09278548 |
|                | Häuslerhaus                                         | Am Tharandter Wald 13 (Karte)             | 1. Hälfte 19. Jh. | Gemarkung Mohorn. Obergeschoss Fachwerk, baugeschichtliche und sozialgeschichtliche Bedeutung. Erdgeschoss massiv, Sandsteingewände, Fenster mit alter Sprossung, Winterfenster, Obergeschoss Giebelseiten verkleidet, Satteldach, Schieferdeckung. Denkmaltext: Häuslerhaus am Nordende der Streusiedlung Grund, ca. 200 Jahre alt, baugeschichtliche Bedeutung aufgrund regionaltypischer Holzbauweise, verputztes Bruchstein-Erdgeschoss (ersetzte womöglich Holzkonstruktion), überwiegend ursprünglich gesprosste Fenster mit Natursteingewänden, Dreiteilung des Erdgeschosses in Wohnteil, Flur und Stallteil, Oberstock mit zweiriegeliger Fachwerkkonstruktion, Eckstreben und Lehmgefachen, einfach stehender Dachstuhl des schiefergedeckten Satteldaches, große Sparrenabstände, da gerade Häuslerhäuser großem Veränderungsdruck unterlagen, stellt die Authentizität des Gebäudes bereits einen Seltenheitswert dar. | 09278547 |
|                | Häuslerhaus                                         | Am Tharandter Wald 41 (Karte)             | 2. Hälfte 19. Jh. | Gemarkung Mohorn. Obergeschoss Fachwerk, baugeschichtlich und sozialgeschichtlich von Bedeutung. Erdgeschoss massiv, zum Teil Sandsteingewände, Satteldach. | 09278534 |
|                | Kriegerdenkmal Erster Weltkrieg                     | Am Tharandter Wald 41 (gegenüber) (Karte) | nach 1918         | Gemarkung Mohorn. Ortshistorisch von Bedeutung. Naturstein, ca. 2 m hoch, Bronzeplatte mit Namen. | 09278533 |
|                | Häuslerhaus                                         | Am Tharandter Wald 45 (Karte)             | 1. H. 19. Jh.     | Gemarkung Mohorn. Obergeschoss Fachwerk, baugeschichtlich und sozialgeschichtlich von Bedeutung. Erdgeschoss massiv, Fachwerk mit Fußstreben, eine Giebelseite verkleidet, die andere massiv, Satteldach. | 09278553 |
|                | Seitengebäude eines Dreiseithofes                   | Am Tharandter Wald 48 (Karte)             | um 1800           | Gemarkung Mohorn. Fachwerk, baugeschichtliche Bedeutung. Erdgeschoss massiv, Sandsteingewände, alte Tore, Fenster mit alter Sprossung, Satteldach. | 09278552 |
| Weitere Bilder | Ehem. Huthaus                                       | Am Tharandter Wald 54 (Karte)             | um 1800           | Gemarkung Mohorn. Häuslerhaus – bau- und ortsgeschichtliche Bedeutung. Erdgeschoss massiv, Sandsteingewände, Obergeschoss Fachwerk, eine Giebelseite massiv, die andere verbrettert, Satteldach. | 09278558 |
| Weitere Bilder | Noackmühle; Obermühle                               | Hetzdorfer Straße 3 (Karte)               | bez. 1845         | Gemarkung Mohorn. Wohnmühlenhaus und Mühlentechnik – bau- und technikgeschichtliche Bedeutung. Erdgeschoss massiv, Sandsteingewände, über den Eingängen gerade Verdachung, Obergeschoss Sichtfachwerk, an einer Giebelseite Gefache mit Glas ausgesetzt, Satteldach, Dachhecht, Schieferdeckung, Mühlrad rekonstruiert, Mühlentechnik: Aspirateur mit Schälmaschine (Fa. Jehmlich, Nossen), Radkammer, Steinkran zum Wenden der Mahlsteine (demontiert), Quetsche der Fa. Baermssen & Friedrich (Chemnitz, ca. 1920). | 09278551 |
|                | Häuslerhaus                                         | Hetzdorfer Straße 8 (Karte)               | um 1800           | Gemarkung Mohorn. Regionaltypische Holzbauweise, bau- und sozialgeschichtliche Bedeutung. Erdgeschoss massiv, Obergeschoss Sichtfachwerk, eine Giebelseite massiv, Fenster mit Sprossung, Kastenfenster, Satteldach. | 09278555 |
|                | Wohnstallhaus                                       | Hetzdorfer Straße 16 (Karte)              | 1. H. 19. Jh.     | Gemarkung Mohorn. Fachwerk, regionaltypische Holzbauweise, baugeschichtliche Bedeutung. Erdgeschoss massiv, Sandsteingewände, Obergeschoss Fachwerk, überwiegend verbrettert, westlicher Giebel massiv, Satteldach. | 09278557 |
|                | Wohnstallhaus                                       | Obergrund 18 (Karte)                      | Kern um 1700      | Gemarkung Mohorn. Alte Fachwerkkonstruktion mit K-Streben, besondere baugeschichtliche und hausgeschichtliche Bedeutung. Erdgeschoss massiv, beeinträchtigt durch liegende Fenster und Eingangsvorbau, an südlicher Giebelseite Fachwerk aufgebrettert, nördliche Giebelseite massiv, Satteldach, abgeschleppt. | 09278556 |
|                | Wohnstallhaus eines Dreiseithofes                   | Obergrund 23 (Karte)                      | 2. Hälfte 19. Jh. | Gemarkung Mohorn. Regionaltypische Holzkonstruktion, baugeschichtliche Bedeutung. Erdgeschoss massiv, zum Teil Sandsteingewände, Fenster mit Sprossung und Winterfenster, Obergeschoss Fachwerk, zum Teil verbrettert, eine Giebelseite massiv, zwei Fenster mit Segmentbogen, Satteldach. | 09278543 |
|                | Wohnstallhaus und Scheune eines Zweiseithofes       | Obergrund 29 (Karte)                      | Kern um 1700      | Gemarkung Mohorn. Alte und seltene Holzkonstruktion, besondere baugeschichtliche Bedeutung. Wohnstallhaus an der Hofseite Fachwerk mit stehendem Mann, Erdgeschoss massiv, Fenster leicht vergrößert, der übrige Teil massiv, Satteldach, Scheune: massiv, Straßenseite verbrettert, Hocheinfahrt, Satteldach, Datierung 1776 am Fachwerk der Hofseite. | 09278542 |
| Weitere Bilder | Wohnstallhaus und Seitengebäude eines Dreiseithofes | Obergrund 37 (Karte)                      | um 1800           | Gemarkung Mohorn. Seitengebäude in Fachwerk, baugeschichtliche Bedeutung. Wohnstallhaus: Erdgeschoss massiv, Sandsteingewände, Fenster mit Winterfenster, Obergeschoss Fenster in originaler Größe, teils Sichtfachwerk, teils verbrettert, Satteldach Biberschwanzdeckung, Seitengebäude: Obergeschoss verbrettert, verbretterter Vorbau mit Treppenaufgang, Satteldach, Biberschwanzdeckung. | 09278541 |

## Helbigsdorf
| Bild                                    | Bezeichnung                                                                                          | Lage                              | Datierung                           | Beschreibung | ID       |
| --------------------------------------- | --- | --------------------------------- | ----------------------------------- | --- | -------- |
| Direkt Bild zu diesem Denkmal hochladen | Wohnstallhaus, zwei Seitengebäude (eines ursprünglich mit Kumthalle) und Scheune eines Vierseithofes | Herzogswalder Straße 1 (Karte)    | bez. 1683                           | Wohnstallhaus und ein Seitengebäude Obergeschoss Fachwerk, massive Scheune und zweites Seitengebäude massiv, hochgradig in Struktur und Aussehen erhalten, bauhistorische Bedeutung. Exemplarischer Wert ein Seitengebäude (Stall) mit Inschrift in der Fassade auf der Hofseite: „W. Ludewig / Erbaut / 1906.“ | 08964677 |
| Direkt Bild zu diesem Denkmal hochladen | Wohnstallhaus und Torpfeiler                                                                         | Herzogswalder Straße 12 (Karte)   | bez. 1836 (Türgewände)              | Obergeschoss Fachwerk, u. a. baugeschichtliche Bedeutung. Erdgeschoss und Giebelseiten massiv, Sandsteingewände, Türgewände mit Ornament und Datierung (1836), am Wohnteil mit gerader Verdachung, Obergeschoss Fenster in originaler Größe, Krüppelwalmdach, Giebelseite erstes Obergeschoss mittleres Fenster mit Rundbogenverdachung, Giebel mit Palladiomotiv mit Säulen, Torpfeiler mit ornamentaler Gliederung und Inschrift der früheren Grundstücksnummer (Nr. 37). | 08964676 |
| Direkt Bild zu diesem Denkmal hochladen | Seitengebäude eines Zweiseithofes                                                                    | Herzogswalder Straße 17 (Karte)   | 1670 Dendro                         | sehr alte Fachwerkkonstruktion mit Kreuzstreben, architekturgeschichtlich bedeutend. Sockel massiv, Fachwerk mit aufgeblatteten Streben, Fenster mit alter Sprossung, eines mit Drehflügel, Satteldach. | 08964355 |
| Weitere Bilder                          | Ehem. Leutholdmühle                                                                                  | Herzogswalder Straße 24 (Karte)   | bez. 1812                           | Wohnmühlenhaus und Ausgedingehaus eines Mühlenanwesens – beide Gebäude Obergeschoss Fachwerk mit Kreuzstreben, baugeschichtliche und ortsgeschichtliche Bedeutung, womöglich technikgeschichtliche Relevanz. Wohnstallhaus: Erdgeschoss massiv, Sandsteingewände, schönes, profiliertes Portal, Obergeschoss in ursprünglicher Gliederung, Krüppelwalmdach, Ausgedinge: Erdgeschoss massiv, Türgewände Sandstein mit Segmentbogen, Obergeschoss Fenster in originaler Größe, Satteldach. | 08964678 |
|                                         | Kapelle mit Dachreiter                                                                               | Obere Dorfstraße (Karte)          | 18. Jh.                             | ortshistorisch und baugeschichtlich relevant. Putzbau mit dreiseitigem Chorschluss, Korbbogenportal mit Schlussstein und zweiflügeliger Tür (1826) an der Südseite, Satteldach mit polygonalem Dachreiter mit Aufsatz, verschiefert, innen: Saal mit Emporen, klassizistischer Kanzelaltar und Taufe, 2. Hälfte 18. Jh. | 08964664 |
| Direkt Bild zu diesem Denkmal hochladen | Ehemaliger Gasthof                                                                                   | Obere Dorfstraße 2 (Karte)        | 2. H. 19. Jh., Kern womöglich älter | Obergeschoss Fachwerk, baugeschichtliche und ortsgeschichtliche Bedeutung, bildprägend. Erdgeschoss massiv, Obergeschoss Sichtfachwerk, Fuß-, Kreuz- und Diagonalstreben, hohe Fenster mit originaler Sprossung, Nordseite massiv, an der Ostseite Schleppdach mit überkragendem Anbau, auch Sichtfachwerk. | 08964653 |
| Direkt Bild zu diesem Denkmal hochladen | Zwei Seitengebäude eines Dreiseithofes                                                               | Obere Dorfstraße 7 (Karte)        | vermutlich 18. Jh.                  | beide Gebäude mit Sichtfachwerk, bildprägend, baugeschichtlich von Bedeutung. Westliches Gebäude: Giebelseite verbrettert, Satteldach, südliches Gebäude: Krüppelwalmdach, westliche Giebelseite verbrettert. | 08964663 |
| Direkt Bild zu diesem Denkmal hochladen | Wohnstallhaus, Stall mit Kumthalle und Scheune eines Dreiseithofes                                   | Obere Dorfstraße 14 (Karte)       | 2. Hälfte 19. Jh.                   | strukturprägend und baugeschichtliche Bedeutung. Stall: zweigeschossig, massiv, zweibogige Kumthalle mit Ziegelbögen, aus der Mitte gerückter Risalit mit profiliertem Türgewände, gerade Verdachung, Zwillingsfenster mit Rundbogen im Dreieckgiebel, Obergeschoss Fenster mit Sandsteingewänden, Drempel mit kleinen runden Öffnungen, Satteldach, Giebelseite mit Putzgliederung und Palladiomotiv, Scheune: massiv, Reste von Putzgliederung, Drempel mit runden Öffnungen. | 08964656 |
| Direkt Bild zu diesem Denkmal hochladen | Wohnstallhaus, Stall (Kumthalle) und Scheune eines in seiner Struktur erhaltenen Dreiseithofes       | Obere Dorfstraße 15 (Karte)       | bez. 1882                           | u. a. baugeschichtliche Bedeutung.Wohnstallhaus: zweigeschossig, massiv, Sandsteingewände, Türgewände profiliert und gerade Verdachung, geringe Beeinträchtigung durch liegende Fenster, Drempel mit runden Öffnungen, Satteldach verschiefert, Stall: zweigeschossig, Putzgliederung, Mittelrisalit mit dreibogiger Kumthalle, Fenster mit Putzgiebelbekrönung, im Giebel Zwillingsfenster mit gerader Verdachung, Giebelbekrönung, Satteldach verschiefert, Scheune: im oberen Teil verbrettert, Satteldach, Schieferdeckung. | 08964662 |
| Direkt Bild zu diesem Denkmal hochladen | Wohnstallhaus und Scheune eines Zweiseithofes                                                        | Obere Dorfstraße 25 (Karte)       | um 1800                             | beide Gebäude Obergeschoss Fachwerk, baugeschichtlich relevant und ortsbildprägend. Wohnstallhaus: Erdgeschoss massiv, Sandsteingewände, Winterfenster, Obergeschoss weitgehend in ursprünglicher Gliederung, Fachwerk mit Fußstreben, Giebelseiten massiv, Satteldach, Giebel verbrettert, Scheune: Westseite massiv mit großem Tor, Süd- und Ostseite Fachwerk mit Diagonalstreben, Satteldach. | 08964661 |
| Direkt Bild zu diesem Denkmal hochladen | Bogenbrücke                                                                                          | Obere Dorfstraße 33 (vor) (Karte) | bez. 1865                           | Bogenbrücke mit Schlussstein | 08964659 |
| Direkt Bild zu diesem Denkmal hochladen | Scheune eines Vierseithofes                                                                          | Obere Dorfstraße 34 (Karte)       | bez. 1882                           | Sichtfachwerk, baugeschichtlich und wirtschaftsgeschichtlich von Bedeutung, bildprägend. Unterer Teil massiv, große Holztore, Fachwerkkonstruktion mit Diagonalstreben, Fenster in originaler Größe und mit Sprossung, Satteldach, verschiefert. | 08964655 |
| Direkt Bild zu diesem Denkmal hochladen | Scheune                                                                                              | Obere Dorfstraße 35 (Karte)       | bez. 1904                           | ortsbildprägend und wirtschaftsgeschichtlich relevant. Zweigeschossig, massiv, Sockel mit Bruchstein, große Segmentbogentore mit Klinkereinfassung und Schlussstein, glatte Putzbänder zwischen den Geschossen, Fenster im Obergeschoss und im Giebel mit Segmentbogen und Klinker, Traufe mit kapitellartigem Fries, Satteldach. | 08964658 |
| Direkt Bild zu diesem Denkmal hochladen | Seitengebäude eines Bauernhofes                                                                      | Talstraße 2 (Karte)               | 1777 Dendro                         | Fachwerkgebäude mit Oberlaube, Holzverbindungen mit Überblattungen, baugeschichtlich von Bedeutung, 2018 fachmännisch von der Firma Zimmerei und Sachverständigenbüro für Holzschutz Kay Arnswald abgebaut, am Ort der Firma in der Talstraße 2, 01723 Helbigsdorf, für einen zukünftigen Wiederaufbau eingelagert (siehe ehemaliges Dokument zu 09204981, 09114 Chemnitz, Chemnitztalstraße 108) | 09307480 |
| Direkt Bild zu diesem Denkmal hochladen | Wohnstallhaus, Ausgedingehaus, Seitengebäude (mit Kumthalle) und Scheune eines Vierseithofes         | Talstraße 2a; 2b; 2c; 2d (Karte)  | um 1820                             | Wohnstallhaus Obergeschoss Fachwerk, bild- und strukturprägend, u. a. baugeschichtliche Bedeutung. Großes Wohnstallhaus: Erdgeschoss massiv, Korbbogenportal mit unterschiedlichen Scharrierungen, Schlussstein, Obergeschoss Fachwerk, Fenster zum Teil mit Sprossung, Krüppelwalmdach. Ausgedinge: Erdgeschoss und westlicher Teil massiv, profiliertes Türgewände mit gerader Verdachung, Sandsteingewände, östliche Giebelseite massiv, mit Palladiomotiv, Satteldach, Schieferdeckung. Scheune: Putzbau mit Segmentbogentoren und runden Öffnungen im Drempel, mit Ziergitter, Klinkerband an der Traufe, Satteldach, Schieferdeckung. Stall: zweigeschossiger Putzbau, Mittelrisalit mit zweibogiger Kumthalle, Lünette im Giebel, Sandsteingewände, Satteldach zum Teil verschiefert. | 08964665 |
| Direkt Bild zu diesem Denkmal hochladen | Ehemalige Schule                                                                                     | Talstraße 6 (Karte)               | bez. 1888                           | ortshistorisch von Interesse. Putzbau mit sparsamer Gliederung, zweigeschossig, Bruchsteinsockel, profiliertes Gurtgesims, die Ecken auch am seitlichen Risalit glattgeputzt, Sandsteingewände, im Erdgeschoss mit Segmentbogen und Schlussstein, zweiflügelige Haustür, Satteldach, Schieferdeckung, im Giebel Zwillingsfenster, drei Gaupen. | 08964668 |
| Direkt Bild zu diesem Denkmal hochladen | Kriegerdenkmal Erster Weltkrieg                                                                      | Talstraße 6 (gegenüber) (Karte)   | nach 1918                           | ortshistorische Bedeutung. Sandsteinpodest, umstellt mit kleinen Stützen, die durch eine Kette verbunden sind, Monolith mit polierter Schrifttafel. | 08964667 |
| Direkt Bild zu diesem Denkmal hochladen | Ehemaliges Bahnwärterhaus                                                                            | Talstraße 9 (Karte)               | um 1900                             | Schmalspurbahn Freital-Potschappel–Nossen: Bahnhof mit Güterbahnhofsgebäude mit anschließendem Speicher sowie Wartehäuschen für Personenhaltepunkt – bau- und womöglich technikgeschichtliche Bedeutung. Roter Backstein mit gelben Zierelementen, anderthalbgeschossig, Segmentbogenfenster mit gelbem Bogen und gelbem Gurtgesims, Satteldach, hölzerner Vorbau mit Pultdach und Ziersprossung im Traufbereich. | 08964674 |
| Weitere Bilder                          | Bahnhof Helbigsdorf                                                                                  | Talstraße 11 (Karte)              | bez. 1898                           | Schmalspurbahn Freital-Potschappel–Nossen: Güterbahnhofsgebäude ein Backsteinbau, Wartehäuschen in Holzbauweise, ortshistorisch und verkehrsgeschichtlich relevant. Bahnhofsgebäude: eingeschossiger Backsteinbau mit Drempel, Segmentbogenfenster, Satteldach, hölzernes Eingangshäuschen, Speicher: dreigeschossiger Putzbau, Segmentbogenfenster, Satteldach mit hausartigem Aufsatz, Haltepunkt-Wartehäuschen: verbrettert, Pultdach, Fenster mit Sprossung, alte Tür. | 08964673 |
| Direkt Bild zu diesem Denkmal hochladen | Stall (mit Kumthalle) eines Vierseithofes                                                            | Talstraße 18 (Karte)              |                                     | Stall (mit Kumthalle) eines Vierseithofes; bau- und wirtschaftsgeschichtlich von Bedeutung. | 08964670 |
| Direkt Bild zu diesem Denkmal hochladen | Wegestein                                                                                            | Talstraße 34 (bei) (Karte)        | 19. Jh.                             | verkehrsgeschichtlich von Bedeutung, Sandsteinkubus, ca. 50 cm hoch. | 08964486 |
| Weitere Bilder                          | Ehem. Kirstenmühle                                                                                   | Talstraße 42 (Karte)              | 18. Jh.                             | Vierseithof (ehemalige Mühle und Bäckerei) mit Wohnstallhaus, Auszugshaus mit Scheunenteil, Seitengebäude und Scheune – alle Gebäude mit Fachwerk, in seiner Struktur erhaltener Hof, baugeschichtlich und ortsgeschichtlich von Bedeutung. Wohnstallhaus: Erdgeschoss massiv, profiliertes Sandsteintürgewände, Obergeschoss Sichtfachwerk, weitgehend ursprüngliche Gliederung, stehende Gaupen mit Ladevorrichtung, Satteldach verschiefert, Seitengebäude (Stall): Erdgeschoss massiv, Obergeschoss Sichtfachwerk, ursprüngliche Gliederung, Satteldach, Scheune: Teil mit Fachwerk, Teil massiv, mit Ziegelbogen, Satteldach, Ausgedinge: Fachwerk, Scheunenteil verbrettert, Satteldach, Biberschwanzdeckung.                                                                          | 08964681 |
| Weitere Bilder                          | Ehem. Dietrichmühle                                                                                  | Talstraße 46 (Karte)              | Ende 19. Jh., nach Brand von 1886   | Wohnmühlenhaus und Scheune eines Mühlenanwesens – Scheune Sichtfachwerk, baugeschichtlich und ortsgeschichtlich von Bedeutung, womöglich noch technikgeschichtliche Relevanz. Wohnhaus: Erdgeschoss massiv, Obergeschoss weitgehend in ursprünglicher Konstruktion, flaches Satteldach, am nördlichen massiven Anbau abgewalmt, Scheune Sichtfachwerk mit Diagonalstreben, großes Holztor, flaches Satteldach. | 08964680 |

## Herzogswalde
| Bild                                    | Bezeichnung                                                         | Lage                         | Datierung                                                      | Beschreibung | ID       |
| --------------------------------------- | ------------------------------------------------------------------- | ---------------------------- | -------------------------------------------------------------- | --- | -------- |
| Direkt Bild zu diesem Denkmal hochladen | Soldatengrab                                                        | (Karte)                      | nach 1945                                                      | ortshistorisch von Interesse, Naturstein, mit Schrifttafel | 09278507 |
| Weitere Bilder                          | Dorfkirche und Kirchhof Herzogswalde                                | Am Bach (Karte)              | 1596                                                           | Kirche, Kirchhof und Einfriedungsmauer mit Treppenanlage, Kriegerdenkmal für die Gefallenen des Ersten Weltkrieges, neun alten Grabmalen und Grabplatte – baugeschichtliche, ortsgeschichtliche und künstlerische Bedeutung. | 09278519 |
| Direkt Bild zu diesem Denkmal hochladen | Wohnstallhaus eines ehemaligen Vierseithofes                        | Am Bach 3 (Karte)            | bez. 1821, Kern älter                                          | Wohnstallhaus Obergeschoss Fachwerk, baugeschichtliche Bedeutung. Erdgeschoss massiv, Sandsteingewände, Eingänge mit Segmentbogen und Schlussstein, der am Stall mit Pferde-Relief, Stallfenster verändert, Obergeschoss Fenster in originaler Größe, Fenster mit Sprossung erneuert, Satteldach. | 09278516 |
|                                         | Wohnstallhaus, zwei Seitengebäude und Scheune eines Vierseithofes   | Am Bach 8 (Karte)            | um 1830                                                        | struktur- und bildprägend, baugeschichtliche Bedeutung. Wohnstallhaus: Erdgeschoss massiv, zum Teil verändert, profiliertes Türgewände, Obergeschoss Sichtfachwerk, ein liegendes Fenster, Krüppelwalmdach, beide Nebengebäude: Erdgeschoss massiv, Obergeschoss Sichtfachwerk, Satteldach, Scheune: massiv, mit Ziegelzierwerk, zwei Torbögen verändert, Satteldach. | 09278518 |
|                                         | Wohnhaus                                                            | Am Bach 12 (Karte)           | 1780                                                           | Alte Schule, jetzt Wohnhaus, Obergeschoss Fachwerk, baugeschichtlich von Bedeutung, steiles Satteldach mit Überstand, ein Giebel massiv. | 09299737 |
| Direkt Bild zu diesem Denkmal hochladen | Pfarrhaus                                                           | Am Bach 14 (Karte)           | 1847                                                           | Pfarrhaus mit Einfriedungsmauer und Toreinfahrt; baugeschichtlich und ortsgeschichtlich von Bedeutung. | 09306890 |
| Weitere Bilder                          | Diakonat und Diakonatsscheune                                       | Am Bach 14a (Karte)          | Ende 19. Jh. (Diakonat); 19. Jh. oder älter (Diakonatsscheune) | ortshistorisch von Interesse. Diakonat: zweigeschossig, massiv, Sandsteingewände, Erdgeschoss verändert, Giebel mit Segmentbogenfenster, Satteldach, Putzbau mit schlichter Gliederung. | 09278521 |
|                                         | Seitengebäude eines Vierseithofes                                   | Dorfstraße 37 (Karte)        | um 1800                                                        | Obergeschoss Sichtfachwerk, baugeschichtliche und wirtschaftsgeschichtliche Bedeutung. Erdgeschoss massiv, etwas verändert, Obergeschoss Sichtfachwerk mit unregelmäßigem Ständerabstand, Fenster zum Teil mit originaler Sprossung, Satteldach. | 09278523 |
|                                         | Wohnhaus                                                            | Dorfstraße 39 (Karte)        | 2. Hälfte 19. Jh.                                              | Obergeschoss Sichtfachwerk, baugeschichtliche Bedeutung. Erdgeschoss massiv, verändert, Obergeschoss Sichtfachwerk, Kopfbalken, eine Giebelseite massiv, Satteldach. | 09278524 |
|                                         | Hoyersches Haus                                                     | Hauptstraße 5 (Karte)        | bez. MDCCXCVI – 1796                                           | Wohnhaus; ursprüngliches Aussehen von wissenschaftlichem Dokumentationswert, zweigeschossig, Obergeschoss Fachwerk verputzt, Vorbau mit Vorhalle mit breitem Sandsteinkorbbogen und Schlussstein, Satteldach, Anbauten mit Krüppelwalmdach, baugeschichtliche und ortsgeschichtliche Bedeutung. | 09278515 |
|                                         | Wohnstallhaus und Seitengebäude eines ehemaligen Dreiseithofes      | Hauptstraße 9 (Karte)        | um 1800, ursprünglich älter                                    | beide Gebäude Obergeschoss Fachwerk, baugeschichtliche Bedeutung. Wohnstallhaus: zweiriegeliges Sicht-Fachwerk, hinteres Viertel verändert, Giebelseite verputzt, steiles Satteldach. Seitengebäude: ehemalige Stallscheune, ebenfalls Obergeschoss Fachwerk. | 09299736 |
|                                         | Zweibogige Brücke                                                   | Hauptstraße 10 (bei) (Karte) | 1765 (Auskunft)                                                | verkehrsgeschichtlich von Interesse. Sandsteinquader, an jedem Bogen ein Schlussstein, Brücke später verbreitert, niedrige Brüstung aus Sandsteinblöcken. | 09278511 |
|                                         | Wohnhaus                                                            | Hauptstraße 12 (Karte)       | 18. Jh.                                                        | Obergeschoss Sichtfachwerk, baugeschichtliche Bedeutung, straßenbildprägend. Gedrungener Sichtfachwerkkorb mit Streben auf massivem Erdgeschoss, steiles Satteldach, Giebelverbretterung. | 09303881 |
| Weitere Bilder                          | Jagdschloss Herzogswalde                                            | Hauptstraße 13 (Karte)       |                                                                | Jagdschloss und Gedenkstein sowie Parkanlage – dreiflügelige Schlossanlage mit unterschiedlichen Bauphasen, orts- und bauhistorisch von Interesse. Ältester Flügel: Erdgeschoss massiv, Sandsteingewände, Obergeschoss Sichtfachwerk mit Stehendem Mann, südlicher Flügel: mit historisierenden Formen wie Zwillingsrundbogenfenster, Treppengiebel, polygonaler Erker, nördlicher Flügel (mit Remise): z. T. Polygonalmauerwerk, Dachhäuser mit Zierfachwerk, Gedenkstein für Yve(s?) Bideau, Gartenpfleger 1916–1919.                                                                                    | 09278520 |
|                                         | Bogenbrücke                                                         | Hauptstraße 14 (vor) (Karte) | bez. 1866                                                      | verkehrsgeschichtlich von Interesse. Sandsteinbogenbrücke mit Schlussstein. | 09278513 |
|                                         | Wohnhaus                                                            | Hauptstraße 15 (Karte)       | 1750                                                           | Sichtfachwerk, ältere Generation regionaltypischer Holzbauweise, baugeschichtliche Bedeutung. Komplett mit Sichtfachwerk, Fenster in ursprünglicher Größe, Schlagläden ergänzt, Krüppelwalmdach, Biberschwanzdeckung. | 09278528 |
|                                         | Schmiede                                                            | Hauptstraße 17 (Karte)       | um 1870                                                        | z. T. noch Obergeschoss Fachwerk, baugeschichtlich und ortsgeschichtlich von Bedeutung. Erdgeschoss massiv, Schmiede noch vorhanden, am Eingang zum Wohnteil Sandsteingewände, Obergeschoss Sichtfachwerk, Fenster mit originaler Sprossung, Giebelseiten massiv, im Giebel zwei Segmentbogenfenster mit originaler Sprossung, flaches Satteldach. | 09278529 |
| Direkt Bild zu diesem Denkmal hochladen | Wohnstallhaus und zwei Seitengebäude eines ehemaligen Vierseithofes | Hauptstraße 20 (Karte)       | bez. 1844                                                      | alle Gebäude Fachwerk, u. a. baugeschichtliche Bedeutung. Wohnstallhaus: Erdgeschoss massiv, Sandsteingewände, profiliertes Türgewände mit Inschrift und gerader Verdachung, Obergeschoss Fenster in originaler Größe, Satteldach, Biberschwanzdeckung. 1. Seitengebäude: Erdgeschoss massiv, verändert, Kopfbalken, Satteldach, Giebel zur Straße verbrettert. 2. Seitengebäude: Erdgeschoss massiv, verändert, Obergeschoss z. T. verbrettert, Satteldach. | 09278514 |
|                                         | Wohnhaus, womöglich ehem. Poststation                               | Hauptstraße 32 (Karte)       | um 1830                                                        | Obergeschoss Fachwerk, baugeschichtlich und ortsentwicklungsgeschichtlich von Bedeutung. Erdgeschoss massiv, z. T. Sandsteingewände, Obergeschoss Fachwerk verputzt, Rückseite Sichtfachwerk, Giebelseite massiv, Sandsteingewände, Krüppelwalmdach. | 09278530 |
|                                         | Wohnhaus (ehemals Bäckerei)                                         | Hauptstraße 38 (Karte)       | um 1880                                                        | baugeschichtlich relevant, eventuell ortsgeschichtliche Bedeutung. Mit aufwändigen Sandsteingewänden, zweigeschossig, massiv, am Rundbogen in den Zwickeln Sonnenmotive, gerade Verdachungen, Eingänge Erdgeschoss mit Rundbogen und Verdachung, darüber in der Mittelachse Nischen mit Mittelsäulchen und seitlichen Pilastern, darüber Doppelfenster, im Erdgeschoss alte Schlagläden, Traufe mit Würfelfries, Satteldach, Biberschwanzdeckung, Dachhecht, ein alter Blitzableiter. | 09278531 |
| Direkt Bild zu diesem Denkmal hochladen | Wegestein                                                           | Helbigsdorfer Weg (Karte)    | 19. Jh.                                                        | verkehrsgeschichtlich von Interesse, ca. 1,30 m hoher Sandsteinpfeiler, Schrift verwittert. | 09278508 |
| Direkt Bild zu diesem Denkmal hochladen | Wohnstallhaus, Seitengebäude und Scheune eines Dreiseithofes        | Helbigsdorfer Weg 2 (Karte)  | 18. Jh. oder älter                                             | Wohnstallhaus alte Fachwerkkonstruktion, strukturbildend, baugeschichtlich und hausgeschichtlich von Bedeutung. Wohnstallhaus: Erdgeschoss massiv, z. T. verändert, Sandsteinportal mit Korbbogen und Schlussstein (zugestellt), Obergeschoss Sichtfachwerk mit Kopf- und Fußstreben, eine Giebelseite massiv, die andere verbrettert, Fenster in originaler Größe, Satteldach, Stall: Erdgeschoss massiv, verändert, Obergeschoss Sichtfachwerk, einriegelig und zweiriegelig, Fenster mit alter Sprossung, Satteldach, Scheune: z. T. massiv, z. T. Fachwerk, mit Ziegel ausgesetzt, flaches Satteldach. | 09278509 |
|                                         | Seitengebäude eines Vierseithofes                                   | Seitenweg 4 (Karte)          | um 1700                                                        | sehr alte Fachwerkkonstruktion, baugeschichtlich und hausgeschichtlich von Bedeutung. Erdgeschoss massiv, Sandsteingewände (Garageneinbau), Fachwerk aufgeblattet, Kopfstreben, Fenster mit Sprossung, Satteldach. | 09278525 |

## Kaufbach
| Bild                                    | Bezeichnung                                                                                                  | Lage                            | Datierung                         | Beschreibung | ID       |
| --------------------------------------- | --- | ------------------------------- | --------------------------------- | --- | -------- |
| Direkt Bild zu diesem Denkmal hochladen | Zwei Seitengebäude eines Vierseithofes                                                                       | Am Feldrain 1 (Karte)           | 18. Jh., womöglich älter          | Obergeschoss Fachwerk mit Andreaskreuzen, baugeschichtlich und sozialgeschichtlich von Bedeutung. westlicher Flügel an der Hofseite verbrettert, Erdgeschoss massiv, Obergeschoss in ursprünglicher Konstruktion, Satteldach, westlicher Flügel mit Biberschwanz-Kronendeckung, nördlicher mit Biberschwanzdeckung. | 08964386 |
| Direkt Bild zu diesem Denkmal hochladen | Wohnstallhaus und Stallgebäude eines Vierseithofes, mit Taubenhaus, einem Torpfeiler und Tor                 | Dorfstraße 14 (Karte)           | bez. 1903                         | ortsbildprägend von Bedeutung. Wohnstallhaus: zweigeschossiger Putzbau, Sandsteingewände, über den Fenstern Gliederung mit Rauputz und Glattputz, Eckquaderung, Segmentbogenportal mit Schlussstein und Verdachung, Krüppelwalmdach, Fenster im Obergeschoss an der Giebelseite mit geraden Verdachungen, Stallgebäude: zweigeschossiger Putzbau, Mittelrisalit mit dreibogiger Kumthalle, Sandsteingewände, Satteldach, Biberschwanz-Kronendeckung, Taubenhaus: steinerner Sockel, überkragender viereckiger Holzaufbau mit flachem Zeltdach. | 08964390 |
| Direkt Bild zu diesem Denkmal hochladen | Denkmal für die Gefallenen des Ersten und Zweiten Weltkrieges                                                | Dorfstraße 14c (vor) (Karte)    | nach 1918 (Kriegerdenkmal)        | ortsgeschichtlich von Bedeutung. Rote Granitstele mit Inschrift auf einer kleinen Erhöhung, umstellt von Pappeln. | 08964389 |
| Direkt Bild zu diesem Denkmal hochladen | Zwei Seitengebäude eines Vierseithofes                                                                       | Dorfstraße 16 (Karte)           | 1. Hälfte 19. Jh., z. T. vor 1800 | Obergeschosse Fachwerk, in ursprünglichem Aussehen und Konstruktion weitgehend erhalten, baugeschichtlich und sozialgeschichtlich von Bedeutung. Erdgeschoss massiv, Obergeschoss in ursprünglicher Gliederung, je eine Giebelseite ausgemauert, Fenster weitgehend mit originaler Sprossung, Satteldach. | 08964392 |
| Direkt Bild zu diesem Denkmal hochladen | Spritzenhaus                                                                                                 | Dorfstraße 16; 18 (vor) (Karte) | 2. Hälfte 19. Jh.                 | ortshistorisch von Bedeutung. Putzbau mit zwei Toren, Satteldach. | 08964391 |
| Direkt Bild zu diesem Denkmal hochladen | Wohnstallhaus und zwei Seitengebäude eines Vierseithofes                                                     | Dorfstraße 18 (Karte)           | nach 1850                         | die Seitengebäude Obergeschoss Fachwerk, Bestandteil der besonderen Dorfstruktur, baugeschichtlich und sozialgeschichtlich von Bedeutung. Wohnstallhaus: zweigeschossiger Putzbau, Sandsteingewände, Giebel mit Palladiofenster, Krüppelwalmdach, Gaupe mit Hebevorrichtung, Biberschwanzdeckung. 1. Seitengebäude: Erdgeschoss massiv, Obergeschoss in ursprünglicher Gliederung, Giebelseite und Außenseite massiv, Krüppelwalmdach. 2. Seitengebäude: Erdgeschoss und Giebelseite massiv, Giebel mit Rundbogenfenster, Satteldach. | 08964393 |
| Direkt Bild zu diesem Denkmal hochladen | Wohnhaus eines Dreiseithofes                                                                                 | Dorfstraße 23 (Karte)           | 18. Jh.                           | Ostseite im Erdgeschoss und Obergeschoss Fachwerk mit Streben, baugeschichtlich und straßenbildprägend von Bedeutung. Zweigeschossig, überwiegend massiver Bau, Feldsteinsockel, Erdgeschoss-Fachwerkteil mit hölzernem Türstock, Obergeschoss Fenster in originaler Größe, an der Giebelseite oben zwei Rundbogenfenster, Satteldach. | 08964394 |
| Direkt Bild zu diesem Denkmal hochladen | Zwei Stallgebäude eines Vierseithofes                                                                        | Dorfstraße 26 (Karte)           | um 1800                           | Obergeschosse Fachwerk, baugeschichtlich und sozialgeschichtlich von Bedeutung. 1. Stallgebäude: Erdgeschoss massiv, Obergeschoss in ursprünglicher Gliederung, Giebelseite massiv, Krüppelwalmdach. 2. Stallgebäude: Erdgeschoss massiv, Obergeschoss zur Hofseite verbrettert, Giebelseite massiv, Satteldach. | 08964396 |
| Direkt Bild zu diesem Denkmal hochladen | Wohnstallhaus, altes Wohnstallhaus, Seitengebäude mit Kumthalle und Scheune eines Vierseithofes mit Torbogen | Oberstraße 6; 6a (Karte)        | bez. 1880                         | altes Wohnstallhaus Obergeschoss Fachwerk, Scheune Fachwerk, in seiner Struktur erhalten, baugeschichtlich und ortsbildprägend von Bedeutung. Wohnstallhaus: zweigeschossig, massiv, Sandsteingewände, profilierte Türgewände, Putzgliederung, im Drempel runde Öffnungen, im Stallteil Sandsteinsäulen, zum Stallteil Verbindungsbogen, Pferdestall: zweigeschossig, Putzgliederung, Mittelrisalit mit ehemals dreibogiger Kumthalle, im Giebel drei rundbogige Zwillingsfenster, Satteldach, zwei alte Blitzableiter, drei Segmentbogentore, Drempel, Satteldach, altes Wohnstallhaus: Erdgeschoss massiv, Fachwerkkonstruktion intakt, Satteldach, Scheune: Feldstein verputzt, Putzgliederung.           | 08964387 |
| Direkt Bild zu diesem Denkmal hochladen | Wohnstallhaus und Auszugshaus eines Dreiseithofes                                                            | Oberstraße 10 (Karte)           | Kern 18. Jh.                      | beide Obergeschosse Sichtfachwerk, Holzkonstruktion erhalten, baugeschichtlich und ortsbildprägend von Bedeutung. Wohnstallhaus: Erdgeschoss massiv, später zwei Segmentbogenfenster eingefügt, Sandsteingewände, einfaches Türgewände mit Bezeichnung und gerader Verdachung, Obergeschoss in ursprünglicher Gliederung, Westseite verbrettert, Satteldach, nördliche Giebelseite mit Korbbogeneingang massiv, Auszugshaus: Erdgeschoss massiv, ein Eingang mit Korbbogen (Sandsteingewände), Obergeschoss in ursprünglicher Gliederung, originale Sprossung, westliche Seite massiv, Satteldach, Biberschwanz-Kronendeckung.                                                                               | 08964404 |
| Direkt Bild zu diesem Denkmal hochladen | Wohnstallhaus, Stallgebäude und Scheune eines in seiner Struktur erhaltenen Dreiseithofes                    | Oberstraße 12 (Karte)           | um 1850, Kern womöglich älter     | Wohnstallhaus und Stall im Obergeschoss Sichtfachwerk, Scheune mit Klinkerornament, baugeschichtlich von Bedeutung, ortsbild- und strukturprägend. Wohnstallhaus: Erdgeschoss massiv, Obergeschoss in ursprünglicher Gliederung, Giebel verbrettert, Satteldach, Fenster mit originaler Sprossung (größtenteils), Stall: Erdgeschoss massiv, Sandsteingewände, Obergeschoss in ursprünglicher Gliederung, nach Norden massiv ergänzt, Fenster mit originaler Sprossung, Satteldach, Scheune: massiv, zweigeschossig, Segmentbogenfenster und Segmentbogentore, Klinkerbogen sowie Klinkerbänder, auch über runden Lüftungsfenstern Klinkerbogen, Traufe mit Klinker-Würfelfries, Satteldach, alte Sprossung. | 08964403 |
| Direkt Bild zu diesem Denkmal hochladen | Stall (mit Kumthalle) und Scheune eines in seiner Struktur erhaltenen Dreiseithofes                          | Oberstraße 14a (Karte)          | bez. 1888                         | sozialgeschichtlich und wirtschaftsgeschichtlich von Bedeutung. Stall: zweigeschossig, massiv, zentrale dreibogige Kumthalle, Sandsteingewände, Putzgliederung durch Sanierung verloren, Satteldach, Scheune: massiv, zweigeschossig, Putzgliederung, Klinkerband in Traufzone, Satteldach, nach Brand in den 1930er Jahren erneuert. | 08964994 |
| Direkt Bild zu diesem Denkmal hochladen | Ehemalige Schule                                                                                             | Oberstraße 15 (Karte)           | Ende 19. Jh.                      | Putzbau mit Gurtgesimsen, ortshistorisch von Bedeutung. Zweigeschossig, abgefaste Sandsteingewände, Inschrift über dem Eingang: „Kommet her, Kinder, höret mir zu, ich will euch die Furcht des Herrn lehren“, eine Gaupe, Walmdach. | 08964402 |
|                                         | Gasthof mit zwei Hausbäumen                                                                                  | Oberstraße 26 (Karte)           | bez. 1846                         | Obergeschoss Sichtfachwerk, bildprägend, baugeschichtlich und ortsgeschichtlich von Bedeutung. Im ursprünglichen Aussehen nur zum Teil wiederhergestellt, Erdgeschoss massiv, Sandsteingewände, untypischer Vorbau, altes zweiflügeliges Türblatt, Obergeschoss mit K-Streben, Fenster mit Pseudosprossung, westliche Giebelseite massiv, im Osten nur Giebel mit Sichtfachwerk, Satteldach. | 08964401 |
| Direkt Bild zu diesem Denkmal hochladen | Wohnstallhaus, Scheune und Stall eines Vierseithofes, mit Torbogen                                           | Schmiedeweg 1 (Karte)           | 18. Jh.                           | baugeschichtlich und sozialgeschichtlich von Bedeutung, im ursprünglichen Aussehen weitgehend erhalten. Wohnstallhaus: Erdgeschoss massiv, Obergeschoss in ursprünglicher Gliederung, Giebelseite verbrettert, Satteldach. Scheune: Erdgeschoss massiv im unteren Teil, Satteldach. Stall: Erdgeschoss massiv, Obergeschoss in ursprünglicher Gliederung, Satteldach, Torbogen mit Schlussstein. | 08964395 |
| Weitere Bilder                          | Windmühle Kaufbach                                                                                           | Zur Windmühle 10 (Karte)        | 1842                              | Turmholländer – baugeschichtlich und technikgeschichtlich von Bedeutung. Ohne Flügel, Nachfolgebau einer Bockwindmühle, 1936 elektrifiziert, entkernt wahrscheinlich in den 1950er Jahren, Plansichter noch vorhanden (1940er Jahre?), Fa. Sächsische Mühlenbauindustrie und Maschinenbau Freital, Aspirateur und Walzstuhl – Fa. Grosse, Lohmen. | 08964385 |
| Direkt Bild zu diesem Denkmal hochladen | Wohnstallhaus und Seitengebäude eines ehemaligen Dreiseithofes                                               | Zur Windmühle 11 (Karte)        | 18. Jh.                           | Obergeschoss Fachwerk, beim Wohnstallhaus verputzt, Konstruktion weitgehend erhalten, baugeschichtlich und sozialgeschichtlich von Bedeutung. Wohnstallhaus: Erdgeschoss massiv, Obergeschoss Fenster in originaler Größe, Satteldach, Stall: Erdgeschoss massiv, zum Teil verändert, Obergeschoss Sichtfachwerk, zum Teil ausgemauert, Satteldach. | 08964398 |

## Kesselsdorf
| Bild | Bezeichnung                                                                                           | Lage                                    | Datierung                                                   | Beschreibung | ID       |
| ---- | --- | --------------------------------------- | ----------------------------------------------------------- | --- | -------- |
|      | Wohnhaus (Am Brunnen 2), daran rechtwinklig anschließend Wohnhaus (Straße des Friedens 31)            | Am Brunnen 2 (Karte)                    | um 1850                                                     | ländliches Wohngebäude, vermutlich Handwerkerhaus, beide Bauten Obergeschoss Fachwerk, straßenbildprägende Gestalt, baugeschichtlich und ortsgeschichtlich von Bedeutung. Erdgeschoss massiv, sehr verändert, aber Fachwerkteil intakt, eine Giebelseite massiv ersetzt. | 09277784 |
|      | Handschwengelpumpe                                                                                    | Am Brunnen 2 (gegenüber) (Karte)        |                                                             | Handschwengelpumpe – hölzerne Pumpe, kulturgeschichtlich von Bedeutung, gehörte zum Gemeindebrunnen. | 09277768 |
|      | Wohnstallhaus eines Dreiseithofes                                                                     | Christian-Klengel-Straße 2 (Karte)      | nach 1800                                                   | Obergeschoss Fachwerk, bildprägende Wirkung, baugeschichtlich von Bedeutung. Giebel verbrettert, Satteldach. | 09277751 |
|      | Diakonat                                                                                              | Christian-Klengel-Straße 15 (Karte)     | 2. Hälfte 19. Jh.                                           | Diakonat und Seitengebäude sowie zwei Torpfeiler und Handschwengelpumpe – ortshistorisch relevant im Kontext mit der Kirche, Fachwerkbauten, baugeschichtlich und ortsgeschichtlich von Bedeutung, hölzerne Pumpe von kulturgeschichtlicher Bedeutung.Diakonat: Erdgeschoss massiv, mit Öffnungsänderungen in der Mitte der Langseite, desgleichen Obergeschoss, ansonsten Konstruktion intakt, Krüppelwalmdach, Biberschwanzdeckung, Fledermausgaupen, zwei alte Blitzableiter, Seitengebäude eingeschossig mit Mansarddach. | 09277788 |
|      | Gemeindesaal                                                                                          | Christian-Klengel-Straße 17 (Karte)     | 1913 (Auskunft)                                             | Gemeindesaal (darin Orgelpositiv) und Diakonatsscheune – ortshistorischer Kontext, Orgelpositiv womöglich Vorgänger der Silbermannorgel in der Dresdner Frauenkirche. Gemeindesaal: eingeschossig, Sandsteingewände, Fledermausgaupen, Walmdach. | 09277752 |
|      | Pfarrhaus mit Pfarrgarten und Einfriedung                                                             | Christian-Klengel-Straße 19 (Karte)     | 1915                                                        | ortshistorischer Kontext, zweigeschossig, Sandsteingewände, Fledermausgaupen, Giebel verbrettert, Walmdach, weitgehend unverändert. Pfarrgarten mit Einfriedungsmauer aus Bruchsteinmauerwerk, Solitärbäume und Obstbäume. | 09277753 |
|      | St. Katharinenkirche Kesselsdorf                                                                      | Christian-Klengel-Straße 21 (Karte)     | 1562                                                        | Kirche mit Kirchhof, Einfriedung, Doppelgrabmal Familie Winkler und Handschwengelpumpe – im Kern mittelalterliche Chorturmkirche, barock überformt, baugeschichtlich, ortsgeschichtlich und ortsbildprägend von Bedeutung. Evangelische Pfarrkirche Kesselsdorf: Auf einer Anhöhe errichtete stattliche Chorturmkirche. Von dem mittelalterlichen Bau das spätgotische Westportal erhalten. Neubau von 1562, durch George Bähr 1723–1726 das Innere neu ausgebaut. An der Westseite 1878 eine Vorhalle mit offener Bogenstellung und seitlichem Treppentürmchen errichtet. Restaurierungen des Turms 1822, 1840 und 1983/84, 1946/47 (innen), 1959 (außen).                                                                                | 09277754 |
|      | Eulitzgut                                                                                             | Christian-Klengel-Straße 23 (Karte)     | 18. Jh.                                                     | Wohnstallhaus, zwei Seitengebäude und Scheune eines Vierseithofes – Wohnstallhaus Obergeschoss Fachwerk, ein Seitengebäude Fachwerk, strukturprägend, baugeschichtlich und ortsgeschichtlich von Bedeutung. Wohnstallhaus: Sandsteingewände, Eingang Korbbogen mit Schlussstein, dreigeschossiges Fachwerk-Wirtschaftsgebäude mit Dachreiter, massive Scheune bezeichnet 1911, Schleppgaupen, Walmdach. | 09277755 |
|      | Torbogen                                                                                              | Christian-Klengel-Straße 24 (Karte)     | 1. Hälfte 19. Jh.                                           | mit Schlussstein, baugeschichtlich und heimatgeschichtlich von Bedeutung, im Torbogen-Schlussstein Pferd. | 09277782 |
|      | Kursächsische Jagdsäule                                                                               | Oberhermsdorfer Straße (Karte)          | 18. Jh.                                                     | | 09277790 |
|      | Schulgebäude                                                                                          | Schulstraße 2 (Karte)                   | Tafel Giebelseite bez. 1878                                 | massiv, mit einigen dekorativen Details, ortsgeschichtlich bedeutend. Spruchtafel in der Fassade: „Dein Segen Herr stets über uns/walte/Dies Haus und unseren Ort erhalte/Schulhaus Kesselsdorf erbaut im Jahre 1878“, Putzgliederung, Bruchsteinsockel, Freitreppe, Erdgeschoss Segmentbogenfenster, flacher schmaler Mittelrisalit, im Obergeschoss mit Ecklisenen, Obergeschoss flacher, Sandstein-Fenstergewände, Satteldach, drei alte Blitzableiter, Giebel-Zwillingsfenster. | 09277756 |
|      | Wohnhaus in offener Bebauung                                                                          | Schulstraße 10 (Karte)                  | 1913                                                        | mit Einflüssen des Reformstils, baugeschichtliche Relevanz. Massiv, eingeschossig, Auslucht mit Balkon, Ecktürmchen, Treppenhausturm, Mansardwalmdach, errichtet durch den Besitzer des Gasthofs „Krone“. | 09277757 |
|      | Kriegerdenkmal Erster und Zweiter Weltkrieg                                                           | Straße des Friedens (Karte)             | nach 1945                                                   | ortshistorische Bedeutung. Eisernes Kreuz auf Stele, flankiert von zwei Relieffeldern (Soldat und Frau mit Kranz). | 09277785 |
|      | Denkmal zur Erinnerung an die Schlacht bei Kesselsdorf                                                | Straße des Friedens (Karte)             | 2. Hälfte 19. Jh.                                           | Stele mit Kartuschenrelief und Kanonenkugeln, Monument der Gedenkkultur, geschichtlich von Bedeutung. Inschrift: „Zur Erinnerung an die Schlacht bei Kesselsdorf 15. Dezember 1745“. | 09277786 |
|      | Wohnstallhaus und zwei Seitengebäude eines strukturprägenden Vierseithofes                            | Straße des Friedens 2 (Karte)           | 2. Hälfte 19. Jh.                                           | städtebauliche und baugeschichtliche Relevanz. Wohnstallhaus: zweigeschossiger massiver Putzbau mit Gewänden, Scheune desgleichen, Feldsteinbau zur Straße nur im Erdgeschoss noch vorhanden, zusätzliche Tafel an Scheune bezeichnet 1825, Scheune mit einigen Zierelementen. | 09277787 |
|      | Wohnstallhaus und Seitengebäude eines Dreiseithofes, mit Torbogen und Durchgang                       | Straße des Friedens 3 (Karte)           | vor 1800                                                    | repräsentative Hofanlage, beide Gebäude Fachwerk, bild- und strukturprägend, baugeschichtlich von Bedeutung. Torbogen und Durchgang mit Kämpfer, Wohnstallhaus: Fenster Obergeschoss zum großen Teil in originaler Größe, lediglich auf der Giebelseite vergrößert, Seitengebäude: intaktes Sichtfachwerk. | 09277758 |
|      | Klinker-Wohnhaus (mit einigem Dekor) und Nebengebäude                                                 | Straße des Friedens 4 (Karte)           | um 1900                                                     | baugeschichtlich relevant. Wohnhaus: massiv, zweigeschossig, Klinker, Frontispiz, Gurtgesims, Eckquaderung aus Sandstein, Sandsteingewände, Dachhäuschen, Satteldach. | 09277759 |
|      | Wohnstallhaus und zwei Seitengebäude eines Dreiseithofes, mit Torbogen                                | Straße des Friedens 6 (Karte)           | 1. Hälfte 19. Jh., Kern des Wohnstallhauses womöglich älter | ein Seitengebäude Fachwerk, u. a. baugeschichtlich von Bedeutung. Wohnstallhaus: zweigeschossiger massiver Putzbau, Sandstein-Fenstergewände, Wirtschaftsgebäude desgleichen, Südflügel Fachwerk. | 09277760 |
|      | Wohnstallhaus, Ausgedingehaus und Scheune eines Dreiseithofes                                         | Straße des Friedens 8 (Karte)           | 18. Jh. (östliches Wohnstallhaus)                           | beide Gebäude Fachwerk, u. a. baugeschichtlich von Bedeutung, Scheune massiv | 09277761 |
|      | Wohnhaus                                                                                              | Straße des Friedens 17 (Karte)          | um 1850, Kern womöglich älter                               | Obergeschoss und zum Teil Erdgeschoss Fachwerk, hochgradig im ursprünglichen Aussehen erhalten, straßenbildprägend und von baugeschichtlicher Bedeutung. alle Fenster weitgehend in originaler Größe und zum großen Teil sechsfeldrig gesprosst, hölzerner Türstock, W-Giebel massiv, zur O-Seite Krüppelwalm. | 09277763 |
|      | Gasthof (Nr. 23) und Nebengebäude (Nr. 21)                                                            | Straße des Friedens 21; 23 (Karte)      | Kern 18. Jh.                                                | vorwiegend ortshistorische Relevanz. Gasthof: zweigeschossiger massiver Putzbau, Feldsteinmauerwerk, mit Drempel, zum Teil alte Fenstergrößen mit sechsfeldriger Sprossung, Gurtgesimse, dominantes Walmdach, Nebengebäude zum Teil Fachwerk. | 09277764 |
|      | Wohnstallhaus und Seitengebäude (ehem. Brauerei) sowie drei weitere Seitengebäude eines Vierseithofes | Straße des Friedens 24 (Karte)          | ab 1. Hälfte 18. Jh.                                        | Wohnstallhaus Obergeschoss Fachwerk, das eine Seitengebäude ehemals Brauerei, womöglich einst Fachwerk, städtebauliche und ortsgeschichtliche Relevanz. zum Teil Feldstein-Stützmauern, Wohnstallhaus mit weitgehend originalen Fenstergrößen, Stallteil noch erkennbar, alle Fachwerk-Partien des Hofes verputzt, bis auf Giebelseite der ehemaligen Brauerei zur Straße hin, Mansarddach des Seitengebäudes mit Biberschwanz-Kronendeckung, beide Geschosse mit Sandstein-Fenstergewänden, Reste von Putzgliederung, Satteldach leicht geschweift. | 09277750 |
|      | Handschwengelpumpe                                                                                    | Straße des Friedens 25 (hinter) (Karte) | nach 1900                                                   | hölzerne Pumpe, kulturgeschichtlich von Bedeutung | 09277766 |
|      | Wohnstallhaus und Seitengebäude eines Vierseithofes                                                   | Straße des Friedens 32 (Karte)          | bez. **93, Kern 18. Jh.,                                    | beide Gebäude Obergeschoss Fachwerk, weitgehend unverändert erhalten, vermutlich Geburtshaus von Johann Christian Klengel (1751–1824), baugeschichtlich und ortsgeschichtlich von Bedeutung. Wohnstallhaus: Korbbogenportal mit Schlussstein, bezeichnet, Sandsteingewände. | 09277769 |
|      | Wohnhaus                                                                                              | Straße des Friedens 33 (Karte)          | 1782                                                        | Obergeschoss Fachwerk, zum Teil verbrettert, baugeschichtlich und ortsgeschichtlich bedeutend, erste Schule von Kesselsdorf. Korbbogenportal, altes Türblatt, Sandsteingewände, Fachwerk im N und W verbrettert, Krüppelwalmdach, Fenster erneuert. | 09277770 |
|      | Wohnhaus, massiv, eingeschossig                                                                       | Straße des Friedens 35 (Karte)          | lt. Auskunft 1795                                           | wahrscheinlich ehemaliges Einnehmerhaus, daher ortshistorisch von Interesse. Krüppelwalmdach mit Dachhäuschen. | 09277771 |
|      | Zwei Wohnstallhäuser und zwei Seitengebäude eines Vierseithofes                                       | Straße des Friedens 39; 41 (Karte)      | 18. Jh. oder älter (Wohnstallhaus traufseitig zur Straße)   | beide Wohnstallhäuser Obergeschoss Fachwerk, Gebäude mit erhaltener Konstruktion, Hof insgesamt für den Ort entscheidend strukturprägend, baugeschichtlich von Bedeutung. Älteres Wohnstallhaus: Erdgeschoss massiv, Türgewände, Stallteil klar erkennbar, Fenster Obergeschoss in originaler Größe, Pseudosprossung, Krüppelwalmdach, 2. Wohnstallhaus in beiden Geschossen weitgehend original erhalten (Fenstergrößen, Gewände, zum Teil Sprossung), massive Scheune feldseitig, zweites Seitengebäude nach Brand 1925 wieder aufgebaut. | 09277772 |
|      | Wohnstallhaus                                                                                         | Straße des Friedens 44 (Karte)          | 1. Hälfte 19. Jh.                                           | Obergeschoss und Giebel Fachwerk, Konstruktion und Aussehen weitgehend erhalten, straßenbildprägend, baugeschichtlich von Bedeutung. Erdgeschoss massiv, mit alten Türgewänden, ein altes Türblatt, Fenster Obergeschoss in originaler Größe, Krüppelwalmdach, neue Biberschwanzdeckung. | 09277773 |
|      | Wohnstallhaus (mit Anbau) und Seitengebäude eines Zweiseithofes                                       | Straße des Friedens 47 (Karte)          | bez. 1795, Kern womöglich älter                             | Wohnstallhaus Obergeschoss Fachwerk, mit womöglich noch älterem Anbau, massives Seitengebäude, baugeschichtliche und ortsgeschichtliche Bedeutung. Wohnstallhaus: Erdgeschoss massiv, Sandstein-Türgewände (Segmentbogen), Fenster Obergeschoss weitgehend in originaler Größe, Seitengebäude massiv, zweigeschossig, mit Drempel, beide Gebäude Krüppelwalmdach, das senkrecht zur Straße stehende Fachwerk-Gebäude wirkt wie „gedreht“, es ist an den älteren Baukörper (W) angebaut worden, die Obergeschoss-Wand zur Straßenseite ist auch massiv, im Dachbereich sieht man die „Naht“ zum älteren Walmdach, der ältere Teil (W) hat auch massive Decken und doppelt so dicke Erdgeschoss-Wände (70–80 cm), ist insgesamt aufwändiger. | 09277774 |
|      | Oberer Gasthof                                                                                        | Wilsdruffer Straße 1 (Karte)            | 1. Hälfte 19. Jh., Kern 18. Jh.                             | womöglich mit Resten von Fachwerk, baugeschichtlich und ortsgeschichtlich von Bedeutung. Krüppelwalmdach, Sandsteingewände. | 09277775 |

## Kleinopitz
| Bild                                    | Bezeichnung                                              | Lage                       | Datierung      | Beschreibung | ID       |
| --------------------------------------- | -------------------------------------------------------- | -------------------------- | -------------- | --- | -------- |
| Direkt Bild zu diesem Denkmal hochladen | Wohnstallhaus und Seitengebäude eines Dreiseithofes      | Freitaler Straße 7 (Karte) | vor 1750       | ältere Generation regionaltypischer Holzbauweise, baugeschichtlich von Bedeutung. Wohnstallhaus: zweigeschossig, Sandsteingewände, Giebel verbrettert, Frackdach, Wirtschaftsgebäude: zweigeschossig, Satteldach. | 09277776 |
| Direkt Bild zu diesem Denkmal hochladen | Wohnstallhaus und zwei Seitengebäude eines Dreiseithofes | Schulstraße 10 (Karte)     | bez. 1836      | Wohnstallhaus Fachwerk, Struktur erhalten, baugeschichtlich von Bedeutung. Straßenseite ausgemauert, gegen den Denkmalsinn, Tafel in Fassade: „mit Nachbar abgebrannt Sebtr. der Nacht II Uhr, 1835“ und „Gott und Mensch wieder aufgebaut 1836“. | 09277778 |
| Direkt Bild zu diesem Denkmal hochladen | Kellergewölbe des Rittergut-Nebengebäudes                | Zum Rittergut 1 (Karte)    | frühes 16. Jh. | vier Tonnen, drei spätgotische Türgewände, ortsgeschichtlich von Bedeutung. zwei analog zur Längsmittelachse des Gebäudes sich befindende und zwei quer dazu stehende Tonnengewölbe auf einer Fläche von ca. 22 × 13 m, SW Sandsteinquader, Sockel älter, die mittleren Tonnen Bruchsteinmauerwerk, die NO-Tonne mit Ziegeln im 19. Jahrhundert unterfangen, zwei rundbogige Natursteintürgewände, das Dritte in schlechtem Zustand. | 09279099 |

## Limbach
| Bild                                    | Bezeichnung | Lage                                     | Datierung                              | Beschreibung | ID       |
| --------------------------------------- | --- | ---------------------------------------- | -------------------------------------- | --- | -------- |
| Weitere Bilder                          | Sachgesamtheit Rittergut Limbach b. Wilsdruff mit Einzeldenkmalen: Renaissanceschloss, fünf Wirtschaftsgebäude und Einfahrt sowie Teich und Gutspark                                 | Am Rittergut 2; 3; 4; 5; 6; 7; 9 (Karte) | 1543-2. Hälfte 19. Jh.                 | Sachgesamtheit Rittergut Limbach b. Wilsdruff, mit folgenden Einzeldenkmalen: Renaissanceschloss (Nr. 9) mit Wendelstein und Sitznischenportal, fünf mächtige Wirtschaftsgebäude (Nr. 2/4, Nr. 3, Nr. 5, Nr. 6, Nr. 7) und torpfeilerartig gerahmte Einfahrt mit Wappen (Einzeldenkmale ID-Nr. 08964410) sowie Teich und Gutspark – Gutsanlage von baukünstlerischer, ortshistorischer und ortsbildprägender Bedeutung. Erschließung: Toreinfahrt mit Sandsteinpfeilern zwischen zwei Nebengebäuden im Osten Bodenrelief: terrassiertes Gelände im Süden des Schlosses, Auffahrt zur Scheune von Süden Wasser: Teich im Norden des Gutshofs Gehölze: Kastanie im Süden des Schlosses.                                                                                       | 09300450 |
| Weitere Bilder                          | Renaissanceschloss Limbach mit Wendelstein (Einzeldenkmale zu ID-Nr. 09300450) | Am Rittergut 2; 3; 4; 5; 6; 7; 9 (Karte) | 1543                                   | Einzeldenkmale der Sachgesamtheit Rittergut Limbach b. Wilsdruff: Renaissanceschloss mit Wendelstein und Sitznischenportal, fünf mächtige Wirtschaftsgebäude (davon eine Scheune), durch Torpfeiler gerahmte Einfahrt mit Wappen sowie Teich – Gutsanlage von baukünstlerischer, ortshistorischer und ortsbildprägender Bedeutung. | 08964410 |
| Direkt Bild zu diesem Denkmal hochladen | Scheune eines Dreiseithofes | Birkenhainer Straße 23 (Karte)           | um 1900                                | Fachwerk, baugeschichtlich von Bedeutung, von bildprägender Wirkung. Zweigeschossig, Fachwerk mit Diagonalstreben, Fenster mit Sprossung, Satteldach. | 08964408 |
| Direkt Bild zu diesem Denkmal hochladen | Vierseithof mit Wohnstallhaus, Auszugshaus, Stall mit dreibogiger Kumthalle, Scheune, Trog und kleinem Fußgängertor sowie Göpel (an der Hofpflasterung sichtbar) und zwei Hausbäumen | Birkenhainer Straße 48a; 48b (Karte)     | bez. 1865                              | in der Struktur erhalten, ortsbildprägend, baugeschichtliche Bedeutung. Wohnstallhaus: zweigeschossiger massiver Putzbau, Sandsteingewände, an der Tür profiliert, mit gerader Verdachung (Inschrift und Bezeichnung in Supraporte), an südlicher Giebelseite Fenster im Obergeschoss profiliert und mit gerader Verdachung, im Giebel drei Rundbogenfenster, Okulus, Satteldach, Gaupe mit Hebevorrichtung, zwei Blitzableiter, Stall: zweigeschossiger Putzbau, Risalit mit Kumthalle und Dreiecksgiebel, Sandsteingewände, Satteldach, drei Blitzableiter, Scheune: Fachwerk, verputzt, Tore mit Holztürstöcken, Satteldach, Auszugshaus: zweigeschossig, massiv, Putzbau, Sandsteingewände, Fenstersprossung, Satteldach, zwei Blitzableiter, alleeartiger Zufahrtsweg. | 08964413 |
| Direkt Bild zu diesem Denkmal hochladen | Wohnstallhaus | Birkenhainer Straße 58 (Karte)           | 1. H. 19. Jh.                          | Obergeschoss Sichtfachwerk, Ostseite mit Fachwerk-Erdgeschoss, baugeschichtliche Bedeutung. Erdgeschoss massiv, Obergeschoss Fenster in originaler Größe, Fenstersprossung, Krüppelwalmdach, eine Gaupe. | 08964414 |
| Weitere Bilder                          | Wegestein | Birkenhainer Straße 60 (bei) (Karte)     | 19. Jh.                                | verkehrshistorische Bedeutung, ca. 60 cm hoch | 08964998 |
|                                         | Sachgesamtheit Dorfkirche und Kirchhof Limbach mit Einzeldenkmalen: Kirche, Kriegerdenkmal und zwei Trauerbuchen (Gartendenkmal) sowie Kirchhof als Sachgesamtheitsteil              | Hauptstraße 28 (Karte)                   | 1778                                   | Sachgesamtheit Dorfkirche und Kirchhof Limbach mit folgenden Einzeldenkmalen: Kirche, Kriegerdenkmal Erster Weltkrieg mit Gedenktafel für Gefallene des Zweiten Weltkrieges und zwei flankierenden Trauerbuchen (Gartendenkmal) sowie Einfriedung und ein Grabmal (Einzeldenkmale ID-Nr. 08964405), außerdem der Kirchhof als Sachgesamtheitsteil – ortshistorische, baugeschichtliche und ortsbildprägende Relevanz. | 09303980 |
| Weitere Bilder                          | Dorfkirche Limbach, Kriegerdenkmal sowie Einfriedung und ein Grabmal (Einzeldenkmale zu ID-Nr. 09303980)                                                                             | Hauptstraße 28 (Karte)                   | 1778                                   | Einzeldenkmale der Sachgesamtheit Dorfkirche und Kirchhof Limbach: Kirche, Kriegerdenkmal Erster Weltkrieg mit Gedenktafel für Gefallene des Zweiten Weltkrieges sowie Einfriedung und ein Grabmal – ortshistorische und baugeschichtliche Relevanz. | 08964405 |
| Direkt Bild zu diesem Denkmal hochladen | Pfarrhof mit Pfarrhaus | Hauptstraße 30 (Karte)                   | 1680                                   | Pfarrhof mit Pfarrhaus, zwei Seitengebäuden und Pfarrgarten (Gartendenkmal) mit Einfriedung und zwei Torbäumen (zusammengewachsene Hainbuchen) – Pfarrhaus zum Teil in Fachwerk, bildprägende Wirkung, ortshistorische und baugeschichtliche Bedeutung. | 08964406 |
|                                         | Gasthof Erbgericht | Hauptstraße 40 (Karte)                   | Eingang bez. 1824                      | Gasthof mit noch einem Nebengebäude – bildprägend und strukturprägend, ortshistorisch von Interesse, ehemaliges Erbgericht. Gasthof: zweigeschossiger massiver Putzbau mit Mittelrisalit mit Dreiecksgiebel, zweiflügeliges altes Türblatt, Fenster zum Teil mit alter Sprossung, Mansarddach, Stallgebäude: im unteren Teil Feldstein, Sandsteingewände, Satteldach. | 08964411 |
| Direkt Bild zu diesem Denkmal hochladen | Vierseithof mit Wohnstallhaus und zwei Seitengebäuden (Ostseite nur in Teilen erhalten) sowie Torpfeiler                                                                             | Hauptstraße 42 (Karte)                   | bez. 1842                              | strukturprägend, baugeschichtliche Relevanz. Wohnstallhaus: zweigeschossiger Putzbau, Sandsteingewände, Gurtgesimse, Giebelgestaltung, Satteldach, Biberschwanzdeckung, Seitengebäude: zweigeschossig, massiv (zum Teil verändert), Giebelgestaltung mit Aufsatz, Satteldach, Wirtschaftsgebäude: Feldstein, Satteldach. | 08964417 |
| Direkt Bild zu diesem Denkmal hochladen | Wohnstallhaus und drei Seitengebäude eines Vierseithofes | Hauptstraße 44 (Karte)                   | 18. Jh.                                | Wohnstallhaus Obergeschoss Fachwerk verputzt, bild- und strukturprägend, baugeschichtliche Bedeutung. Erdgeschoss und Giebelseite massiv, Satteldach. | 08964416 |
| Direkt Bild zu diesem Denkmal hochladen | Wohnstallhaus und Seitengebäude mit einbogiger Kumthalle eines ehemaligen Vierseithofes                                                                                              | Hauptstraße 57 (Karte)                   | bez. 1860                              | noch baugeschichtliche Relevanz, Wohnstallhaus: Erdgeschoss massiv, Sandsteingewände, Obergeschoss zum Teil Fachwerk, verputzt, Fenster zum Teil mit alter Sprossung, Straßengiebel mit Palladiomotiv. Auszugshaus: zweigeschossig, massiv, Putzbau, außen Obergeschoss Fachwerk verputzt, Stallgebäude: zweigeschossig, einbogige Kumthalle, Sandsteingewände, Obergeschoss Fachwerk mit Diagonalstreben, Fenster mit originaler Sprossung, Satteldach, Fachwerkscheune: verputzt, Satteldach, zum Teil Biberschwanzdeckung, alte Dreschmaschine, alter Wagen. | 08964415 |
| Weitere Bilder                          | Schule und Nebengebäude | Zur Alten Schule 7 (Karte)               | 2. H. 19. Jh., bez. 1793 (im Türstock) | letzteres Fachwerk, baugeschichtlich und ortsgeschichtlich von Bedeutung. Schule: Putzbau über Hakengrundriss, spätklassizistische Putzgliederung an östlichem, giebelständigem Anbau, zweigeschossig, altes Korbbogenportal (Türblatt älter), Putzgliederung mit Nutung, Spiegeln und kannelierten Pilastern, Ornamentfeld an Ostflügel, Satteldach, eine Gaupe, rückwärtiger Risalit, zwei liegende Fenster, Nebengebäude: Fachwerk mit Diagonalstreben, alte Tore, Satteldach. | 08964407 |

## Mohorn
| Bild                                    | Bezeichnung | Lage                                 | Datierung                     | Beschreibung | ID       |
| --------------------------------------- | --- | ------------------------------------ | ----------------------------- | --- | -------- |
| Direkt Bild zu diesem Denkmal hochladen | OdF-Denkmal | (Karte)                              | nach 1945                     | Gedenkstein für die Opfer des Faschismus – Grab einer unbekannten KZ-Insassin, ortshistorisch von Interesse. Naturstein, mit Inschrift: „Hier wurde als Opfer nazistischen Rassenwahns im Febr. 1945 eine unbekannte KZlerin ermordet. Ihr Tod ist uns Mahnung und Verpflichtung.“ | 09278510 |
| Direkt Bild zu diesem Denkmal hochladen | Soldatengrab mit drei Holzkreuzen | (Karte)                              | nach 1945                     | ortshistorisch von Interesse. Inschrift: 6 Soldaten, gefallen 7. Mai 1945. | 09278506 |
|                                         | Wohnstallhaus, zwei Seitengebäude und Scheune sowie Stützmauer eines Vierseithofes                                                      | An der alten Silberstraße 2 (Karte)  | um 1830, Kern älter           | baugeschichtliche Bedeutung, bildprägend. Wohnstallhaus: Erdgeschoss massiv, profiliertes Sandsteingewände mit Korbbogen, Obergeschoss Sichtfachwerk (aufgebrettert), Halbmannfiguren, Krüppelwalmdach, liegende Dachfenster, 1. Nebengebäude: massiv, zweigeschossig, dreibogige Kumthalle, Sandsteingewände, Satteldach, Schieferdeckung, zwei alte Blitzableiter, 2. Nebengebäude: massiv, zweigeschossig, Klinkerornamente, Satteldach, Scheune: massiv, Klinkerornamente an der Traufe, Satteldach, Hocheinfahrt, Stützmauer: Pläner und Sandstein.                                                                                                  | 09278476 |
|                                         | Wohnstallhaus, Torhaus, Seitengebäude und Scheune sowie Sandsteintrog eines Vierseithofes                                               | An der Alten Silberstraße 6 (Karte)  | bez. 1855                     | alle Gebäude Obergeschoss mit Sichtfachwerk, bildprägend, u. a. baugeschichtliche Bedeutung. Wohnstallhaus: Erdgeschoss massiv, Sandsteingewände, Eingang mit profilierter Verdachung, Obergeschoss Sichtfachwerk, Konstruktion intakt, Satteldach, Stall: Erdgeschoss massiv, Obergeschoss Sichtfachwerk, verbretterte Drempelzone, Fenster mit alter Sprossung, Satteldach. Scheune: insgesamt Sichtfachwerk, Satteldach, Torhaus: Erdgeschoss massiv, Sandsteingewände, Eingänge mit Korbbogen, Schlussstein, Torbogen mit Schlussstein (darin Inschrift und Bezeichnung), Obergeschoss Sichtfachwerk, Fenster mit Sprossung, Brandgiebel, Satteldach. | 09278477 |
| Weitere Bilder                          | Wohnstallhaus eines Dreiseithofes | An der Alten Silberstraße 12 (Karte) | Mitte 19. Jh.                 | Obergeschoss Fachwerk, ehemals wohl Schäferei, baugeschichtliche Bedeutung. Erdgeschoss massiv, zum Teil Sandsteingewände, später hinzugefügter Vorbau, Obergeschoss zur Hofseite Sichtfachwerk mit Bergetür, Giebelseite verbrettert, Satteldach, Fachwerkkonstruktion weitgehend intakt. | 09278479 |
| Weitere Bilder                          | Schmalspurbahn Freital-Potschappel–Nossen: Lokschuppen Mohorn                                                                           | Bahnhofstraße 10 (Karte)             | 1898/1899                     | Ehem. Schmalspurbahn Freital-Potschappel-Nossen: Lokschuppen mit Wasserstandsanzeiger – eisenbahngeschichtliche und ortsgeschichtliche Bedeutung. Lokschuppen Mohorn, zweiständig: langgestreckter Ziegelbau, preußisches Fachwerk, am südlichen Giebel massiv gemauertes Erdgeschoss mit Segmentbogenfenstern, Fenstersturz aus gelben Klinkern, südliches Giebeldreieck verbrettert, originale mehrprossige Metallfenster, originale Holztore am Nordgiebel (Lokeinfahrt), darüber hölzerner Wasserstandsanzeiger (zeigte den Wasserstand des Wasserbehälters im Lokschuppen an), Stationsschild, flaches Satteldach mit Dachaufbau.                    | 09278492 |
|                                         | Häuslerhaus | Blumengasse 1 (Karte)                | bez. 1855                     | Fachwerkkonstruktion intakt, regionaltypisch, baugeschichtlich von Bedeutung. Erdgeschoss massiv, Sandsteingewände, Winterfenster, Obergeschoss zweiriegeliges Fachwerk, eine Giebelseite verputzt, neue Fenster mit Sprossung, Satteldach. | 09278483 |
|                                         | Wohnstallhaus eines Zweiseithofes | Freiberger Straße 4 (Karte)          | um 1870                       | regionaltypisch, u. a. baugeschichtliche Bedeutung. Erdgeschoss massiv, z. T. noch Sandsteingewände, profiliertes Türgewände, Giebelseite massiv, mit Putzgliederung und zwei Rundbogenfenstern, Längsseite mit Sichtfachwerk, Satteldach. | 09278480 |
|                                         | Häuslerhaus | Freiberger Straße 7 (Karte)          | bez. 1867                     | Obergeschoss Fachwerk, sozialgeschichtliche und baugeschichtliche Bedeutung. Erdgeschoss massiv, Eingang Sandsteingewände mit Segmentbogen und Schlussstein, Obergeschoss Fenster in originaler Größe, Giebelseite verbrettert, Satteldach. | 09278481 |
| Direkt Bild zu diesem Denkmal hochladen | Wohnstallhaus, Scheune und Seitengebäude eines Dreiseithofes                                                                            | Freiberger Straße 34 (Karte)         | um 1800                       | Fachwerk, strukturprägend, baugeschichtliche Bedeutung. Wohnstallhaus: Erdgeschoss massiv, Obergeschoss Hofseite Sichtfachwerk, Giebelseiten massiv, Satteldach, Schieferdeckung, Scheune: Erdgeschoss massiv, Obergeschoss Sichtfachwerk, Satteldach. Nebengebäude: Erdgeschoss massiv, Obergeschoss Sichtfachwerk, einriegelig, Bergetür, Fenster mit Sprossung, Satteldach, Schieferdeckung. | 09278561 |
|                                         | Spritzenhaus | Freiberger Straße 71 (neben) (Karte) | 1886, vermutlich schon 1798   | ortshistorische Bedeutung, kleiner Putzbau mit Krüppelwalmdach | 09278484 |
| Weitere Bilder                          | Stall, Scheune und Einfriedung eines Dreiseithofes, Toranlage sowie Stützmauer zur Straße                                               | Freiberger Straße 80 (Karte)         | bez. 1855                     | in seiner Struktur erhaltener Bauernhof, stark bildprägend. Stall: Erdgeschoss massiv, einbogige Kumthalle, Obergeschoss Sichtfachwerk, Fenster mit originaler Sprossung, Satteldach, Scheune: massiv, veränderte Tore, Obergeschoss Sichtfachwerk, Fenster mit Sprossung, flaches Satteldach. Einfriedung: Torbogen, Sandstein, mit Kämpfer und Schlussstein, Stützmauer im Vorgarten. | 09278562 |
|                                         | Wohnhaus | Freiberger Straße 83 (Karte)         | um 1870                       | historistisch, baugeschichtlich relevant. Zweigeschossig, massiv, Sandsteingewände, Ecken mit Putzquaderung, im Obergeschoss mit Kannelierung und Spiegeln, Gurtgesimse, Mittelrisalit mit gekoppeltem Fenster und gerader Verdachung, Okulus, an den Giebelseiten Rundbogenfenster, originaler hölzerner Eingangsvorbau mit Tür, Satteldach, | 09278488 |
|                                         | Rathaus | Freiberger Straße 88 (Karte)         | 1926                          | Putzbau mit zeittypischen Formen, ortshistorisch von Interesse. Rustizierter Natursteinsockel, geschweifter Giebel, großes Dachhaus, Satteldach, zweiflügelige Tür. | 09278489 |
|                                         | Wohnstallhaus, Seitengebäude und Scheune sowie weiteres Seitengebäude eines Vierseithofes                                               | Freiberger Straße 105; 105b (Karte)  | um 1850, Kern älter           | alle Gebäude mit Fachwerkobergeschoss, Hof in seiner Struktur erhalten, baugeschichtliche Bedeutung, entscheidend ortsbildprägend. Wohnstallhaus: Erdgeschoss massiv, Obergeschoss Fenster in originaler Größe, zweiriegeliges Fachwerk, Satteldach, eine Schleppgaupe. Stall: Erdgeschoss massiv, Obergeschoss Sichtfachwerk, Fenster mit originaler Sprossung, Satteldach, zwei Schleppgaupen, Scheune: z. T. Fachwerk, sonst massiv, flaches Satteldach. | 09278497 |
|                                         | Wohnstallhaus eines ehemaligen Vierseithofes                                                                                            | Freiberger Straße 116 (Karte)        | 2. Hälfte 18. Jh.             | Obergeschoss Fachwerk, trotz Veränderungen baugeschichtliche Bedeutung. | 09278498 |
| Direkt Bild zu diesem Denkmal hochladen | Mundloch | Nossener Straße (Karte)              | vmtl. 19. Jh.                 | bergbaugeschichtlich von Bedeutung. Stollnmundloch der gewerkschaftlich betriebenen Silbererzgrube Erzengel-Michael-Erbstolln zu Mohorn, westlich von Mohorn im Mohorner Pfarrholze gelegen. | 09278503 |
| Weitere Bilder                          | Sachgesamtheit Dorfkirche und Kirchhof Mohorn mit Einzeldenkmalen: Kirche, Einfriedung, Kriegerdenkmal sowie Kirchhof als Gartendenkmal | Nossener Straße (Karte)              | 1501/1920                     | Sachgesamtheit Dorfkirche und Kirchhof Mohorn mit und folgenden Einzeldenkmalen: Kirche, Einfriedung, Kriegerdenkmal für die Gefallenen des Ersten Weltkrieges und zwei Grabmale (beides ehemalige Pfarrer, um 1700) (Einzeldenkmale ID-Nr. 09278491), der Kirchhof ist Gartendenkmal – baugeschichtlich, ortsgeschichtlich und gartenkünstlerisch von Bedeutung. | 09304022 |
| Weitere Bilder                          | Dorfkirche Mohorn, Einfriedung, Kriegerdenkmal und zwei Grabmale (Einzeldenkmale zu ID-Nr. 09304022)                                    | Nossener Straße (Karte)              | 16. Jh. (Kirche)              | Einzeldenkmale der Sachgesamtheit Dorfkirche und Kirchhof Mohorn: Kirche, Einfriedung, Kriegerdenkmal für die Gefallenen des Ersten Weltkrieges und zwei Grabmale (beides ehemalige Pfarrer, um 1700) – baugeschichtlich, ortsgeschichtlich und gartenkünstlerisch von Bedeutung. | 09278491 |
| Weitere Bilder                          | Pfarrhof | Nossener Straße 4; 4a (Karte)        | bez. 1845                     | Wohnstallhaus und zwei Seitengebäude sowie Brunnen, Tor und Stützmauer eines Pfarrhofes, außerdem Garten – bau- und ortshistorisch relevant. Wohnstallhaus: zweigeschossig, massiv, Sandsteingewände, Türgewände profiliert, zwei alte zweiflügelige Türen, Schrifttafel, Walmdach, zwei Seitengebäude, eines mit Fachwerk, 2. H. 19. Jh. | 09278490 |
|                                         | Eisenbahner-Wohnhaus; Schmalspurbahn Freital-Potschappel–Nossen: Eisenbahnerwohnhaus                                                    | Nossener Straße 6 (Karte)            | 1898/1899                     | Ehem. Schmalspurbahn Freital-Potschappel–Nossen – eisenbahngeschichtlich, ortshistorisch und baugeschichtlich von Interesse. Zweigeschossiger roter Ziegelbau mit Gliederungen, Natursteinsockel, Drempel, Segmentbogenfenster mit gelb abgesetztem Bogen, Gurtgesims mit Deutschem Band, weiteres Gurtgesims aus gelben Klinkern zwischen Obergeschoss und Drempelgeschoss (hofseitig aufgrund teilweisen Mauerersatzes an Trauf- und Giebelfassade nicht mehr vorhanden), Ecklisenen und Giebelgesimse ebenfalls aus gelben Klinkern, flaches Satteldach, in der Gestaltung dem nahegelegenen Empfangsgebäude des Bahnhofs Mohorn entsprechend.         | 09278494 |
|                                         | Eisenbahner-Wohnhaus; Schmalspurbahn Freital-Potschappel–Nossen: Bahnhof Mohorn                                                         | Nossener Straße 7 (Karte)            | 1898/1899                     | Ehem. Schmalspurbahn Freital-Potschappel–Nossen – baugeschichtliche, ortshistorische und eisenbahngeschichtliche Bedeutung. Empfangsgebäude: zweigeschossiger roter Ziegelbau, Natursteinsockel, Drempel, Segmentbogenfenster, der Bogen mit gelben Klinkern abgesetzt, profiliertes Gurtgesims, Ecklisenen und Giebelgesims aus gelben Klinkern, Satteldach mit Gaupe (Typenbau, sächsische Einheitsbauart). | 09278495 |
| Weitere Bilder                          | Häuslerhaus | Schulberg 1 (Karte)                  | 2. Hälfte 19. Jh.             | Obergeschoss Fachwerk, regionaltypische Holzbauweise, baugeschichtlich von Bedeutung. Erdgeschoss massiv, Fenster in originaler Größe, Satteldach. | 09278487 |
|                                         | Wohnstallhaus und zwei Seitengebäude eines ehemaligen Vierseithofes                                                                     | Schulberg 4 (Karte)                  | bez. 1784                     | regionaltypische Holzbauweise, u. a. baugeschichtliche Bedeutung. Wohnstallhaus: Erdgeschoss massiv, Sandsteingewände mit Segmentbogen, ein Portal mit aufwendiger Profilierung, Obergeschoss Sichtfachwerk, aufgebrettert, Fenster in originaler Größe, Giebelseiten massiv, Satteldach, rückwärtig Flügel angebaut. 1. Seitengebäude: Erdgeschoss massiv, Sandsteingewände, Obergeschoss Sichtfachwerk, Fenster mit Sprossung, Satteldach. 2. Seitengebäude: massive Stallscheune mit Fachwerk-Seite zum Hof. | 09278486 |
| Direkt Bild zu diesem Denkmal hochladen | Wohnstallhaus und Seitengebäude eines ehemaligen Vierseithofes                                                                          | Schulberg 17 (Karte)                 | um 1850, Kern womöglich älter | beide Gebäude Obergeschoss Fachwerk, baugeschichtliche Bedeutung. Wohnstallhaus: Erdgeschoss massiv, weitgehend original, Gewände aber erneuert, Krüppelwalmdach, Stallscheune: desgleichen, Gebäude Fachwerk, sehr einfach, unsaniert, verbretterter Treppenaufgang. | 09278077 |
|                                         | Wohnstallhaus eines ehemaligen Dreiseithofes                                                                                            | Zur Ziegelei 2 (Karte)               | um 1870                       | Obergeschoss Sichtfachwerk, baugeschichtlich von Bedeutung und wichtiger Strukturbestandteil. Wohnstallhaus: Erdgeschoss massiv, Obergeschoss Sichtfachwerk, eine Giebelseite massiv, flaches Satteldach, Seitengebäude: massiv, mit Putzgliederung, Obergeschoss z. T. verbrettert, flaches Satteldach. | 09278500 |
|                                         | Wohnstallhaus (ehemals Schmiede) | Zur Ziegelei 5 (Karte)               | vor 1800                      | regionaltypische Holzbauweise, orts- und bauhistorisch relevant, wichtiger Strukturbestandteil. Erdgeschoss massiv, Obergeschoss Sichtfachwerk, Fenster in originaler Größe, rückwärtig Anbau mit Fachwerk und Biberschwanzdeckung, westliche Giebelseite massiv, Sandsteingewände, Satteldach. | 09278499 |
| Direkt Bild zu diesem Denkmal hochladen | Wohnstallhaus | Zur Ziegelei 15 (Karte)              | 18. Jh.                       | Obergeschoss Fachwerk, besondere Formen, baugeschichtliche Bedeutung. Wohnstallhaus: Erdgeschoss massiv, verändert, Obergeschoss Fenster weitgehend in originaler Größe, Satteldach, Fachwerk K-Streben und Stehender Mann. | 09278501 |
|                                         | Seitengebäude und Scheune eines Vierseithofes                                                                                           | Zur Ziegelei 20 (bei) (Karte)        | um 1900                       | beide Gebäude Fachwerk, u. a. baugeschichtliche Bedeutung. Seitengebäude: Erdgeschoss massiv, alte Holztore, Fenstern mit Sprossung, Satteldach, Scheune ohne Anbau. | 09278502 |

## Oberhermsdorf
| Bild                                    | Bezeichnung                                              | Lage                   | Datierung             | Beschreibung | ID       |
| --------------------------------------- | -------------------------------------------------------- | ---------------------- | --------------------- | --- | -------- |
| Direkt Bild zu diesem Denkmal hochladen | Pumpstation                                              | (Karte)                | bez. 1899             | technisches Denkmal, quadratischer Grundriss, 2×2 m, Putzgliederung, Tafel: „Erbaut durch Ingenieur Rotter, Wasserwerke Oberhermsdorf“. | 09277791 |
| Weitere Bilder                          | Kriegerdenkmal für die Gefallenen des Ersten Weltkrieges | (Karte)                | 1920 (Kriegerdenkmal) | ortsgeschichtlich von Bedeutung. Eckgequaderte Stele auf Sockel, bekrönt mit Helm, Denkmal Erster Weltkrieg flankiert von zwei Tafeln (Zweiter Weltkrieg).                                                                                              | 09299739 |
| Direkt Bild zu diesem Denkmal hochladen | Wegestein                                                | Hauptstraße (Karte)    | 19. Jh.               | verkehrsgeschichtlich von Bedeutung | 09303883 |
| Direkt Bild zu diesem Denkmal hochladen | Wohnstallhaus eines Dreiseithofes                        | Hauptstraße 11 (Karte) | um 1860               | mit erhaltenem Ornament, baugeschichtliche Bedeutung. Giebel-Zwillingsfenster, Sandstein-Fenstergewände, verkröpftes Traufgesims, Reste von Fensterbekrönungen, Biberschwanzdeckung.                                                                    | 09277780 |
| Direkt Bild zu diesem Denkmal hochladen | Scheune und Seitengebäude eines Vierseithofes            | Nordstraße 16 (Karte)  | 1. Hälfte 19. Jh.     | letzteres in Fachwerk, baugeschichtliche und wirtschaftsgeschichtliche Bedeutung. Massive Scheune bezeichnet 1875, Wirtschaftsgebäude: Obergeschoss Fachwerk, hochgradig ursprünglich erhalten (originale Fenstergrößen, zum Teil erhaltene Sprossung). | 09277781 |

## Ehemalige Kulturdenkmäler

### Ehemalige Kulturdenkmäler (Herzogswalde)
| Bild                                    | Bezeichnung                                                  | Lage                  | Datierung                       | Beschreibung | ID       |
| --------------------------------------- | ------------------------------------------------------------ | --------------------- | ------------------------------- | --- | -------- |
| Direkt Bild zu diesem Denkmal hochladen | Wohnstallhaus, Seitengebäude und Scheune eines Dreiseithofes | Dorfstraße 14 (Karte) | 1. Hälfte 19. Jh., Kern 18. Jh. | bildprägend und baugeschichtliche Bedeutung. Wohnstallhaus: Erdgeschoss massiv, Eingang mit Korbbogen und Schlussstein, Obergeschoss Fachwerk verputzt, Giebel verbrettert, flaches Satteldach (später aufgesetzt), Scheune: z. T. im Erdgeschoss Fachwerk, flaches Satteldach, Schieferdeckung, Seitengebäude: Erdgeschoss massiv, Obergeschoss Fachwerk, Fenster mit alter Sprossung, Giebelseite verbrettert, Satteldach, Schieferdeckung. | 09278522 |

### Ehemalige Kulturdenkmäler (Mohorn)
| Bild                                    | Bezeichnung                    | Lage                         | Datierung | Beschreibung | ID       |
| --------------------------------------- | ------------------------------ | ---------------------------- | --------- | --- | -------- |
| Direkt Bild zu diesem Denkmal hochladen | Ausgedinge eines Dreiseithofes | Freiberger Straße 15 (Karte) | bez. 1856 | u. a. baugeschichtliche Bedeutung. Wohnstallhaus: Erdgeschoss massiv, Sandsteingewände, Eingang mit Segmentbogen und Schlussstein, alte zweiflügelige Tür, Obergeschoss in ursprünglicher Konstruktion, Fenster mit Sprossung, Krüppelwalmdach, Biberschwanzdeckung. Stall: Erdgeschoss massiv, Sandsteingewände, alte zweiflügelige Tür, Obergeschoss in ursprünglicher Konstruktion, Fenster mit Sprossung, in der Mitte Brandmauer, Drempel, Satteldach, Schieferdeckung, Scheune: Fachwerk, Satteldach. | 09278482 |
|                                         | Ehem. Feuerwehr                | Steinsgasse 5 (Karte)        |           | Ehem. Feuerwehr mit Schlauchturm |          |

## Ausführliche Denkmaltexte
1. ↑  Jacobikirche Wilsdruff

Kirchhof: Geschichte:1917 Anlage eines Ehrenfriedhofs im Gedenken an die im Ersten Weltkrieg Gefallenen, Steintafel im zugesetzten Westportal der Kirche mit Aufschrift: „Zum Gedächtnis ihrer unvergessenen Söhne welche im Weltkriege ihr Leben opferten. Kein Bangen – Fragen – trotz Pein und Not. Voll Mut ohne Klagen getreu bis in den Tod. Die Kirchgemeinde“, aus dem Zweiten Weltkrieg stammende Ehrengräber, 1984 wurde Friedhof geschlossen, seit dem 24. Juni 2005 ist die Kirche die 30. ökumenische Autobahnkirche. Leichenhalle: an der Westgrenze.

Einfriedung: im Westen (vom Tor in der NW-Ecke bis zur Leichenhalle) Stützmauer aus Bruchsteinmauerwerk ohne Abdeckung, im Süden (von der Leichenhalle bis zur SO-Ecke) schmiedeeiserner Zaun, Mauer mit Grabmalen, Reste einer Hainbuchenhecke, im Osten hohe Mauer aus Bruchsteinmauerwerk, im Norden Mauer aus Bruchsteinmauerwerk.

Erschließung: Zufahrtsstraße vom Norden bis zum Tor an der NW-Ecke des Kirchhofs (neues Granitsteinpflaster führt bis in den Kirchhof), Weg parallel zur westlichen, südlichen und östlichen Grenze, Weg um die Kirche führend, Weg (z. Z. Wiederherstellung) um ein Rasenoval (z. Z. Wiederherstellung) im Westen der Kirche, Weg von einem Durchgang in der Nordmauer bis zur Kirche.

Gehölze: an der Westgrenze Reste einer im Bogen geführten Allee (fünf gestutzte Pyramideneichen in der äußeren Reihe, drei Pyramideneichen in der inneren Reihe), an der Südgrenze Reste einer Hainbuchenhecke, in der SO-Ecke eine Linde, an der Ostgrenze zwei weitere Linden, eine Esche im SO des Kirchhofs, an der nördlichen Mauer drei Linden und Reste einer Hainbuchenhecke, an NW-Ecke der Kirche eine Roteiche (an SW-Ecke eine Roteiche kürzlich gefällt), Gräber beidseitig des Weges an der Ostgrenze mit Lebensbaumhecken eingefasst, des Weiteren eine Traueresche, vier Hainbuchen und Koniferen, Abdeckung der Gräber größtenteils mit Efeu.

Kriegerdenkmal: Steinplatte an Stelle des Westportals der Kirche, mit Schwert und Inschrift, darüber Balkon, an der Balustrade Relief mit zwei Soldaten, Eisernes Kreuz, Inschrift: „Dank und Ehre/ Zum Gedächtnis ihrer unvergessenen Söhne, welche im Weltkriege ihr Leben opferten/ Kein banges Fragen trotz Pein und Not, voll Mut ohne Klagen getreu bis in den Tod/ Die Kirchgemeinde“, vor dem Westgiebel annähernd kreisförmige Fläche mit Ringweg, an der Westgrenze des Kirchhofs Baumreihe (Pyramideneichen), an der NW-Ecke der Kirche Solitärbaum (eine von ursprünglich zwei Roteichen).
2. ↑  Evangelische Jacobikirche (Begräbniskapelle): Bedeutende Saalkirche von 1140/50, eine der größten sächsischen Anlagen dieser Art (Urbanskirche, Nikolaikirche und Martinskapelle in Meißen). Einheitlich romanischer Bau, nach Brand von 1574 geringfügig verändert, turmähnlicher Dachreiter über dem Saal von 1591. Restaurierungen 1907 und 1952–1960 (außen), 1981–1985 (Grabungen), 1985 (Freilegung und Sicherung der Wandmalereien in der Apsis).

Bruchsteinbau mit Eckquadermauerwerk, bestehend aus Saal, Chorquadrat und Apsis, die einzelnen Baukörper deutlich in der Höhe voneinander abgesetzt. Saal und Chor mit steilem Satteldach, über der Apsis abgewalmt. Rundbogige Portale im Norden und Süden des Saales erhalten, ebenso die kleinen urspr. Rundbogenfenster der Apsis und der Nordseite. An der Südseite spitzbogige Fenster von 1584, diese 1980 dem romanischen Stil angepasst. Romanischer Eckstein mit zwei Tieren an der Nordseite des Westgiebels.

Im Innern ein von vier Holzpfeilerreihen gestützter Dachstuhl. Eingezogener Triumphbogen zu dem etwas erhöht liegenden flachgedeckten Chor mit Apsis. In dieser Wandmalerei mit Pantokratorbild, um 1200. Im Chor an der Nordseite Patronatsloge mit bäuerlicher Malerei, 16. Jh. – Romanische Mensa, (das Sandsteinretabel von 1584 heute in der Evangelische Pfarrkirche in Mulda, Kr. Freiberg). Schlichte kelchförmige Sandsteintaufe, 18. Jh. (1896 aus dem Vorgängerbau der Nicolaikirche übernommen). Aufwendiges Grabdenkmal, Sandstein, für Hans von Schönberg († 1566), zeigt einen knienden Ritter betend vor einem Kreuz in einer Landschaft, figürlicher Grabstein des Pfarrers Cristoph Glaser († 1597) (Dehio Sachsen I, 1996).

Kirche: romanische Dorfkirche mit Saal, eingezogenem Chor und Apsis, der Dachreiter stammt von 1591, im Inneren (Chorbereich) zwei Epitaphien 16. Jh.

Kriegerdenkmal: Steinplatte an Stelle des Westportals der Kirche, mit Schwert und Inschrift, darüber Balkon, an der Balustrade Relief mit zwei Soldaten, Eisernes Kreuz, Inschrift: „Dank und Ehre/ Zum Gedächtnis ihrer unvergessenen Söhne, welche im Weltkriege ihr Leben opferten/ Kein banges Fragen trotz Pein und Not, voll Mut ohne Klagen getreu bis in den Tod/ Die Kirchgemeinde“.
3. 1 2  Eine der letzten vollständig erhaltenen Sendeanlagen aus den 1950er Jahren in Deutschland, einzige derartige Anlage in Sachsen, demzufolge auch von singulärer Bedeutung. Die Baulichkeiten als frühe Zeugnisse der DDR-Architektur auf Grund ihrer gestalterischen Qualität und Ursprünglichkeit von baukünstlerischer Bedeutung. Zur Parkanlage (Sachgesamtheitsteil, Gartendenkmal) gehören Pflasterflächen, Wegeabgrenzungen, die umlaufende, westlich des Sendemastes im spitzen Winkel zulaufende, doppelte Baumreihe um die Sendetechnik sowie Gehölze als Flurstücksbegrenzung.
4. ↑  Denkmaltext: Sachgesamtheit Funkamt (ehem.), Sender Wilsdruff: drei Wohnhäuser mit Werkswohnungen (1953), Einfriedung, Torhaus (Haus U), Verwaltungsgebäude mit Speise- und Veranstaltungssaal (Haus B, bezeichnet 1954) sowie Interieur, männliche Plastik, Stützmauern, Garagengebäude, weiteres Nebengebäude, Pförtnerhaus, Sendergebäude (Haus A) mit Interieur und rückwärtigem Anbau über Eck, Maschinenhaus (Haus C) mit rückwärtigem Anbau und Kühlturm, Lüftungsbauwerk mit älterem Kern, drei Antennenhäuser, Reusenantenne, Werkstatt- und Bürogebäude, Sendemast (154 m hoch) mit Fußgebäude, drei Wachtürme und Schutzzone für das Technikgelände, die original erhaltene Sendetechnik mit Versorgungsanlagen, originales Interieur in Haus A und Haus B: Wandbild (im Speisesaal), Innentüren, Wand- und Deckenleuchten, Wanduhren, Parkettböden, Treppengeländer, mit umgebender Parkanlage (Gartendenkmal), Pflasterflächen, Wegeabgrenzungen, die umlaufende, westlich des Sendemastes im spitzen Winkel zulaufende, doppelte Baumreihe um die Sendetechnik sowie Gehölze als Flurstücksbegrenzung, technikgeschichtlich und auch gartengestalterisch bedeutsames Objekt (LfD/2012).

Einzeldenkmale:
1. drei Wohnhäuser mit Werkswohnungen (1953) außerhalb des Sendergeländes
2. Einfriedung entlang der Zufahrtstraße an den Werkswohnungen
3. Haus U – Torhaus
4. Haus B – Verwaltungsgebäude mit Speise- und Veranstaltungssaal sowie Interieur
5. männliche Plastik
6. Stützmauern zwischen Haus U und Haus B
7. Garagengebäude (südlich von Haus B)
8. weiteres Nebengebäude
9. Pförtnerhäuschen westlich (mittig) von Haus U und Haus B
10. Haus A – Sendegebäude mit Interieur (Erläuterungen siehe unten) und rückwärtiger Anbau über Eck (auch rückwärtig von Haus C), in welchem die Transformatoren stehen
11. Haus C – Maschinenhaus mit rückwärtigem Anbau
12. Lüftungsbauwerk mit älterem Kern
13. Antennenhaus 1 (südlich von Haus A / C)
14. Antennenhaus 2 (Reusenhaus, westlich vom Haus A)
15. Antennenhaus 3 (im SO des Sendemastes)
16. Reusenantenne (verläuft vom Antennenhaus 2 nach Westen zum Sendemast)
17. Werkstatt- und Bürogebäude
18. Sendemast (154 m hoch) mit Fußgebäude
19. drei Wachtürme und Schutzzone für das Technikgelände
20. zum Sendergebäude im Haus A und Haus C gehörige original erhaltene Sendetechnik mit Versorgungsanlagen, darunter zwei Schiffsdiesel als Notstromversorgung vom VEB Maschinenbau Halberstadt von 1954 im Hallenbau von Haus A
21. im Haus B und Haus A vorhandenes originales Interieur: Wandbild (im Saal Haus B), Innentüren, Wand- und Deckenleuchten, Wanduhren, Wandverkleidung, Parkettböden, Treppengeländer.
5. ↑  Dampfmaschine der Maschinenfabrik Vogel und Schlegel, Dresden-Plauen mit automatischer Schmierung, Riemenscheibe mit Rundriemen (Hanfseile), Transmission noch vorhanden, Generator der Fa. Elbtalwerk Heidenau (30 kVA), ca. 1940er Jahre, Fabrikgebäude: entlang des Saubaches, älteres Gebäude mit Segmentbogenfenstern, Putzgliederung zwischen den Geschossen, getrepptes Hauptgesims, Firmenbeschriftung auf Putzspiegel (nur teilweise lesbar), angebautes Gebäude: dreigeschossiger Putzbau, hochgezogene Mitte (eine Achse), Fenster mit Klinkersegmentbogen, Putzgliederung (Geschossbänder), flaches Satteldach, Zierklinker an der gesamten Traufzone und Giebeleinfassung, Aufzugsturm.
6. ↑  Friedhof Wilsdruff – Grabmale:
1) Familiengrab Spingsklee, Tabernakel mit Christusfigur, 1900 oder davor, Rudolf S. 1852–1900.
2) Familiengrab Güldner, Tabernakel mit korinthischen Säulen, kreuzbekrönt, Franz Otto Güldner, Baumeister in Berlin, 1856–1901.
3) Familiengrab Bretschneider, dorische Tempelfront mit undorischen Kapitellen, Architravinschrift „Das ewige Licht...“, Rückwand mit Schrifttafeln, mittig „Joh. Richard Bruno B.“ mit Wappen der Stadt Wilsdruff, gestiftet von derselben, um 1915.
4) Familiengrab Kost, schwarzer polierter Granit, Architrav mit Jugendstilornament, zeitgen. Typografie, um 1910, Clemens Rudolf Kost 1875–1910, Ida Alma Kost 1877–1938.
5) Familiengrab Kost, Rückwand schwarzer polierter Granit, Bekrönung mit Blumenschale, „O Jesu Christ, mein’s Lebens Licht/mein Hort, mein Trost, mein Zuversicht“, Ludwig Arthur Kost 1878–1961, Alma Martha Kost 1880–1962.
6) Familiengrab Frühauf, mit expressionistischer Bekrönung, um 1930, August Frühauf, Brauereibesitzer 1857–1930, Alfred Frühauf.
7. ↑  Evangelische Nicolaikirche. Urkundlich erstmals 1259 erwähnt, 1346 Sitz eines Erzpriesters des Meißner Bistums, 1447 abgebrannt, danach Wiederaufbau, 1572 vergrößert, 1686 erneut abgebrannt und 1693 Wiederaufbau. Unter Verwendung einiger Bauplastik der alten Kirche 1896–1898 vollständiger Neubau von durch Woldemar Kandler. Restaurierungen 1948, 1960 (innen und außen) und 1973 (Kirchturm).

Kreuzförmige Hallenkirche mit polygonalem Chor. Bruchsteinbau im neugotischen Stil mit steilem Satteldach und vorgelagertem Westturm mit hohem spitzem Helm. Der gesamte Bau mit Rochlitzer Sandsteingliederungen. Die monumentale Westfassade mit seitlich dem quadratischen Turm zugeordneten Treppentürmen an ein Westwerk erinnernd. Reich profiliertes Gewände am spitzbogigen Portal, darüber Wimperg mit Reliefbüste. Seitlich vom Portal an den Strebepfeilern in Nischen zwei Erzengel aus Sandstein. Das angedeutete Querhaus mit steilen Giebeln, der Chor mit drei niedrigen polygonalen Anbauten. Am südlichen Langhaus Renaissanceportal mit spätromanischen Kapitellen.
Im Innern dreischiffig, durch das kurze Querhaus eine zentrierende Wirkung erreicht. Netzgewölbe über achtseitigen Pfeilern. Die eingeschossige dreiseitige Empore in die Seitenschiffe eingebunden, diese vom Hauptschiff durch flache Arkaden getrennt, die im Chor zum Teil als Blendarkatur weitergeführt ist. Die Sakristei an der Südseite, die Taufkapelle an der Nordseite. Im Innern der Turmvorhalle spätromanisches Portal vom frühmittelalterlichen Bau erhalten.

Ausstattung: Aufwendiges Ädikularetabel aus Sandstein, zum Teil in Gold gefasst, 1631 (bezeichnet) von Caspar Klöpl aus Pirna, über der Gruft des Kaspar Rudolf von Schönberg von seinem Bruder Hans Heinrich von Schönberg. In der Predella Relief mit Abendmahl, darüber rundbogiges Hauptrelief mit der Darstellung Christus in Gethsemane. Seitlich Anschwünge aus Knorpelwerk, kragsteinähnlich zu Postamenten für die Stifterfiguren auslaufend. Über dem Hauptgesims ein ornamental-figuraler Auszug mit der Opferung Isaaks, seitlich die Figuren Caritas und Fides, als Abschluss Spes. – Barocke fünfseitige Kanzel aus Holz, weiß und gold gefasst, ornamentale Arbeit mit geschnitzten Figuren der Evangelisten und Christus mit der Weltkugel. Der Schalldeckel mit reichem Ornament und geschnitztem Engel. – Jehmlich-Orgel (1969/70). – Reiches barockes Epitaph aus Sandstein und Holz für Hans Dietrich von Schönberg († 1726) und seine Gemahlin († 1731). Auf einem sarkophagartigen Unterbau mit Rankenwerk und Wappen derer von Schönberg und Pflugk, gestützt von einem Kragstein mit Chronoskopf und Vanitassymbolen, geschweifte Inschrifttafel mit abschließender Gloriole. Seitlich der Tafel zwei auf Voluten in höfischer Haltung stehende weibliche Allegorien mit Buch und Lamm. – In der Sakristei neugotische Ausstattung (Dehio Sachsen I, 1996).
8. ↑  Kath. Pfarrkirche Wilsdruff – Denkmaltext: Die 1955/56 entstandene kleine Kirche für katholische Flüchtlinge ist in ihrer Bescheidenheit (Katharsis) ein typischer Nachkriegsbau, wie er gelegentlich auch andernorts in Sachsen zu finden ist, aber längst nicht in dem Ausmaß wie etwa rheinische Kirchen der 1950er Jahre. Der einfache turmlose Putzbau – eine Saalkirche mit Satteldach – zitiert in (T-) Grund- und Aufriss frühchristliche Kirchen (z. B. Kubatur, Rundbogenfenster), weist aber auch Anleihen aus der Romanik auf wie etwa das Tympanon über dem Eingang, in dem Christus mit seiner Herde zu sehen ist. Bemerkenswert sind die Farbglasfenster von Rudolf Teufel, zu erwähnen im Innern sind ebenfalls die Christusfigur von Hildegard Henrichs und die Marienstatue von Friedrich Press, letztere erworben nach 1960 (LFD/2012).
9. ↑  Denkmaltext: Kopie einer Kursächsischen Distanzsäule bezeichnet 1731, aus Sandstein, an dominanter Stelle auf dem Marktplatz aufgestellt, in der typischen Form (mit Entfernungsangaben beschrifteter) Obelisk auf Sockel, mit je zwei polnischen und Kurwappen sowie „AR“-Monogramm und Posthornzeichen, 1864 restauriert und nach Niederreinsberg umgesetzt, 1937 nach Wilsdruff (Bahnhofstraße/Ecke Scheunenstraße) umgesetzt, 1969–1971 erfolgte eine Nachbildung mit dem Originalwappenstück und die Umsetzung der Säule an die Ecke Nossener Str. / Gezinge. Heute befindet sie sich wieder am originalen Standort auf dem Markt.
10. 1 2  Im Jahre 1722 begann man im Kurfürstentum Sachsen mit der Aufstellung der Kursächsischen Postmeilensäulen. Kurfürst Friedrich August I. wollte hierdurch ein zeitgemäßes Verkehrs- und Transportleitsystem im Kurfürstentum aufbauen, um Handel und Wirtschaft zu fördern. Er beauftragte mit Generalvollmacht Magister Adam Friedrich Zürner (1679–1742) mit der Durchführung. Das System der Postmeilensäulen umfasste Distanzsäulen, Viertelmeilensteine, Halb- und Ganzmeilensäulen. Die Distanzsäulen sollten in den Städten vor den Stadttoren, später nur auf den Marktplätzen aufgestellt werden. Entlang der Poststraßen wurden Viertelmeilensteine, Halb- und Ganzmeilensäulen aufgestellt. Sie erhielten eine fortlaufende Nummerierung (Reihennummer), beginnend vom Anfang der Vermessung. Die Ganzmeilensäulen wurden außerhalb der Städte an den Poststraßen im Abstand von 1 Meile (= 9,062 km) aufgestellt. Die Distanzsäulen waren mit dem Monogramm „AR“ für „Augustus Rex“, dem kursächsisch und polnisch-litauischen Doppelwappen sowie der polnischen Königskrone gekennzeichnet. Die Ganzmeilen-, Halbmeilensäulen und Viertelmeilensteine waren alle ähnlich beschriftet, alle trugen kein Wappen, aber das Monogramm „AR“. Die Entfernungsangaben erfolgten in Wegestunden (1 Stunde= ½ Postmeile = 4,531 km). Dieses Meilensystem war das erste europäische Verkehrsleitsystem. Der hier betrachteten Säule kommt als Teil des überregional bedeutenden Postwegesystems eine hohe verkehrsgeschichtliche Bedeutung zu (LfD/2013).
11. ↑  Ehem. Eisenbahnbrücke über das Saubachtal (Gewässer: Wilde Sau, auch Saubach), in der nördlichen Bahnhofsausfahrt des Wilsdruffer Bahnhofs, überführte die Gleise zweier sächsischer Schmalspur-Eisenbahnstrecken: Freital-Potschappel–Nossen (Streckenkürzel PNo) sowie Wilsdruff–Gärtitz (sog. Rübenbahn, Streckenkürzel WG), Streckenkilometer 11,034 (PNo-Strecke) bzw. 0,139 (WG-Strecke), beide Strecken trennten sich wenige hundert Meter weiter an der Gabelstelle Saubachtal, Brücke erbaut 1954, ersetzte ein 1899 von der Dortmunder Fa. August Klönne errichtetes Vorgängerbauwerk, Konstruktion: eingleisige Steinbogenbrücke mit vier Öffnungen über Fließgewässer und Flussaue mit angeschlossener Balkenbrücke über die Parkstraße (stählerne Überbauten der letzteren nicht mehr erhalten), Bogenöffnungen in der Form eines überhöhten Bogens, aus Granitquadern, Kämpfer aus Beton, an den Stützpfeilern breite Lisenen, Fahrbahnwanne aus Beton mit scharriertem Abschlussgesims, Eisengeländer, Länge 58,90 m, Höhe 10,5 m, Breite 2,0 m.

Eisenbahnstrecke Freital-Potschappel–Nossen (Streckenkürzel PNo) – Sächsische Schmalspurbahn, Streckenverlauf: von Freital-Potschappel über Kesselsdorf, Wilsdruff, Mohorn nach Nossen, Streckenabschnitt von Freital-Potschappel bis Wilsdruff 1886 eröffnet (Nutzung der bereits seit 1856 bestehenden Niederhermsdorfer Kohlezweigbahn zwischen Potschappel und Niederhermsdorf, hierzu Regelspurgleise um drittes Gleis in Schmalspurweite ergänzt = Dreischienengleis), zweiter Streckenabschnitt bis Nossen 1899 eröffnet, Errichtung aller Kunstbauten durch Dortmunder Fa. August Klönne vergeben, u. a.  das erste Saubachtalviadukt, 1972/1973 stillgelegt, ab 1974 schrittweiser Rückbau, heute Trasse ehem. zum Teil als Wanderweg nachgenutzt, zum Teil aber auch komplett abgetragen und nicht mehr im Gelände erkennbar.

Eisenbahnstrecke Wilsdruff–Gärtitz (Streckenkürzel WG) – Sächsische Schmalspurbahn, Streckenerweiterung der PNo-Strecke von Wilsdruff über Meißen, Lommatzsch nach Gärtitz, OT von Döbeln (sog. Rübenbahn), 1909/1911 abschnittsweise eröffnet, zwischen 1966 und 1972 abschnittsweise stillgelegt, Haupt-Erbauungszweck: Transport von Zuckerrüben aus der Lommatzscher Pflege (bedeutendste Zuckerrübenanbauregion Sachsens) zur 1882 gegründeten Döbelner Zuckerfabrik, nur untergeordneter Personenverkehr, neben einigen Wartehallen an Haltepunkten der Strecke gehören Ingenieurbauten wie das Saubachtalviadukt zu den wenigen verbliebenen Zeugnissen der Rübenbahn, die den ursprünglichen Streckenverlauf dokumentieren.
12. 1 2  Die noch teilweise vorhandene Stadtmauer Wilsdruffs ist durchschnittlich etwa zwei Meter hoch und heterogen in Material und Alter. Am besten nachvollziehbar ist die einstige Situation im Bereich „Stadtgraben“, wobei der Stadtgraben selbst Bestandteil der Stadtbefestigung ist, zwei kurze erhaltene Stücke finden sich im Bereich „Gezinge“ südwestlich der Altstadt, schließlich markiert eine Rekonstruktion (frühes 20. Jh.?) am ehem. Schloss im Bereich Töpfergasse noch den Verlauf im NO der Altstadt. Im Bereich „Stadtgraben“ ist die Mauer teils in schlechtem Zustand, teils eingestürzt, teils ersetzt durch einen Palisadenzaun, das südliche Ende ist aber vor kurzem saniert worden, genau wie im Bereich „Gezinge“.
13. ↑  Dorfkirche Blankenstein – Kirchhof 

Leichenhalle in der SO-Ecke, Einfriedung: im Norden Umfassungsmauer aus Bruchsteinmauerwerk (im östlichen Bereich ohne Abdeckplatten im westl. Bereich als Stützmauer mit Sandsteinplattenabdeckung), an NO-Ecke Holzlattentor mit 2 Flügeln und Holzlattentür mit einem Flügel in einem höheren verputzten, mit Dachziegeln abgedeckten Mauerabschnitt, im Osten Gebäude des Pfarrhofs angrenzend und Stützmauer mit aufgesetztem Holzlattenzaun, in der SO-Ecke Leichenhalle, im Süden und Westen Umfassungsmauer aus Bruchsteinmauerwerk oben halbrund abschließend, im Westen Holztür mit einem Flügel. 

Erschließung: Wege von den Zugängen im NO und Westen zu den Eingängen der Kirche, im Norden und Westen Weg parallel zur Umfassungsmauer.
Gehölze: außerhalb des Kirchhofs im NO eine 1817 gepflanzte Luthereiche und im Süden vor der Umfassungsmauer im westlichen Abschnitt eine Linde, sowie 2 Lärchen vor der Nordmauer, innerhalb des Kirchhofs im Norden der Kirche eine Traueresche und weiß blühender Rhododendron, im SW der Kirche eine Blutbuche, im Westen eine Schwarzkiefer und vor der Südmauer im östlichen Abschnitt eine Linde, Flieder an der NW-Ecke, Birken und Koniferen. Sitzplatz und Blickbeziehung: erhöhter kleiner Platz in der NW-Ecke, von dort weite Sicht nach Norden in die Landschaft. 

Sandsteingrabmale im Norden der Kirche:
Nummer 1: klassizistisches Grabmal mit verwitterter Inschrift, Ädikula mit Eckakroterien, 1. Drittel 19. Jh.,
Nummer 2: neogotisches Grabmal mit Fialtürmen: Johann Ach...(?) Schubert und Christ. Sophie Schubert, 1. Drittel 19. Jh.,
Nummer 3: Grabmal mit Urnenaufsatz: Johanna Rosina Lautzlich, 1. Drittel 19. Jh.,
Nummer 4: biedermeierliches Grabmal, vermutlich Familie Schubert, Sockel mit kanneliertem Säulenschaft, daran zwei Medaillons mit Schleife, um 1830,
Nummer 5: biedermeierliches Grabmal, Kubus auf Felsgestein, verwitterte Inschrifttafeln, Urnenaufsatz mit geflochtenem Rankenwerk, um 1830,
Nummer 6: Grabmal Adolf Ernst Heyde (Gutsbesitzer, 1823–1877) und Auguste Henriette Heyde (1825–1901), Sockel mit Kreuz aus imitierten Baumstämmen mit Seil und angelehntem Anker, am Sockel beidseitig Inschrifttafeln, um 1830,
Nummer 7: Grabmal Johann Gottfried Hahn, mannshoher Baumstumpf aus Sandstein, 1. H. 19. Jh.,
Nummer 8: barockes Epitaph an der Kirchenmauer, 18. Jh.
14. 1 2  Dorfkirche Grumbach: Saalkirche, Putzbau mit dreiseitigem Chorschluss und Dachreiter, Bruchsteinbau, Chor mit Strebepfeilern umstellt, an nordwestlicher Vorhalle romanisches Portal, steiles Satteldach, Saal mit Rundstütze, Renaissance-Kassettendecke, an der Nord- und Südseite Emporen, im Westen Orgelempore, Sakristei mit Kreuzgewölbe, frühbarockes Retabel, datiert 1688/89, Sandsteinkanzel bezeichnet 1612, Sandsteintaufe bezeichnet 1612, Orgel von 1865, Grabplatte C. Saltzer, gest. 1532, Kriegerdenkmal: Sandsteinplatte mit Namen, zentrales Kreuz.
Die Torbäume und Solitärbäume auf dem Kirchhof, die Baumreihe und Solitärbäume außerhalb der nördlichen Umfassungsmauer des Kirchhofs, die Allee zum Pfarrhof, sowie das Lindenpaar und die Baum- und Strauchgruppen des Pfarrgartens sind weitestgehend erhalten. Kirchhof, Pfarrhof und Pfarrgarten mit ihrem erhaltenen Gehölzbestand sind gartenkünstlerisch im Zusammenhang zu sehen. 

Kirchhof 

Einfriedung: im SO Einfriedungsmauer aus Bruchsteinmauerwerk (Sandstein) und dachförmigen Abdeckplatten aus Sandstein, an der Außenseite der Mauer polygonales Verblendmauerwerk (Sandstein), ansteigende Mauerstücke zum Tor, dieses Tor mit zwei Sandsteintorpfeilern und je einem aufgesetzten Steinkreuz sowie zwei schmiedeeisernen Torflügeln im SW, Westen und NO Einfriedungsmauer wie im SO ohne Verblendmauerwerk, Verlauf der SW-Mauer an der Leichenhalle versetzt, Westtor mit zwei Torpfeilern aus Sandsteinmauerwerk mit Sandsteinabdeckplatten und Holzlattentor mit zwei Flügeln (neu), NO-Mauer zum Pfarrhof mit einem Mauerabschnitt aus bossierten Sandsteinen und Sandsteinabdeckplatten sowie Tür mit Sandsteintreppe bestehend aus drei plus zwei Stufen und Podest in einem kurzen mit Sandsteinplatten abgedeckten höheren Mauerabschnitt Gehölze: außen vor dem SO-Tor zwei Torbäume (Linden), Solitärbäume in der Ost-Ecke (Blutbuche), in der Süd-Ecke (Pyramidenpappel), in der SW-Ecke (Blutbuche), in der NW-Ecke (Esche), auf dem Kirchhof vor dem Westtor auf der Nordseite Hochstubben (Rotdorn), auf dem Kirchhof im Osten der Nordtür Stubben mit Austrieb (Esche) weitere Bäume auf dem Kirchhof: Lärche an der NO-Mauer in der Nähe der Blutbuche, Schwarzkiefer an der SW-Mauer in der Nähe der Blutbuche, des Weiteren Rotdorn, Birken, Blutpflaume, ein Stubben an der SW-Mauer Bäume außerhalb des Kirchhofs an der nordöstlichen Einfriedungsmauer: Reihe von fünf Eschen parallel zur Kirche, zwei Spitzahorn in der Nähe der Blutbuche (Farbwirkung im Frühjahr mit gelben Blüten des Ahorn und rotem Laub der Blutbuche, sowie Farbwirkung durch Herbstfärbung). 

Blickbeziehung: von der Brücke im Osten des Kirchhofs Blick zur Kirche (von den beiden Torbäumen gerahmt), vom Zufahrtsweg im Westen des Kirchhofs Blick zur Kirche, die Solitärbäume in den Ecken des Kirchhofs haben gleichfalls rahmende Wirkung. Wasser: Handschwengelpumpe. 

Kriegerdenkmal 2. Weltkrieg: mit Steinkreuz und beidseitig je einer Steinplatte mit jeweils der gleichen Aufschrift: „Unseren Gefallenen vom 7. Mai 1945“ sowie deren Namen.
Epitaph an der südöstlichen Kirchenwand bezeichnet 1689: kindliche Figur hält Tafel mit Inschrift. Familiengrab Sparmann (Mühlenbesitzer): schwarzer polierter Marmor, segmentbogiger Abschluss, Schrift, darüber Mühlenwappen, bezeichnet 1948, 1954.
15. ↑  Dorfkirche Grumbach, ehem. Kreuzkirche: Langgestreckte Saalkirche romanischen Ursprungs, Umbau 1609/10, Restaurierungen 1889, 1921–1923, 1947–1949 und 1952/53, 1994 Grabungen. Verputzter Bruchsteinbau mit steilem Satteldach und kräftigem, gedrungenem Dachreiter. Das Satteldach über dem mit Strebepfeilern umgebenen unregelmäßigen dreiseitigen Schluss steil abgewalmt. An der nordwestlichen Vorhalle romanisches Portal, frühes 13. Jh. An der Südseite Sakristei (mit Treppe zur ehem. Patronatsloge) von 1823.
In der Mitte des Saales Rundstütze (Inschrift, bezeichnet 1610) mit Sattelholz, Dachstuhl und Dachreiter tragend. Seltene Renaissancekassettendecke mit lebendig gestalteten Szenen aus dem AT und NT von dem Freiberger Maler Friedrich Unger nach Radierungen des Virgil Solis d. Ä., datiert 1674. Seit 1673 an Nord- und Südseite eingeschossige Emporen, im Westen Orgelempore. An der Unterseite der Nordempore Reste einer ornamentalen Bemalung, wohl 17. Jh. An der Südwand des Chors Reste einer Wandmalerei, vermutlich die Darstellung Johannes des Täufers, 17. Jh. In der Sakristei zweijochiges Kreuzgewölbe. – Frühbarockes Retabel mit reichem Dekor von dem Meißener Holzbildhauer Johann Friedrich Richter, datiert 1688/89 (restauriert 1922 und 1949). Architektonischer Aufbau mit drei Säulen auf jeder Seite, die mittlere gewunden und vorgezogen. In der Predella als Hochrelief das Abendmahl, im Mittelfeld vollplastische Kreuzigungsgruppe, diese hinterfangen von einem Landschaftsbild mit Anspielung auf die Grabeskirche in Jerusalem. Außen die Figuren Moses und Johannes d. T. Über dem stark verkröpften Hauptgesims die Evangelisten, im Auszug Grablegung Christi, bekrönt mit Salvator. – Weiß gefasste Sandsteinkanzel mit Beschlagwerk, runder Kanzelkorb mit Schrifttafeln, wohl von dem Freiberger Steinmetz Simon Hoffmann, bezeichnet S. H. 1612. Der Schalldeckel mit kandelaberartiger Bekrönung, auf der Unterseite Glorie mit Gottesauge. – Prächtige kelchförmige Sandsteintaufe. Der Fuß mit reichem Dekor, das Taufbecken zudem mit Bibelsprüchen in Rollwerkkartuschen, bezeichnet 1612. – Orgel von Gottfried Nikolaus Jahn, 1865, mehrfach umgebaut. – In der nördlichen Vorhalle Grabplatte des ersten hier amtierenden evangelische Pfarrers Cristvf Saltzer († 1532), im urspr. Darstellungsmodus: stehend im Ornat mit Abendmahlskelch in der Linken, die Rechte im Segensgestus. (Dehio Sachsen I, 1996).
16. ↑  Pfarrhof Grumbach 

Pfarrhaus: Erdgeschoss massiv, zentraler Eingang mit flachem, gedrücktem Bogen und Schlussstein, Sandsteingewände, altes zweiflügeliges Türblatt, Fenster und Nebeneingang Sandsteingewände, Obergeschoss in der Konstruktion erkennbar, zum Teil massiv, hohes Walmdach, zwei neue Dachhechte, Biberschwanz-Kronendeckung.
Wohnstallhaus (Pächterhaus): Erdgeschoss massiv, Tore mit Segmentbogen, Eingänge und Fenster mit schlichtem Sandsteingewände, Freitreppe, Obergeschoss Fachwerk, Fenster in originaler Größe, zum Teil mit alter Sprossung, Krüppelwalmdach. 

Allee: Allee an dem von SO nach NW ansteigenden Zufahrtsweg zum Pfarrhof mit 16 Baumstandorten (davon ein Stubben, 2 Nachpflanzungen (Spitzahorn), 2 Bergahorn, eine Linde, Hauptbestand Spitzahorn), im SO Tor, im NO und SW der Allee je eine größere Garten-Rasenfläche. 

Pfarrgarten – Lage: im Westen des Pfarrhofes. 

Einfriedung: im Süden und NW Umfassungsmauer aus Bruchsteinmauerwerk Sandstein, in der nordwestlichen Umfassungsmauer halbkreisförmige Nische mit zwei Eckpfeilern und eingearbeiteter halbkreisförmiger Steinbank, davor rechts und links je eine Linde (Neupflanzung, Stammdurchmesser etwa 20 cm), ein Tor mit zweiflügl. Holzlattentor (neu) an der West-Ecke des Pfarrhauses zwischen einem kurzen Mauerabschnitt und der Kirchhofmauer, ein weiteres Tor mit gemauerten Sandsteinpfeilern und zweiflügliges Holzlattentor (neu) in Nähe des 1. Tores, eine Tür mit einflügliges Holztür (neu) an der Nord-Ecke des Gartens, an der Nord-Ecke kurzes Stück einer Hainbuchenhecke Erschließung: der Pfarrgarten wird von Osten über den Pfarrhof erschlossen, über einen westlichen Zufahrtsweg (parallel zur Südmauer verlaufend) sind sowohl die beiden genannten Tore als auch das Westtor des Kirchhofs erreichbar. 

Gehölze: Bäume (siehe bei Allee und Teilen des Pfarrgartens), Sträucher (Flieder, Falscher Jasmin, Holunder, Haselnuss). Frühjahrsblüher: Schneeglöckchen, Scilla, Traubenhyazinthen, Buschwindröschen. Blickbeziehung: von der Mauernische in der nordwestlichen Einfriedungsmauer zur Umgebung. 

Teile des Pfarrgartens: auf der Südhälfte 3 Gartenteile:
1. parkartiger Teil mit einem alten Lindenpaar an der Südmauer, 2 Koniferen, Kirschen, einer Eiche, Eschen, Flieder, sowie mit einem von Bruchsteinen abgefangenen erhöht liegenden Platz an der nordwestlichen Einfriedungsmauer,
2. Obstbäume,
3. ein Blumen- und Gemüsegarten mit 2 (östlichen) von ehemals 4 Kompartimenten und Resten der alten Einfriedung (Sandsteinzaunpfeiler) mit Blumen (Osterglocken, Pfingstrosen, Phlox, Akelei, Dahlien, Lupine, Ringelblumen, Nelken, Löwenmaul, Kapuzinerkresse, Zinnien, Astern), Kräutern (Dill, Petersilie, Schnittlauch, Borretsch, Thymian, Rosmarin, Zitronenmelisse, Pfefferminze), Gemüse (Gurken, Bohnen, Zwiebeln, Zuckererbsen), Hackfrüchten (Kartoffeln), Beerenobst (Himbeeren, Stachelbeeren in untersch. Sorten, Johannisbeeren in untersch. Sorten), Rhabarber und Erdbeeren, Rosen in einem neu angelegtem Rondell (ehemals die Mitte der 4 Kompartimente), weitere Stauden und Rosen auf der Nordhälfte Obstgarten mit einigen alten Obstbäumen, an der nordöstlichen Grenze Reste einer Hainbuchenhecke.
17. ↑  Evangelische Pfarrkirche Herzogswalde. Auf einer Anhöhe gelegene langgestreckte Saalkirche mit geradem Ostschluss und vorgelagertem Westturm. Sakristei im Osten. Neubau von 1596, Umbau und Erweiterung 1752–1763. Restaurierungen 1955–1957. Verputzter Bruchsteinbau mit Walmdach. Über dem quadratischen Turm, Portal bezeichnet 1752, das Glockengeschoss mit abgeschrägten Seiten, gegliederter Haube und Pyramidenspitze. An der Nordseite ein Säulenportikus (Brautportal). 

Im Innern flachgedeckter Emporensaal. Der Raumeindruck im Wesentlichen bestimmt durch die mit kleinen Rankenmotiven und einheitlicher blau-grauer Marmorierung gefassten Emporen, Patronatslogen, Betstübchen und das Gestühl. An drei Seiten zweigeschossige Emporen, zweiläufige Treppe zur Orgelempore, schöne Patronatslogen. – Rokoko-Kanzelaltar als Portikus, mit Goldakzenten blau-weiß marmorierend gefasst. Der tulpenförmige Kanzelkorb mit Rocailleornament vor spiegelartiger Einfassung, bezeichnet 1761. – Kelchförmige Sandsteintaufe mit Ansätzen zum Knorpelwerk und Wappen des Hans Heinrich von Schönberg, bezeichnet H. H. v. S. 1596, der Aufsatz mit Voluten, Gloriole und zartem Blütenwerk um 1760. Die wertvolle Barock-Orgel mit reizvollem Zinnprospekt von Johann Georg Schöne, 1761–1763, mehrfach restauriert. Auf dem Kirchhof Grabdenkmäler des 17. und 18. Jh. (Dehio Sachsen I, 1996). 

Kriegerdenkmal: ca. 3 m hoher Granitstein mit Inschrift, Eisernem Kreuz und Eichenlaub. 

Neun alte Grabmäler an der Kirchhofswand:
1) Grabfigur: Lebensgroßer Engel hält beschriftetes „Pergament“ (Psalm), Sandstein, ein Arm fehlt, vermutlich 18. Jh.
2) Grabfigur: Baumstumpf mit Eichenlaub, ca. 2,50 m hoch, auf Felsensockel, Ende 18. Jh.
3) Obelisk auf Sockel, ca. 2,50 m hoch, beschriftet, 1. H. 18. Jh.
4) Epitaph Regina Rüdiger, gest. 1742: Kartusche, flankiert von zwei kleinen Figuren, Inschrift, Sandstein, an der Kirchhofsmauer, 1. H. 18. Jh., 190 × 98 cm.
5) Epitaph, angeblich Erbmüller Valentin Rüdiger, gest. 1739): Kartusche mit Inschrift, darüber Emblem (Zirkel und Winkel – Baumeister), bekrönt von liegender Engelsfigur, Sandstein, an der Kirchhofsmauer, 175 × 86 cm.
6) Epitaph Erbmüller George Rüdiger, gest. 1722: Kartusche mit Inschrift, flankiert von zwei Engelsköpfen, darüber Gesims und Fragment einer liegenden Figur, die Schriftband hält, Sandstein, 178 × 88 cm, an der Kirchhofsmauer, 1. H. 18. Jh.
7) Epitaph Pfarrer Johann Nagler (gest. 1670) mit Porträtbüste (bärtiger alter Mann) in Medaillon, darunter „Tuch“ mit Schrift, Sandstein, an der Kirchhofsmauer, 17. Jh., 173 × 80 cm.
8) Epitaph Pastor Carl. Ad. Lehmann und Frau Elis. Theod. geb. Stöckel, beide gest. 1823): beschriftete Stele, flankiert von zwei kleinen (Engels -?) Figuren, halbkreisförmiger Abschluss, darin Relief (Hostie), wiederum flankiert von zwei Engeln, Sandstein, an der Kirchhofsmauer, 1820er Jahre, 185 × 83 cm.
9) Grabplastik mit rundem Sockel, daran Kartuschen mit Inschrift und Girlanden, Vasenbekrönung, Sandstein, Kirchhofseingang, um 1800. 

Kirchhof: Leichenhalle an Südmauer

Einfriedung: Umfassungsmauer aus BuchsteEinzeldenkmale der o. g. Sachgesamtheit: Kirche, Einfriedungsmauer mit Treppenanlage, Kriegerdenkmal für die Gefallenen des Ersten Weltkrieges, neun alte Grabmale und Grabplatte mit Kirchhof (Nebenanlage) in Mauerwerk mit Sandsteinabdeckplatten, in der Nordmauer höherer Mauerabschnitt mit Nischen, in denen Sandsteingrabmale stehen, an NO-Ecke Tor mit zwei hohen, schmalen Sandsteinpfeilern und zwei schmiedeeisernen Torflügeln, in einem mit Sandsteinplatten abgedeckten höheren Mauerabschnitt der westlichen Umfassungsmauer Holztür mit 2 Flügeln darüber die Inschrift „Eingang zur Ruhe“, ebenso Tür in der östlichen Umfassungsmauer, Tür in der Nordmauer. 

Erschließung: Zufahrt (neu gepflastert) von NO zum Kirchhof, Weg von NO-Tor zur Kirche, Wegekreuz mit Nord-Süd-Achse zum Leichenhaus in der südlichen Umfassungsmauer und Ost-West-Achse von Osttür zu Westtür, Treppenanlage von Norden auf die Nordtür führend mit 11 + 12 + 12 + 13 Blockstufen aus Sandstein, Podesten, kleinen Stützmauern und Handlauf (der Zugang zu dieser Treppe ist verbaut durch einen Carport, die Tür zum Kirchhof ist geschlossen). 

Gehölze: Linde außerhalb im Norden des NO–Tores, Rotdorn im Norden des Tores innerhalb des Kirchhofs, drei Linden an der Nordmauer außerhalb des Kirchhofs (eine davon abgestorben), Esche auf der Nordseite der Kirche, Allee mit sieben gestutzten Linden (ehemals acht) im Ostabschnitt der Ost-West-Wegeachse, sowie zwei Rotdorn am Wegekreuz ostseitig und acht nicht an den alten Standorten neu gepflanzte Linden im Westabschnitt der Ost-West-Wegeachse. 

Wasser: in SW-Ecke Handschwengelpumpe mit Rosenmotiven, Handschwengelpumpe im Osten von der Leichenhalle (2006: existiert nicht mehr). Bodenrelief: von NO nach SW ansteigend.
Blickbeziehung: von Alleeweg Sichtbeziehung zur umgebenden Landschaft und nach Norden über die Dächer des Ortes.
18. ↑  Das sogenannte Hoyersche Haus liegt in unmittelbarer Nachbarschaft zum Schloss. Von baugeschichtlicher
und ortsgeschichtlicher Bedeutung mit hohem wissenschaftlichen Dokumentationswert. Laut Inschrift neben
dem Eingangsportal (neben dem rechten Gewände die Jahreszahl MDCCXCVI) 1796 errichtet. Damit
gehört es neben dem Schloss zu den ältesten Gebäuden von Herzogswalde, Zeugnis der Ortsentwicklung.
Unregelmäßiger, etwa kreuzförmiger Grundriss, dessen Kern ein traufständiger, rechteckiger
zweigeschossiger Baukubus mit Satteldach bildet. An den Außenseiten schließen sich in unregelmäßiger
Form niedrigere und schmalere Flügelbauten an, gedeckt mit Krüppelwalmdächern.

Regionaltypische Mischbauweise aus Naturstein und Holz. Massiv errichtete zweigeschossige Putzbau,
Anbauten mit verputztem Fachwerkobergeschoss. Straßenseitige fünfachsige Traufseite mit mittigem
Vorbau, symmetrische Fassadengliederung. Wand-Öffnungs-Verhältnis weitgehend unverändert. Seltene
Vorhalle mit Kreuzgratgewölbe im Obergeschoss, im Erdgeschoss breiter Sandsteinkorbbogen, aufwendig
profiliert und scharriert. Im Schlussstein Initialen HVW und DM eingemeißelt (Hinweis auf den Bauherren
und Arzt Dr. H. v. Wildenhagen). Weiteres Kreuzgratgewölbe im Untergeschoss. Verbindung mit der Familie
von Schönberg, zu der es verwandtschaftliche Beziehungen der Familie Hoyer gab. 1909 gehörte es Carl
von Schönberg-Pötting (Grimma). Ortsübliche Bezeichnung „Hoyersche Haus“ bezieht sich auf den langen
Hoyerschen Besitz von 1822 (Ersterwähnung im Grundbuch und Friedhof) bis 1909. Dies geht u.a. aus dem
Grundbuchverzeichnis sowie den Inschriften des Erbbegräbnisses derer von Schönberg und von Hoyer an
der Gedenktafel der Herzogswalder Kirche hervor. Zu den Eigentümern zählten Frau Generalin Karoline
Marianne von Hoyer, geb. von Schönberg, aus dem Haus Oberreinsberg (1776–1833), Sosette Friederike
Karoline Hammanni geb. von Hoyer (1810–1880) und Amalie Charlotte Karoline von Hoyer aus Dresden
(1818–1898). Weitere Bezeichnung des „Hoyerschen Hauses“ als „Napoleonhaus“ im Zusammenhang mit
Chausseeausbau um 1810 und den 1813 geführten Verhandlungen der Verbündeten mit den Franzosen in
Herzogswalde und deren Einquartierungen.

Charakteristische Lage am Postweg Dresden-Freiberg-Nürnberg, der von 1697 bis 1833 über Herzogswalde
führte, sowie ungewöhnliche Kubatur, die weitestgehend erhalten blieb, lässt besondere Funktion
annehmen: vermutlich altes Zolleinnehmerhaus. Entsprach der typischen Kubatur von Zollhäusern mit
straßenseitigem Mittelrisalit bzw. Zwerchgiebel. Anfang des 20. Jahrhunderts Vermietung als
Sommerfrische, so zeigt es eine Postkarte des Photographen Arthur Kretschmer, der 1919 das Hoyersche
Haus erworben hatte.

Dokumentationswert trotz einiger Veränderungen nach wie vor vorhanden. Aufgrund der baugeschichtlichen
und wissenschaftlichen Bedeutung besteht öffentliches Erhaltungsinteresse.
19. ↑  Denkmaltext: Das Haus, ein traufständiges Fachwerkgebäude mit Krüppelwalmdach, ist ein Kulturdenkmal aus baugeschichtlichen und ortsgeschichtlichen Gründen. Entstanden um 1830, verkörpert es die für diese Zeit typisch baulichen Materialien und Formen. Das Obergeschoss-Fachwerk, an der Straßenseite verputzt, ist Zeugnis der regionaltypischen Holzbauweise. Das Erdgeschoss und später auch die westliche Giebelseite weisen, ebenfalls typisch, solides Bruchsteinmauerwerk auf. Windrispen in der Längsmittelachse der Dachkonstruktion legen mit ihren Holzverbindungen sogar eine Entstehungszeit des Dachstuhls nahe, die früher als oben genannt sein könnte, was aber nicht ohne weiteres zu beweisen ist. Die charakteristische Lage des Hauses an der wohl nach Napoleon trassierten Straße legt eine Urfunktion als Poststation nahe. Zusammen mit der gegenüber liegenden ehemaligen Schmiede ist eine zeittypische Ortseingangssituation noch nachvollziehbar, was auf die ortsgeschichtliche/ortsentwicklungsgeschichtliche Relevanz des Bauwerks hinweist (LfD/2015).
20. ↑  Evangelische Pfarrkirche Kesselsdorf, ehem. Katharinenkirche: Verputzter Bruchsteinbau, das steile Satteldach über dem Westgiebel abgewalmt. Im Osten der durch Lisenen und Gesimse schön gegliederte polygonale Chorturm mit 5/8-Schluss und Spitzbogenfenstern. Das erste niedrige Geschoss des Turmaufbaus mit Korbbogenfenstern, darüber abgewalmtes Satteldach mit dem quadratischen, an den Seiten abgeschrägten Glockengeschoss mit Haube. 

Die Raumwirkung im Wesentlichen durch die mit blau-grauer Marmorierung, Kartuschen und hängenden Blütengebinden verzierten Emporen und Betstübchen sowie das Gestühl geprägt (Ausmalung 1767). Saal und Chor flachgedeckt, mit schlichter Stuckdecke von Jacob Antoni Travella. Dreiseitige Emporen, im Süden und Norden zweigeschossig, im Westen eingeschossige Orgelempore. Im etwas höher liegenden Chor eingezogene geschwungene Empore (urspr. Orgelempore) in der von George Bähr vorgesehenen axialen Anordnung mit dem Kanzelaltar. Ihr Mittelteil mit dem eingebundenen Kanzelaltar etwas zurückspringend, die Seiten mit den später darunter angebrachten Patronatslogen viertelkreisförmig vorschwingend, die Logen bezeichnet C. G. B. 1840. An der Nord- und Südseite des Chors Betstübchen von 1848, weitere Betstübchen im Saal. 

Ausstattung: Schlichter Kanzelaltar aus Holz, rötlich-blau marmoriert gefasst. Die Kapitelle der Säulen mit Engelsköpfchen, auf dem stark verkröpften Gesims zwei flammende Vasen. Reiches schmiedeeisernes Altargitter, bezeichnet J D C, 18. Jh. – Achteckige Sandsteintaufe kelchförmig und rein ornamental mit gold gefassten Ranken verziert, so auch der niedrige Holzdeckel mit Krone und Kreuz, 18. Jh. – Die Eule-Orgel mit mechanischen Kegelladen von 1878 (1928 verändert). – Spätgotische Mondsichelmadonna eines früheren Altars, Reste einer farbigen Fassung, um 1600. Sandsteingrabplatten an den unteren Emporenaufgängen: für Merten Schilling († 1580), stehender Ritter mit Wappen, Antonius Schilling († 1586), ebenfalls stehender Ritter mit Wappen. – Zwei schöne Trophäenepitaphien aus Holz in den großen Betstübchen: für Oberst Georg Götze († 1676), und für Oberst Caspar Franz von Pirch († 1745), beide überwiegend gold gefasst. Zwei Gemälde mit Pfarrerbildnissen im Chorraum, 18. Jh. (Dehio Sachsen I, 1996). 

Kirche: stattlicher Bau, spätgotisches Westportal erhalten, Bruchsteinmauerwerk, abgewalmtes Satteldach, mehrere Sandsteinepitaphien erhalten, Epitaph von Pirsch (1745), Innenausbau von George Bähr, Epitaph George Goetze, Orgel Frühwerk von Eule. 

Kirchhof: Einfriedung: im Norden Stützmauer aus Bruchsteinmauerwerk mit Sandsteinabdeckplatten und Dachziegelabdeckung sowie Denkmalmauer aus Bruchsteinmauerwerk mit Dachziegeldach, Nordtor mit gemauerten Sandsteinpfeilern und Sandsteinabdeckplatten, im Osten Stützmauer aus Bruchsteinmauerwerk, im Süden Einfriedungsmauer aus Bruchsteinmauerwerk und Südtor mit Sandsteinpfeilern und Sandsteinabdeckung, im Westen zum Pfarrhof Einfriedungsmauer aus Bruchsteinmauerwerk und Pforte mit Holztür und aufgesetztem Steinkreuz mit Christusrelief Erschließung: Südtor mit Weg zur Kirche, Zufahrtsweg von Norden zum Nordtor und weiter zur Kirche, Wege parallel zu den Einfriedungsmauern im Osten und Süden, Weg und Pforte zum Pfarrhof. 

Gehölze: Torbäume: (2 Linden) auf dem Friedhof vor dem Südtor, Sommerlinde (unter Naturschutz gestellt) außerhalb des Kirchhofs an der westlichen Einfriedungsmauer. Wasser: Handschwengelpumpe. Blickbeziehung: Blickbeziehung zur Kirche von einem Feldweg im Süden. 

Doppelgrabmal Familie Winkler, 1) das westliche: Wand mit vier ionischen Pilastern und Schrifttafel, Architrav („Familie Winkler“), dreieckige Bekrönung mit Relief (Kreuz und Garben), um 1920, 2) das östliche: zwei Säulen mit Puttenreliefs tragen Architrav (Kreuzrelief), zwischen den Säulen barockisierende Stele mit Kartusche. Maria Martha Winkler, gestorben Jan. 1910.
21. ↑  Denkmaltext: Wohnstallhaus mit womöglich noch älterem Anbau sowie Wirtschaftsgebäude eines Dreiseithofes, baugeschichtliche und womöglich ortsgeschichtliche Bedeutung, das zum Tal giebelständige Wohnstallhaus hat ein massives Erdgeschoss und ein segmentbogiges Sandstein-Türgewände bezeichnet1795, Fachwerk-Oberstock an drei Seiten erhalten mit Fenstern weitgehend in originaler Größe, Grundrisse verändert, der einfach stehende Dachstuhl ist marode, die Straßengiebelseite weist eine wesentlich stärkere Bruchsteinwand auf – sie gehört zu einem älteren Gebäude, das sich westlich, um 90 Grad gedreht und mit seiner Langseite zur Straße stehend, anschließt und womöglich schon aus dem 16./17. Jh. stammt. Es hat doppelt so starke Erdgeschosswände (70–80 cm, Obergeschoss immerhin noch 50 cm) und ist insgesamt aufwändiger.
Beide Teile haben ein Walmdach, im Dachbereich sieht man die „Naht“. Der ältere Teil hat außerdem massive Decken und Natursteingewände auch im Obergeschoss, eine ausladende Bruchsteintonne als Kellergewölbe durchzieht längs die gesamte Fläche des älteren Baus und schneidet auch den Grundriss des 1795er Hauses. Das dritte Gebäude ist eine um 1890 entstandene Scheune, massiv und mit Drempel (LfD/2012).
22. ↑  Schloss Limbach: verputzter Bruchstein mit Eckquaderung, Hakengrundriss, zweigeschossig, Sandsteingewände, zum Teil profiliert, über dem Portal mit zweiflügeligem Türblatt Allianzwappen derer von Schönberg und Miltitz, Wendelstein mit schrägen Fenstern und barocker Haube, die Giebel zum Teil mit Putzgliederung, Satteldach, innen: Kreuzgratgewölbe, zum Teil alte Türen, fünf Wirtschaftsgebäude: Feldsteinmauerwerk, verputzt, Sandsteingewände, Giebel mit Lünetten oder Okuli, fast alle Gebäude bezeichnet, zum Teil Krüppelwalm- oder Satteldach.
Erschließung: Toreinfahrt mit Sandsteinpfeilern zwischen zwei Nebengebäuden im Osten
Bodenrelief: terrassiertes Gelände im Süden des Schlosses, Auffahrt zur Scheune von Süden
Wasser: Teich im Norden des Gutshofs Gehölze: Kastanie im Süden des Schlosses.
23. 1 2  Evangelische Pfarrkirche Limbach. Saalkirche, 1778 erbaut, 1895 vollständiger Umbau der Kirche zum Teil nach Plänen des Dresdner Architekten Ernst Hermann (Westturm, Altarhaus, Sakristei, Herrschaftskapelle). Restaurierungen 1865 und 1977 bis in die 1980er Jahre. Verputzter Bruchsteinbau mit geradem Chorabschluss und steilem Satteldach. Neubarocker Westturm mit offenem Sockelgeschoss mit vierseitig angebrachten Balkonen am Glockengeschoss. 

Flachgedeckter Emporensaal. Altar, Kanzel und Taufe 19. Jh., die Kayser-Orgel von 1805, von Jahn 1895 umgebaut. Im Altarraum schöne Grabdenkmäler aus Sandstein: für Peter von Schönberg († 1556), stehender Ritter, für Elisabeth von Staupitz († 1580), stehende junge Frau mit feingefälteltem Rock und Haube, für eine Frau von Staupitz († ?), in Nische stehende alte Frau mit breitem, als Flachrelief gearbeitetem Mantel, links von ihr ornamental aufgefasstes Lesepult, 16. Jh. (Dehio Sachsen I, 1996). 

Einfriedung: Bruchsteinmauer, teilweise verputzt, mit Sandsteinabdeckung, Zufahrtstor mit zweiflügligem Ziergitter im Süden, Zufahrtstor mit zweiflügligem Ziergitter und Sandsteinpfeilern mit profilierter Bekrönung im Norden. 

Kriegerdenkmal: Eisernes Kreuz auf hoher Säule (bezeichnet 1914–1918), an Sockel Tafel für Gefallene des 2. Weltkrieges, von zwei Trauerbuchen (Fagus sylvativa f. pendula) flankiert, Grabmal an der Kirchenwand (N): Stele mit korinthischer Säulenrahmung, lehnende Figur unter Sonnenstrahlen, der Sockel ist von einem anderen Grabmal, die Akroterbekrönung ebenfalls (Sockel 1. H. 19. Jh., Mittelteil 2. H. 19. Jh., Bekrönung vermutlich 18. Jh.).
24. ↑  Wohnhaus: zweigeschossig, Obergeschoss zum Teil Fachwerk, verputzt, vor dem Eingangspodest Eingang zum Keller mit rundbogigem Sandsteingewände, alte Tür, Eingang mit seitlichen Pilastern, altes zweiflügeliges Türblatt, Sandsteingewände, alte Sprossung, hohes Walmdach, anschließendes Gebäude: zweigeschossig, Obergeschoss Fachwerk, verputzt, Nordseite massiv, Feldstein, Satteldach, zweites Nebengebäude: durch Hanglage zum Teil zweigeschossig, massiv, Korbbogenportale mit Schlussstein, Sandsteingewände, Krüppelwalmdach, Pfarrgarten. 

Einfriedung: im Norden zum Pfarrhof Stützmauer aus Bruchsteinmauerwerk mit Sandsteinabdeckplatten (im westlichen Abschnitt) und Stützmauer mit aufgesetztem Lattenzaun (im östlichen Abschnitt), dazwischen Tordurchfahrt, im Osten Kirchhofmauer aus Sandsteinmauerwerk mit Sandsteinabdeckplatten, z. T. mit Efeu überwachsen, und Pforte vom Kirchhof mit zwei Sandsteinpfeilern mit Sandsteinabdeckplatten, im Süden Umfassungsmauer aus Bruchsteinmauerwerk mit Sandsteinabdeckplatten, Südtor mit zwei Torpfeilern aus Sandstein und zweiflügligem Holztor, im Westen Mauer aus Bruchsteinmauerwerk mit Sandsteinabdeckplatten. Wege: ein Fahrweg vom Südtor zum Pfarrhof, von diesem ein Fußweg nach Osten zum Kirchhof. Gehölze: außerhalb des Pfarrgartens vor der Südmauer eine Reihe von drei Eschen und einer Eiche, in der Mitte des Pfarrgartens Torbäume (zwei Hainbuchen als Tor zusammengewachsen), im Süden des Gartens Obstbäume. Vegetationsflächen: Rasen, Strauchgruppen und Gemüsebeete.
25. 1 2 3  Eisenbahngeschichtliche Zeugnisse in Mohorn: Lokschuppen mit Wasserstandsanzeiger (Bahnhofstraße 10, ID-Nr. 09278492), Eisenbahnerwohnhaus (Nossener Str. 6, ID-Nr. 09278494) und Empfangsgebäude (Nossener Straße 7, ID-Nr. 09278495). Nicht unter Denkmalschutz steht der ehem. Güterschuppen mit Laderampe gegenüber dem Lokschuppen. 

Schmalspurbahn (750 mm Spurweite), Streckenkilometer 22,205, Streckenkürzel PNo, Streckenverlauf von Freital-Potschappel über Kesselsdorf, Wilsdruff und Mohorn nach Nossen, zwischen Potschappel und Wilsdruff 1886 eröffnet, dabei zwischen Potschappel und Niederhermsdorf (dem späteren Wurgwitz) Nutzung der 1856 eröffneten Niederhermsdorfer Kohlezweigbahn (mittels Dreischienengleis), 1899 dann Weiterführung der Strecke bis Nossen, damit Anschluss Mohorns an das sächsische Schienennetz, zunächst als Haltestelle, ab 1905 als Bahnhof eingruppiert, wichtiger Unterwegsbahnhof der Strecke (Wasserstation: Wassernehmen der Dampfloks am einst vorhandenen Wasserkran), ab 1909/1911 Verbindung zum Mügelner Schmalspurnetz durch die sog. Rübenbahn von Wilsdruff über Meißen und Lommatzsch nach Döbeln (Schmalspurbahn Wilsdruff–Döbeln-Gärtitz), ab 1913 Verbindungsgleis (Dreischienengleis) zur Weißeritztalbahn (Schmalspurbahn Freital-Hainsberg–Kurort Kipsdorf), zuletzt ab 1923 mit Eröffnung der Schmalspurbahn Klingenberg-Colmnitz–Oberdittmannsdorf Verbindung zur Schmalspurbahn Klingenberg-Colmnitz–Frauenstein, damit Entstehung eines über 100 Streckenkilometer umfassenden Schmalspurnetzes um Wilsdruff, dem sog. Wilsdruffer Netz zwischen Freital, Meißen, Nossen, Klingenberg-Colmnitz und Frauenstein, abgeschlossen, reger Güterverkehr: hauptsächlich Kohle aus dem Plauenschen Grund, Getreide, Vieh, Futtermittel, Dünger, Holz, Leimleder, Sand- und Kalkstein sowie Ziegelsteine, zudem Rübentransport während der alljährlichen Rübenkampagne von der Lommatzscher Ebene über Freital-Potschappel bis zur Schiffsverladung im Dresdner Hafen, zwischen Potschappel und Wilsdruff zudem starker Berufsverkehr, gehörte damit zu den wenigen rentablen Schmalspurstrecken Sachsens, 1972 Einstellung des Personenverkehrs, Ende 1973 auch Einstellung des Güterverkehrs, 1974–1976 Streckenrückbau, 1982 Abbau des Dreischienengleises im Freitaler Stadtgebiet, als wichtige Güterverkehrsstrecke von regionaler Bedeutung.
26. ↑  Erzengel-Michael-Erbstolln Mohorn: Zum nördlichen Teil des Freiberger Reviers (Reinsberger Revierteil) gehörige Grube, weitere kleine Gruben bestanden am Triebischtalhang bei Grund südöstlich von Mohorn, der Erzengel-Michael-Erbstolln baute auf teils ergiebigen Erzgängen wie Saturnuser Morgengang, Wolfgänger Morgengang, Neuglück-Morgengang, Gott-mit-uns-Morgengang und Adolpher Morgengang, zur Grube gehörten zuletzt u. a. folgende Übertageanlagen auf der großen Halde des Kunst- und Treibeschachts: Schachtgebäude, Maschinenhaus mit Wasserhaltungsdampfmaschine und Schornstein sowie Trockenpochwerk, in Mohorn wurde bis ins 19. Jh. hinein in geringem Umfang Silbererzbergbau betrieben, 1894 erfolgte die Stilllegung der Grube Erzengel-Michael-Erbstolln aufgrund von Unwirtschaftlichkeit angesichts niedriger Weltmarkt-Silberpreise, Mundloch und Halde gehören damit zu den letzten Zeugnissen der Bergbaugeschichte Mohorns.
27. 1 2  Dorfkirche Mohorn – Kirchhof 

Einfriedung: im NO Zaun mit Sandsteinsockel, Sandsteinzaunpfeilern und schmiedeeisernen Zaunfeldern, an NO-Grenze (südöstlicher Abschnitt) hohe Einfriedungsmauer, im SO auf der Innenseite verputzte Einfriedungsmauer aus Sandstein mit Sandsteinabdeckplatten, Tor an der Süd-Ecke mit Sandsteintreppe (fünf Stufen, Schwelle, Wangen und Geländer), zwei gemauerten Sandsteintorpfeilern sowie zweiflügeliger schmiedeeiserner Tür, im SW Einfriedungsmauer mit einem Tor zur Kirche führend mit zwei schmiedeeisernen Torflügeln und einem zweiten Tor zur Leichenhalle führend mit zwei gemauerten Sandsteintorpfeilern (Torflügel z. Z. für Instandsetzung ausgehangen) und Sandsteinabdeckplatten, im NW Einfriedungsmauer aus Sandstein mit Sandsteinabdeckplatten. 

Erschließung: Weg vom Süd-Tor zur Kirche, 1. SW-Tor und Vorplatz im SW der Kirche, 2. SW-Tor und Weg parallel zur nordwestlichen Einfriedungsmauer bis zur Leichenhalle, ein von NW nach SO zur Kirche führender Weg mit Lindenallee, ein um die Kirche herum führender Weg. 

Gehölze: im NW Fichte, Lindenallee an NO-SW-Weg (acht Bäume in vier Paaren stehend), außerhalb des Kirchhofs an der SW-Mauer Reste einer Lindenreihe (fünf Linden, drei Stubben), am Kriegerdenkmal im SO der Kirche eine Trauerbuche und zwei Eiben. 

Kriegerdenkmal Erster Weltkrieg: roter Granit, drei Seiten poliert, mit Inschrift (Kriegerdenkmal wurde nach 1945 von seinem ersten Standort im Ort Mohorn an seinen jetzigen Standort auf dem Kirchhof versetzt). Grabmale: zwei Sandsteingrabmale an der nordöstlichen Einfriedungsmauer (ehemalige Pfarrer, um 1600).
28. ↑  Evangelische Pfarrkirche Mohorn. Auf einer Anhöhe gelegene Saalkirche des 16. Jh. mit stattlichem gotischen Chor (dieser am Südpfeiler bezeichnet 1496) und hohem Westturm von 1889. Restaurierung und Erweiterung der Saalkirche 1888 durch Christian Friedrich Arnold, 1953 (Inneres), 1964–1968, 1984 (Turm). Verputzter Bruchsteinbau mit steilem Satteldach und von Strebepfeilern umgebener, schwach eingezogener Chor mit 3/8-Schluss. Die Maßwerkfenster des Chors wohl 19. Jh. Neugotischer quadratischer Westturm mit Strebepfeilern, auf einer mit einem Ziergitter umgrenzten Plattform achtseitiger hoher Helm.
Der Chorraum mit spätgotischem Kreuzrippengewölbe. Triumphbogen zum Saal, die Laibungen mit gemaltem Beschlagwerk, spätes 16. Jh. Das Schiff, mit untergliederter Holzdecke, eine scheinbare Dreischiffigkeit vermittelnd: über der Mitte des Saales kassettiertes Spiegelgewölbe, die Seiten flachgedeckt.
Umlaufende eingeschossige Empore, 19. Jh. Ausstattung: Sandsteinaltar, vorzügliche Arbeit der Freiberger Schule, Uriel Lorentz d. J. zugeschrieben, datiert 1604, 1704 von dem Meißener Bildhauer Christian Pfützner restauriert. Auf hoher Predella mit Inschrift das Hochrelief, mit der Darstellung des Abendmahls, von korinthischen Doppelsäulen gerahmt. Vor den Säulen die Figuren Caritas und Fides, über dem verkröpften Gesims die Evangelisten. In dem als Kartusche gestalteten Auszug die Darstellung der Kreuzigung Christi, als Abschluss Salvatorfigur. Der gesamte Altar reich mit Rollwerk verziert. Kelchförmige Sandsteintaufe von 1599, mit Pilastergliederung und Rollwerkkartuschen. Holzkanzel mit Bildern der Evangelisten, im Stil der Nazarener, 19. Jh., Kreutzbach-Orgel von 1889 mit neugotischem Prospekt, klanglich verändert (Dehio Sachsen I, 1996).
29. ↑  Pfarrhof Mohorn – Pfarrgarten 

Einfriedung: nach Süden und Osten zur Straße Einfriedungsmauer (Stützmauer aus Sandsteinmauerwerk mit aufgesetzten Zaunpfeilen aus Sandstein), zum Kirchhof Einfriedungsmauer des Kirchhofs (Stützmauer aus Sandsteinmauerwerk mit Sandsteinabdeckplatten), im NO Hainbuchenhecke, Relief: von SW nach NO abfallendes Gelände, Stützmauer als Einfriedung im Süden und Osten, im SO des Pfarrhauses Terrassierung des Ziergartens, Wasser: ein in den Fels gehauener Brunnen von 15 m Tiefe im NO des Pfarrhauses. 

Gehölze: Eiche, Obstbäume, Rhododendron. Besonderheit: es besteht eine neu, in den letzten 14 Jahren angelegte Sammlung von Pelargonien und Fuchsien, die in den Kellergewölben des Pfarrhauses überwintert und im Sommer größtenteils im Garten ausgepflanzt werden, an der SW-Fassade des Pfarrhauses sind Spaliere mit Rosen und ein breites neu mit Sandsteinen eingefasstes und abgestuftes, in den letzten 14 Jahren angelegtes Staudenbeet mit einer sehr guten Staudenkombination. 

Gartenteile: Obstgarten: nimmt den größten Teil des Gartens im NW und NO des Pfarrhofes ein und hat wenige alte Obstbäume, an der NO-Grenze eine Reihe alter Pflaumenbäume, Kleiner Gemüsegarten: im NO des Pfarrhauses mit Beeten, in diesem der 15 m tiefe in den Fels gehauene Brunnen, Ziergarten: erstreckt sich als annähernd rechteckige Fläche über die gesamte SO-Fassade des Pfarrhauses bis zur südlichen Einfriedungsmauer, Reste einer Einfriedung (Sandsteinzaunpfeiler) an den Schmalseiten des Ziergartens im NO und SW, Terrassierung (eine schmale mit einer ca. einen m hohen Stützmauer aus Sandsteinmauerwerk abgefangene obere Ebene direkt an der SO-Seite des Pfarrhauses, eine breite mittlere Ebene, eine untere Ebene), Reste eines ehemals auf die Mauerkrone der Stützmauer aufgesetzten Geländers (Eisenpfeiler), Treppenanlage aus Sandsteinstufen von der SO-Tür des Pfarrhauses auf die obere und mittlere Terrasse hinabführend (die oberen Stufen führen in der Achse und nach rechts und links auf die obere Terrasse, der untere Treppenlauf führt in der Achse weiter auf die mittlere Terrasse), ein am Fuß der oberen Stützmauer parallel geführter Weg, ein in der Achse der Treppe weiter nach unten führender Weg mit wenigen Stufen, am oberen Ende dieses Weges ein halbkreisförmiger kleiner Platz mit zwei Steinbänken, Gehölze (Hainbuchenhecke am Sitzplatz, Rhododendron, Eiche), Rosen an Spalieren vor der SO-Fassade, Stauden, Pelargonien-Sammlung in einer Reihe an der Mauerkrone auf der oberen Terrasse gepflanzt.
30. ↑  Denkmaltext: Eisenbahnerwohnhaus der zwischen Potschappel und Wilsdruff 1886 eröffneten und 1899 Mohorn bis Nossen weitergeführten Schmalspurbahn Freital-Potschappel–Nossen, zweigeschossiger roter Ziegelbau mit Gliederungen, Drempel, Segmentbogenfenster mit gelb abgesetztem Bogen, Gurtgesims mit Deutschem Band, Ecklisenen, flaches Satteldach, weitgehend authentisch, nur die Sprossenfenster und die Haustür sowie Teile des oberen Gurtgesimses (hofseitig) haben sich nicht erhalten, die Ornamentierung des Typenbaus zeigt, welchen Stellenwert die Bauaufgabe Bahn-Hochbau hatte. Zu der baugeschichtlichen Bedeutung kommt die orts- und eisenbahngeschichtliche, zumal das Wohnhaus zusammen mit dem Empfangsgebäude sowie dem Lokschuppen des Bahnhofs Mohorn von der Existenz der für die Region wichtigen, in den 1970er Jahren allerdings rückgebauten Schmalspurbahnlinie zeugt (LfD/2012/2014).
31. ↑  Denkmaltext: Ehemaliges Empfangsgebäude (heute Wohnhaus) des Bahnhofs Mohorn: zweigeschossiger roter Ziegelbau, Drempel, Segmentbogenfenster, der Bogen mit gelben Klinkern abgesetzt, ebenso Ecklisenen und Giebelgesimse aus gelben Klinkern, profiliertes Gurtgesims, Satteldach mit stehender Gaupe, die Sprossenfenster sind verloren, ansonsten ist das Gebäude recht authentisch, die Ornamentierung des Typenbaus zeigt, welchen Stellenwert die Bauaufgabe des Bahn-Hochbaus hatte, der Backstein war in Sachsen inhaltlich mit dem Industrie-, Sozial- und Verkehrsbau verbunden. Zu der baugeschichtlichen Bedeutung des Hauses kommt die eisenbahn- und ortsgeschichtliche hinzu, zumal nach dem Streckenabbau in den 1970er Jahren nur noch wenige bauliche Zeugnisse die Existenz der Bahnlinie bezeugen (LfD/2012/2014).